# Liste der Baudenkmäler in Merkendorf (Mittelfranken)
Auf dieser Seite sind die Baudenkmäler in der mittelfränkischen Stadt Merkendorf zusammengestellt. Diese Tabelle ist eine Teilliste der Liste der Baudenkmäler in Bayern. Grundlage ist die Bayerische Denkmalliste, die auf Basis des Bayerischen Denkmalschutzgesetzes vom 1. Oktober 1973 erstmals erstellt wurde und seither durch das Bayerische Landesamt für Denkmalpflege geführt wird. Die folgenden Angaben ersetzen nicht die rechtsverbindliche Auskunft der Denkmalschutzbehörde.
 Diese Liste gibt den Fortschreibungsstand vom 21. November 2020 wieder und enthält 59 Baudenkmäler.

## Ensembles

### Ensemble Altstadt Merkendorf

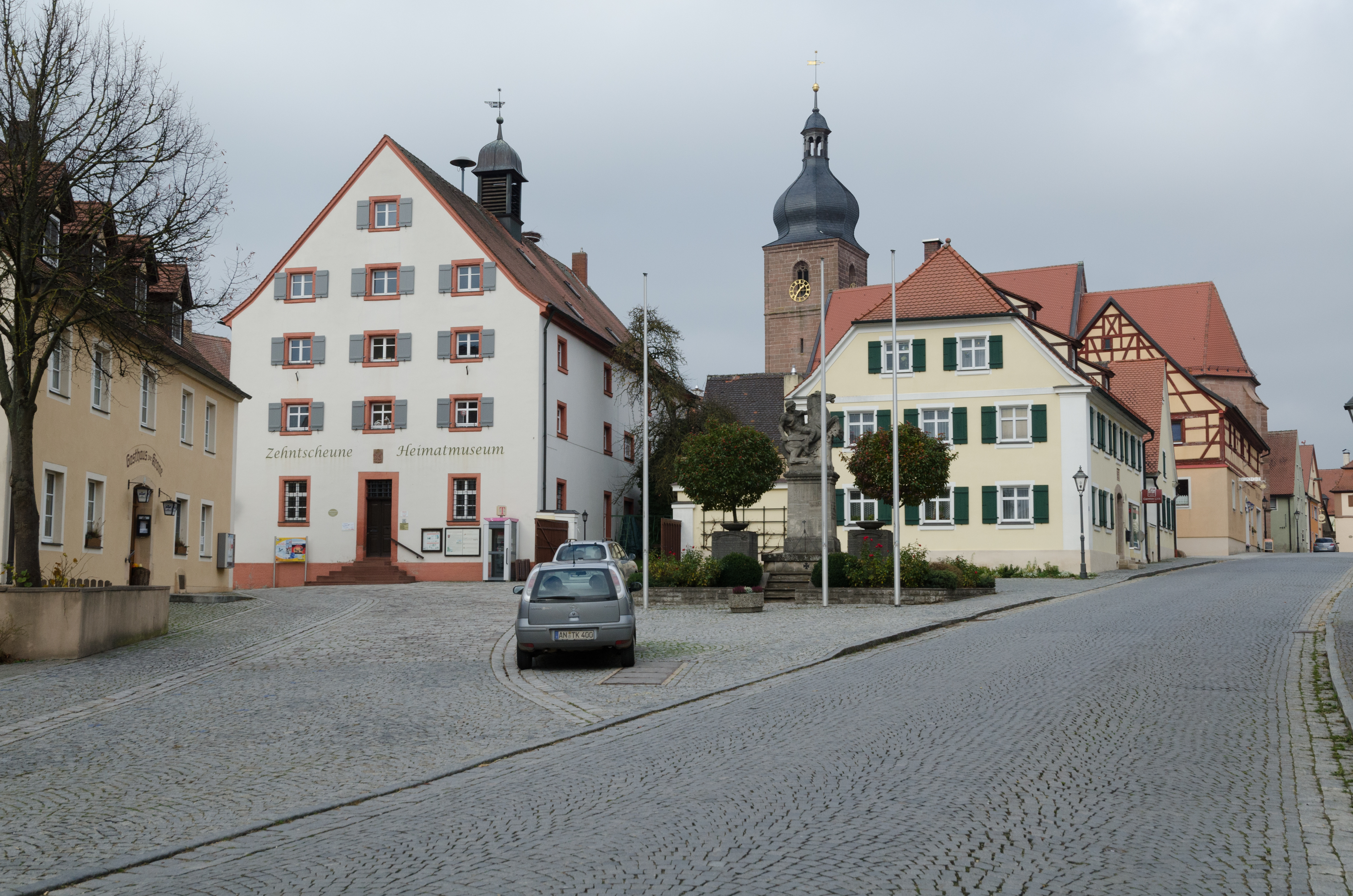
Zentrum von Merkendorf
weitere Bilder

Das Ensemble Altstadt Merkendorf (Lage) umfasst die ummauerte spätmittelalterliche Stadtanlage, die ihre entscheidende Formung im 15. Jahrhundert als Eigenstadt des Klosters Heilsbronn und Verwaltungssitz von dessen Propstei Altmühl erhielt. Die Stadtbefestigung mit drei Toren und zahlreichen kleineren Rund- und Rechtecktürmen umschließt eine annähernd rechteckige Fläche, die durchzogen wird von einem unregelmäßigen Gassennetz, das weniger planmäßiger Stadtbaukunst des 15. Jahrhunderts als vielmehr gewachsenen Wegbeziehungen früherer Jahrhunderte entspringt und deutlich einen älteren Ortskern um die Kirche zwischen Oberem Tor und Rathaus erkennen lässt. Das Kloster Heilsbronn hatte systematisch seit dem 13. Jahrhundert alle dort vorhandenen Güter verschiedener Herren aufgekauft.
Auf die vom Oberen zum Unteren Tor ziehende Hauptstraße trifft beim Marktplatz in der Ortsmitte die zum Taschentor führende Adlerstraße. Am Marktplatz liegen, auf ansteigendem Gelände städtebaulich wirkungsvoll angeordnet, die wichtigsten Bauten wie das spätgotische Alte Rathaus, das ehemalige Amtshaus, die ehemalige Zehntscheune und ein Gasthaus. Die Haupt- und Nebengassen der Stadtmitte zeigen annähernd geschlossene, giebel- und traufseitige Bebauung mit meist verputzten Fachwerkteilen, die über großenteils spätmittelalterlichem Kern nach schweren Zerstörungen im Dreißigjährigen Krieg überwiegend im 17. und 18. Jahrhundert erneuert worden sind, Zeugnisse behäbigen ackerbürgerlichen Wohlstandes der Zeit nach der Säkularisation des Klosterstaats, in der Merkendorf einem markgräflich-ansbachischen Stadtvogt unterstand. Neben den Wohnhäusern bestimmen die diesen zugeordneten oft stattlichen Scheunen das Straßenbild.
In der Nähe der Stadtmauer liegen teils eingeschossige Handwerker- und Kleinbauernhäuser, häufig mit spätmittelalterlichem Kern, teils größere Bauernhöfe und ausgedehnte Gärten.
Kriegsverluste des Zweiten Weltkriegs und der nachfolgende, bis 1958 abgeschlossene rekonstruierende Wiederaufbau einzelner Anwesen führten zur modernen Fortschreibung des Ortsbildes und stellen die letzte historisch bedeutende Epoche des Ensembles dar. Der von Freiflächen eingefasste Umgriff weiter Strecken der Stadtbefestigung im Westen, Südwesten und Südosten zeigt den ursprünglichen Übergang von der teilweise mit wassergefüllten Gräben versehenen Stadtbefestigung in das flache Land. Aktennummer: E-5-71-177-1.

## Stadtbefestigung
Die Stadt erhielt 1398 das Befestigungsrecht durch den römisch-deutschen König Wenzel. Die Anlage des Befestigungsrings erfolgte bis in die Mitte des 15. Jahrhunderts Die Mauern sind in Bruch- und Quadersteinmauerwerk ausgeführt. Aktennummer: D-5-71-177-1.
Beginnend beim Oberen Tor gliedert sich die Stadtbefestigung in folgenden Abschnitte:
- Oberes Tor bei Hauptstraße 1 (Lage), zweigeschossiges Torhaus mit Mansarddach, im Kern 15. Jahrhundert, Umbau 18. Jahrhundert. Aktennummer: D-5-71-177-17.

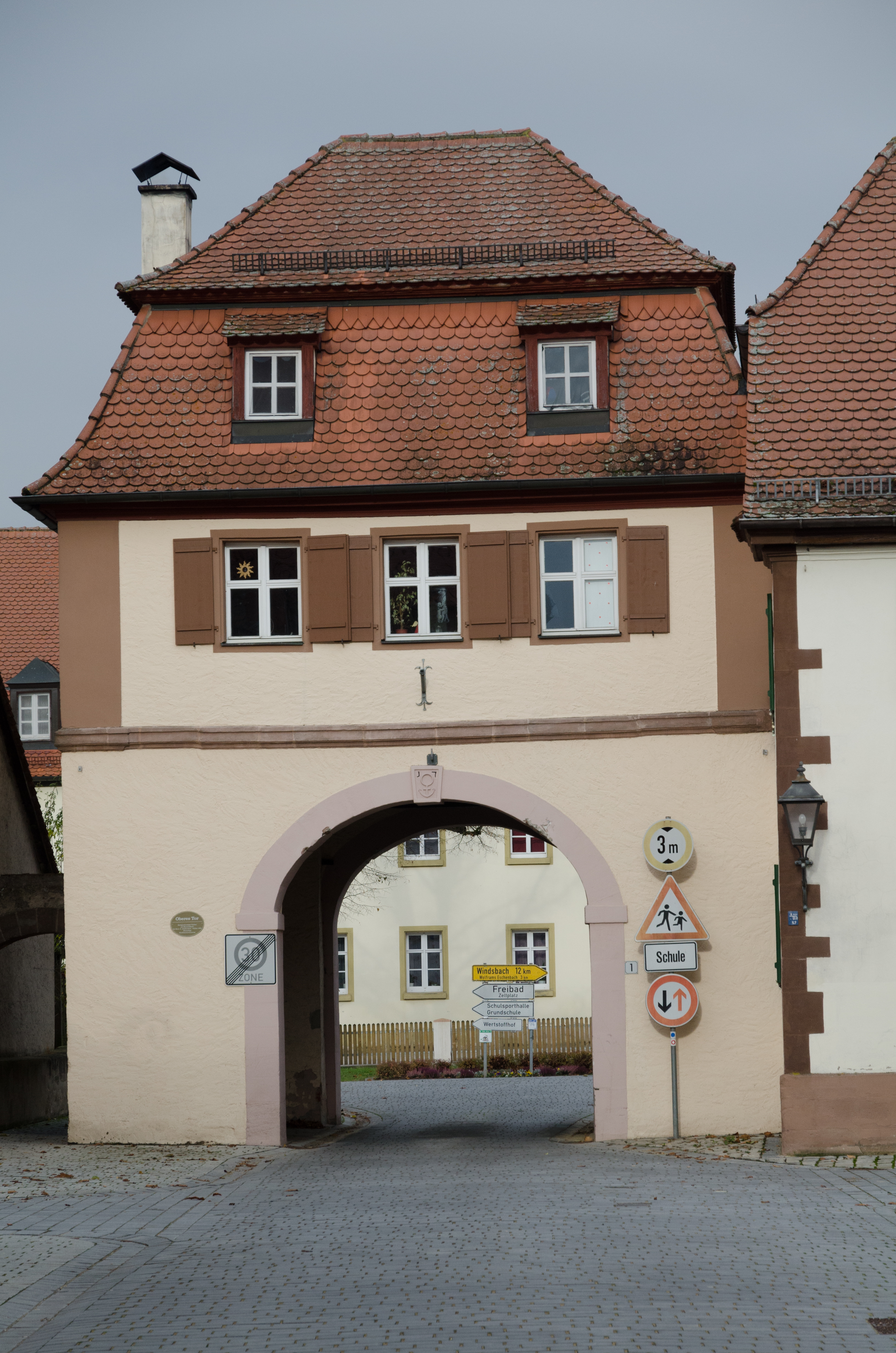
Oberes Tor, Stadtseite weitere Bilder
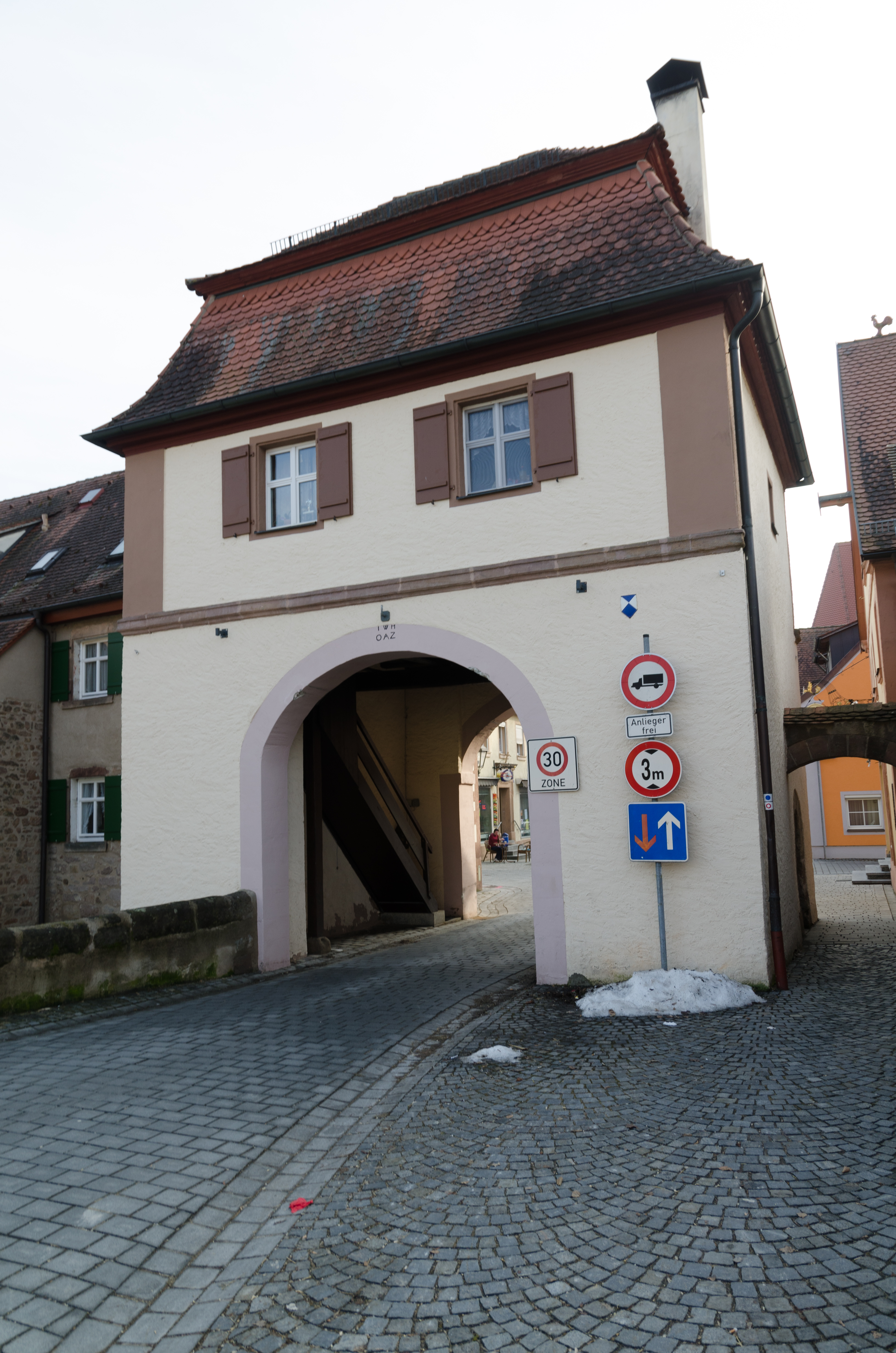
Oberes Tor, Feldseite weitere Bilder

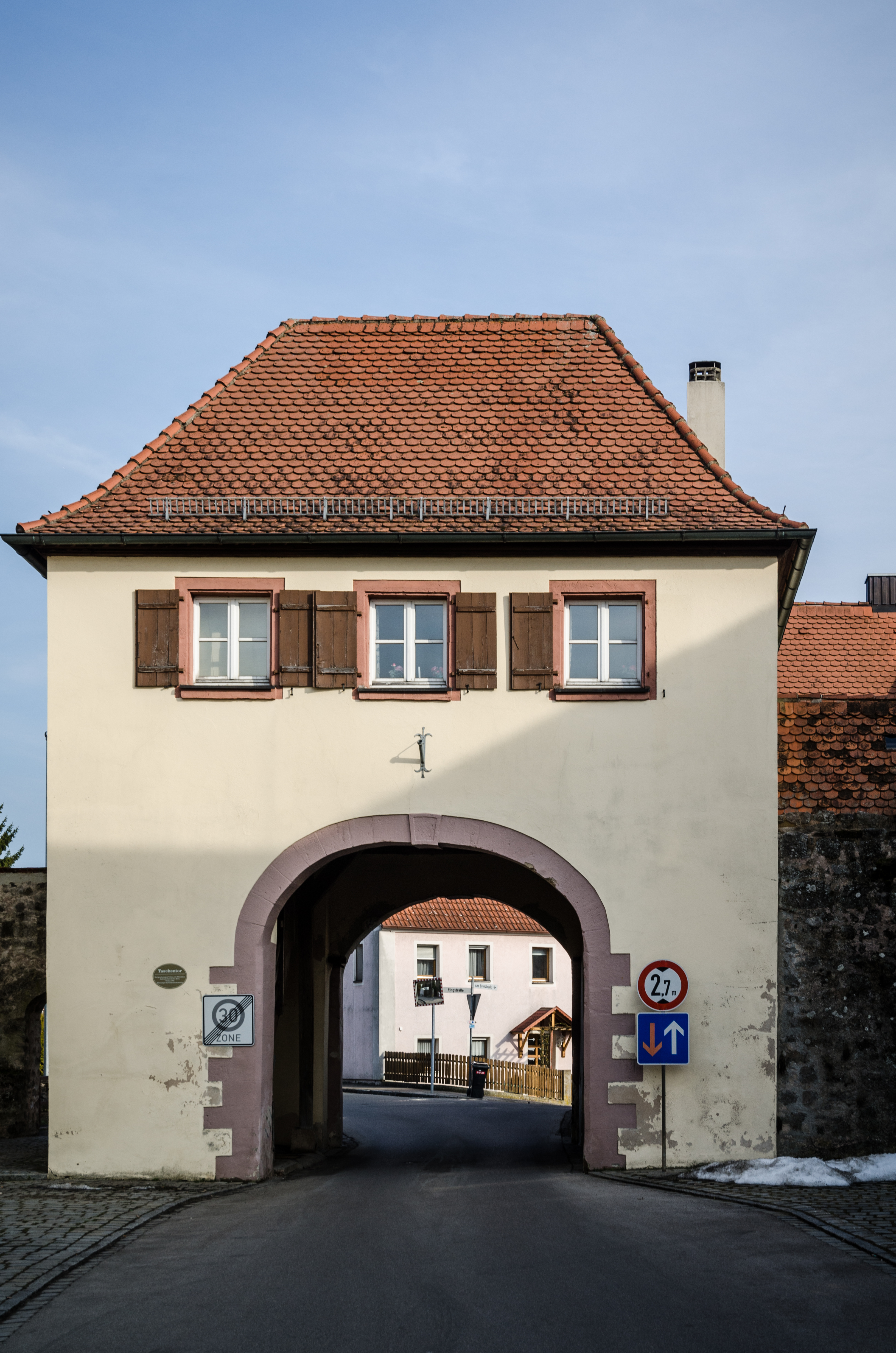
Taschentor, Stadtseite weitere Bilder
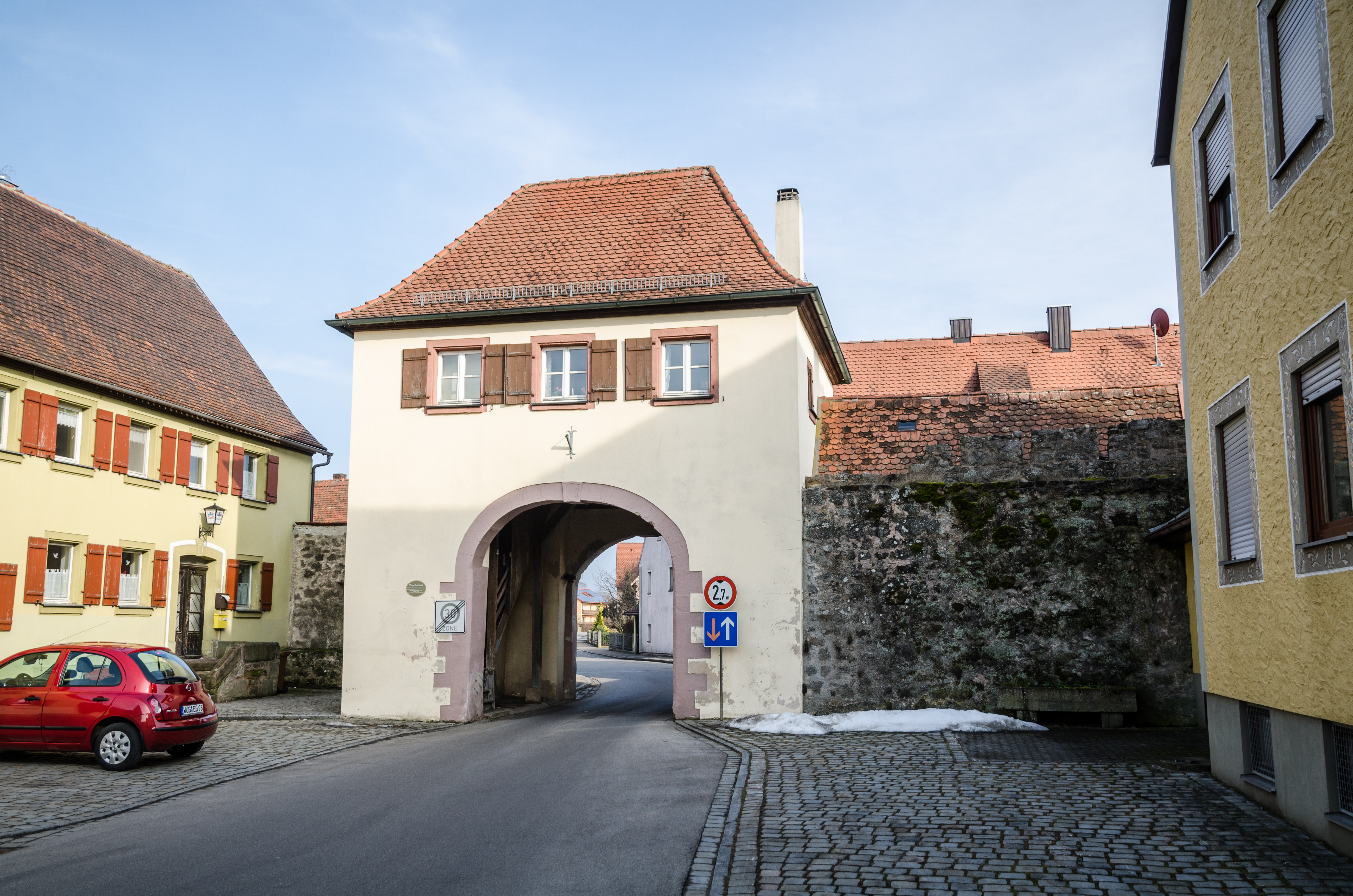
Taschentor mit anschließender Stadtmauer, Stadtseite weitere Bilder

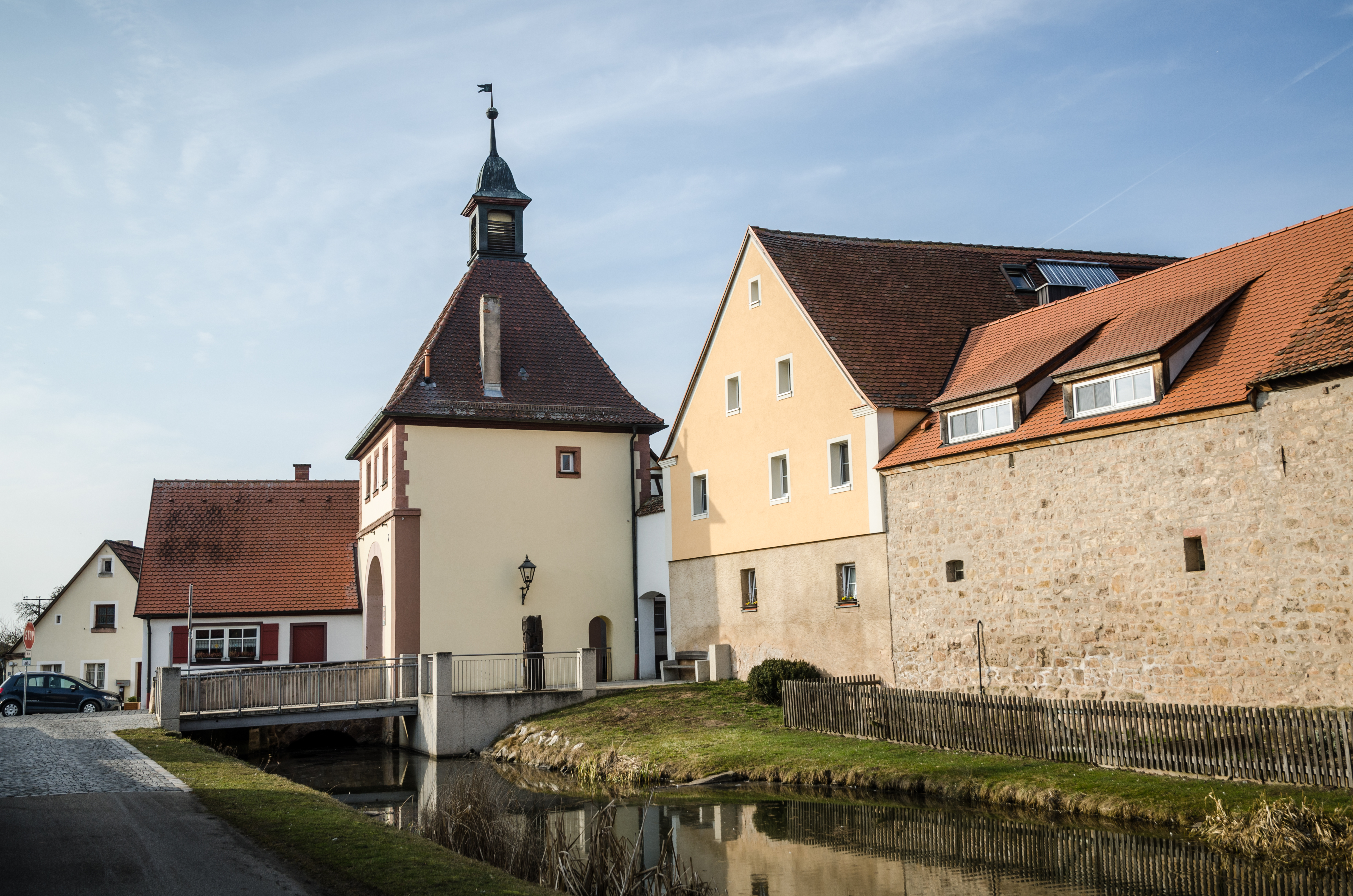
Unteres Tor, von Osten, Feldseite weitere Bilder
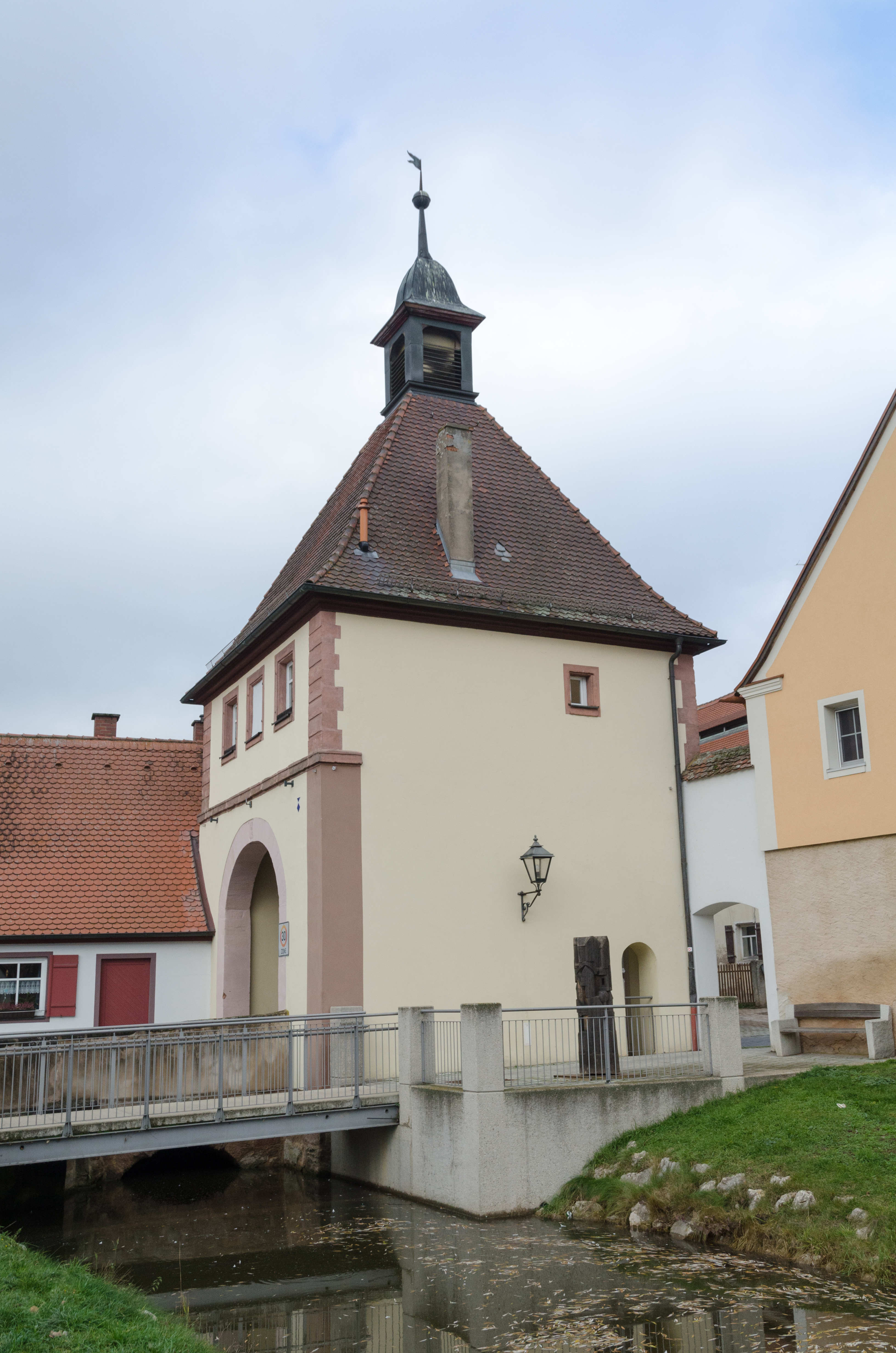
Unteres Tor, von Osten, Feldseite weitere Bilder
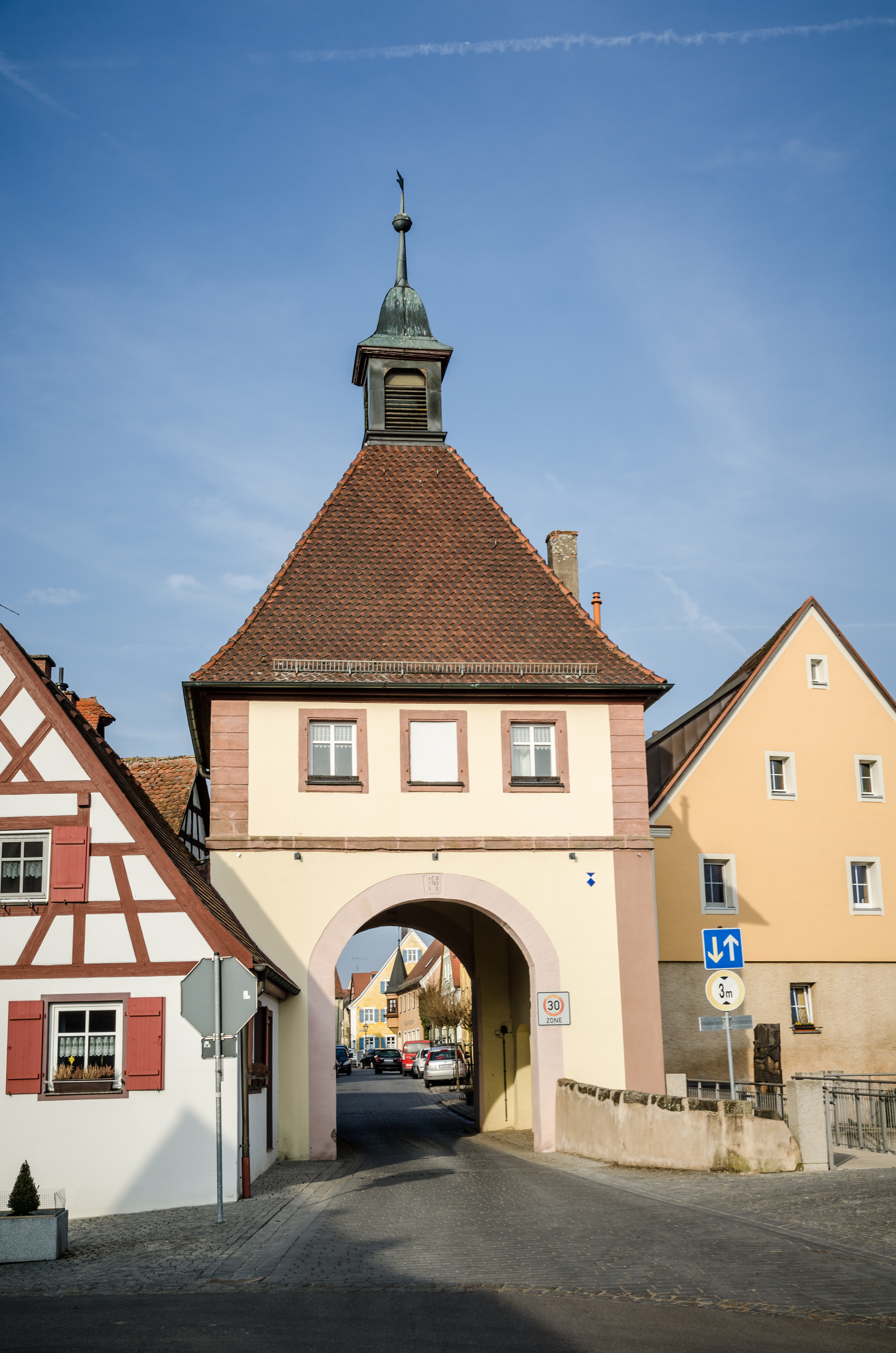
Unteres Tor, von Süden, Feldseite weitere Bilder
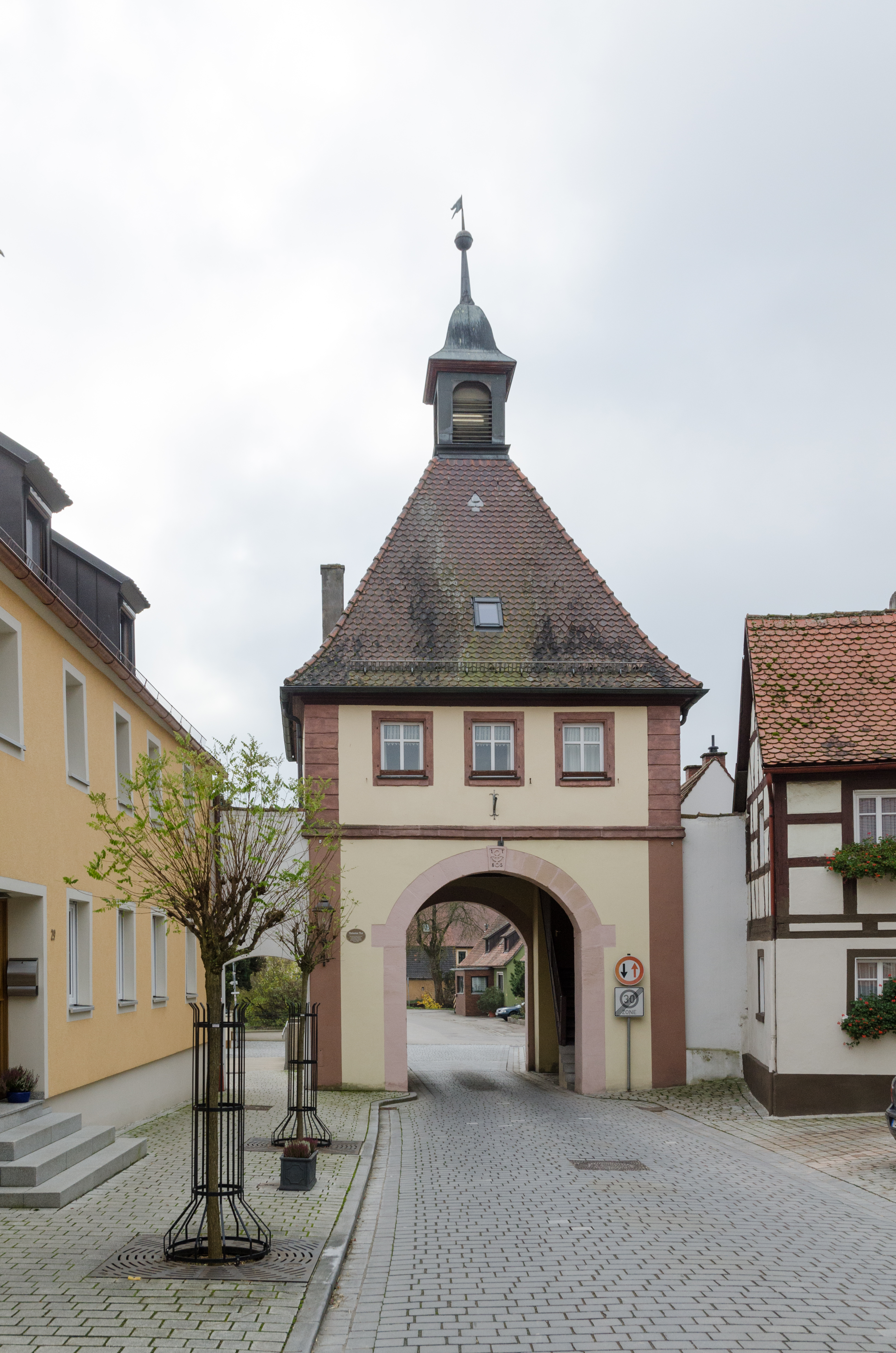
Unteres Tor, von Norden, Stadtseite weitere Bilder
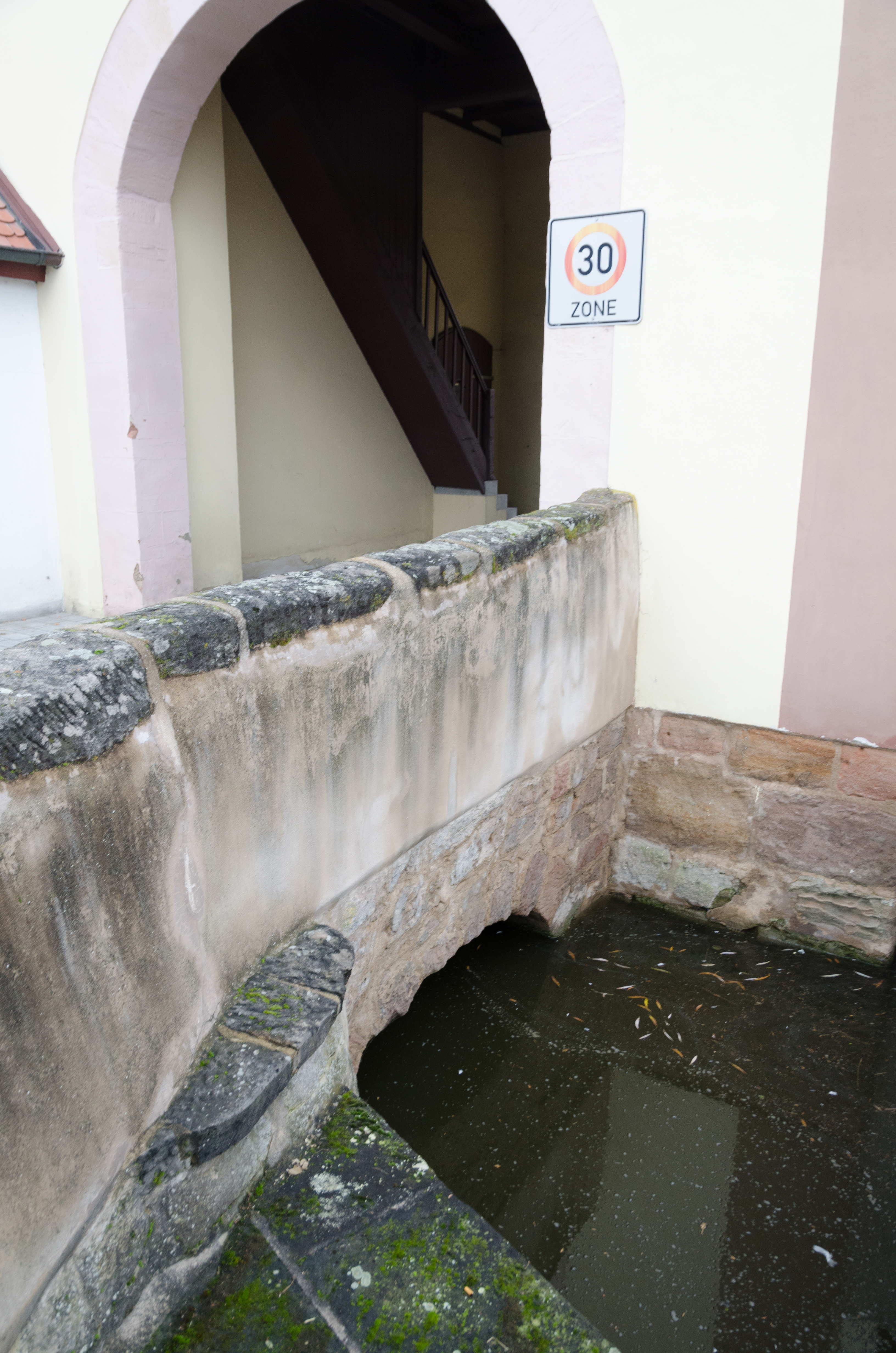
Unteres Tor, Brücke von Osten weitere Bilder

Verlauf der Ringmauer vom Oberen Tor zum Taschentor mit zwei Rechtecktürmen mit Spitzhelmen und Halbrundturm mit polygonalem Spitzdach:
- Stadtmauer und Grabenbereich bei Hauptstraße 3 östlich des oberen Tors (Lage)
- Grabenbereich entlang der Ringstraße von Brauhausstraße 1 (Lage) bis Ringstraße 5 (Lage) und südlich Ringstraße 5 (Lage)
- Geschlossener Stadtmauerzug vom Oberen Tor zum Taschentor über Brauhausstraße 3 (Lage), 5 (Lage), 7, 9 (Lage), 11 (Lage), Weberstraße 3 (Lage), 5 (Lage), 9, 11 (Lage), 13, 15 (Lage), Adlerstraße 4 (Lage)
- Bei Weberstraße 5 ein rechteckiger Befestigungsturm mit Spitzdach (Lage)
- Bei Weberstraße 15 ein rechteckiger Befestigungsturm mit Spitzdach (Lage)
- Bei Adlerstraße 4 ein Halbrundturm mit polygonalem Spitzdach (Lage)

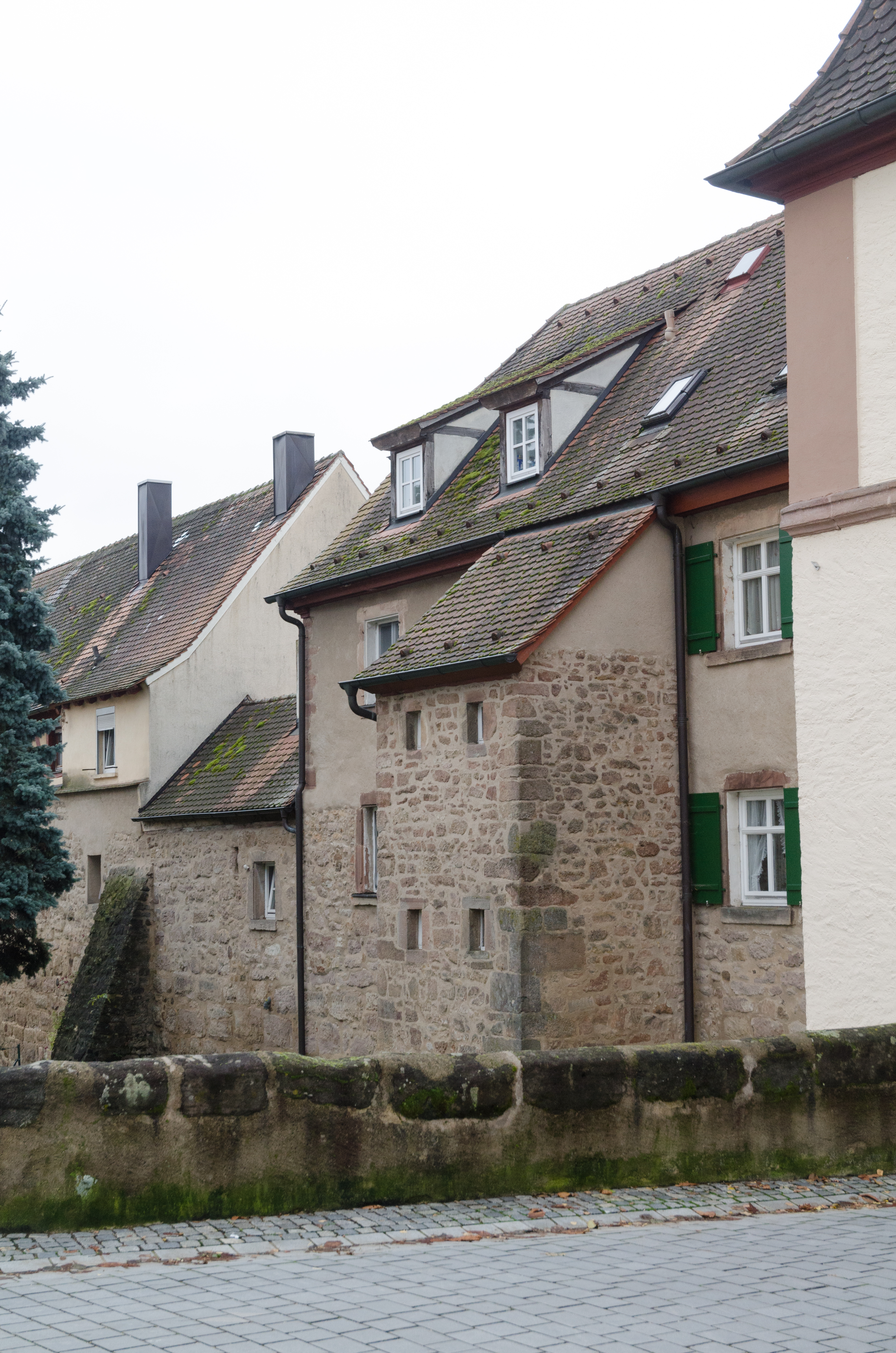
Stadtmauer und Graben Hauptstraße 3 Richtung Osten, Stadtseite
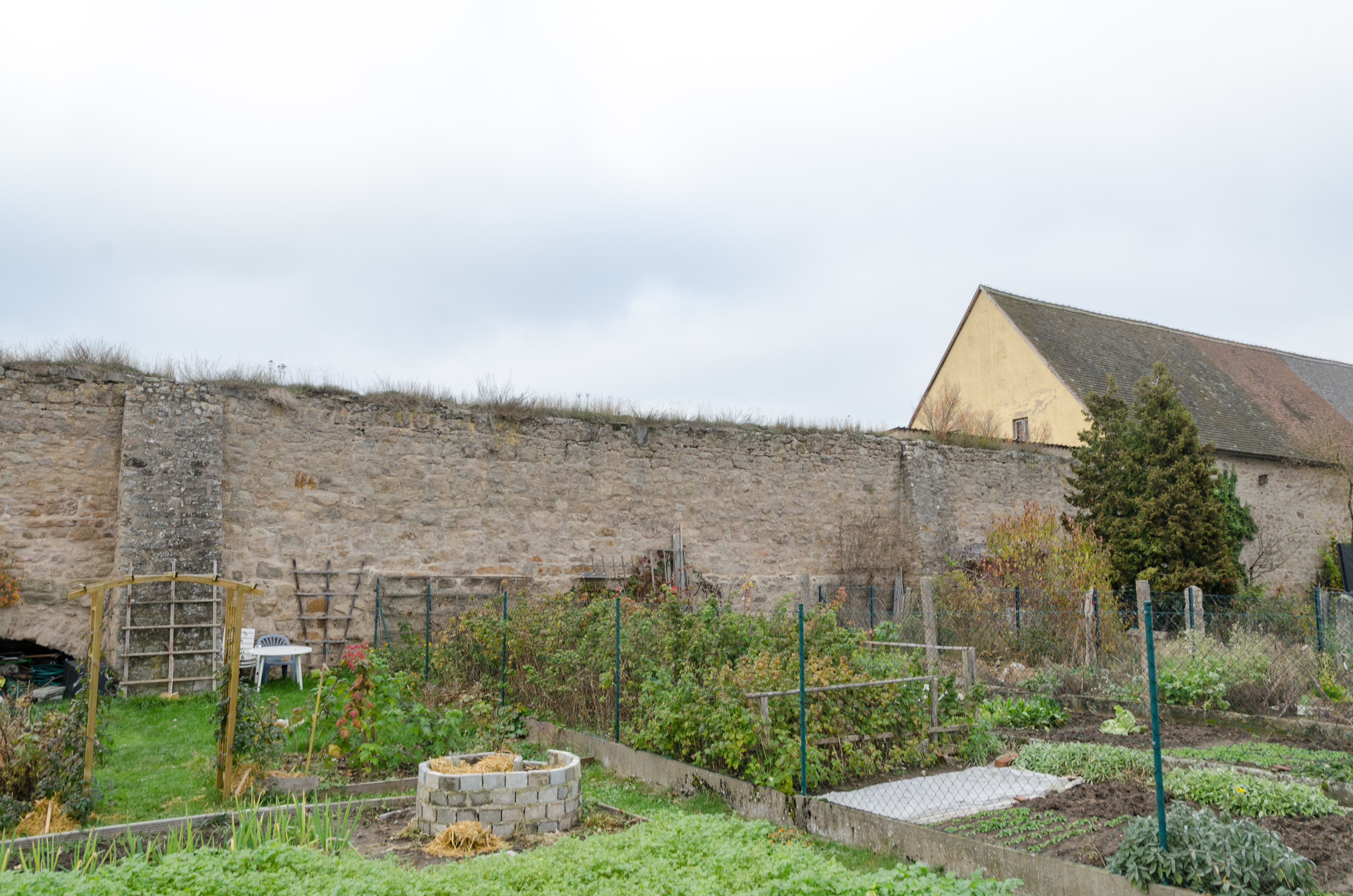
Stadtmauer südlich Taschentor, von Osten, Feldseite
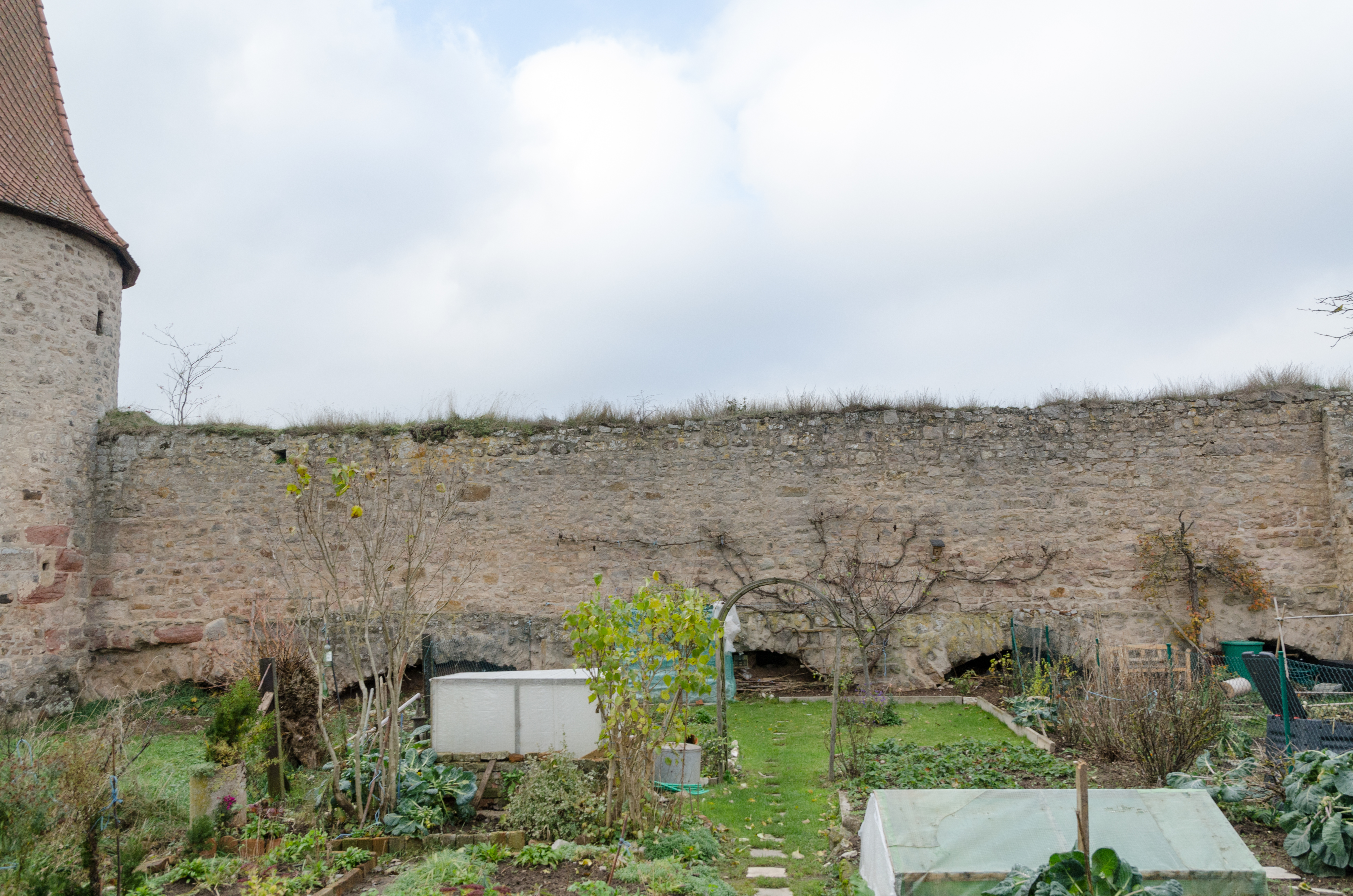
Stadtmauer südlich Taschentor, von Osten, Feldseite
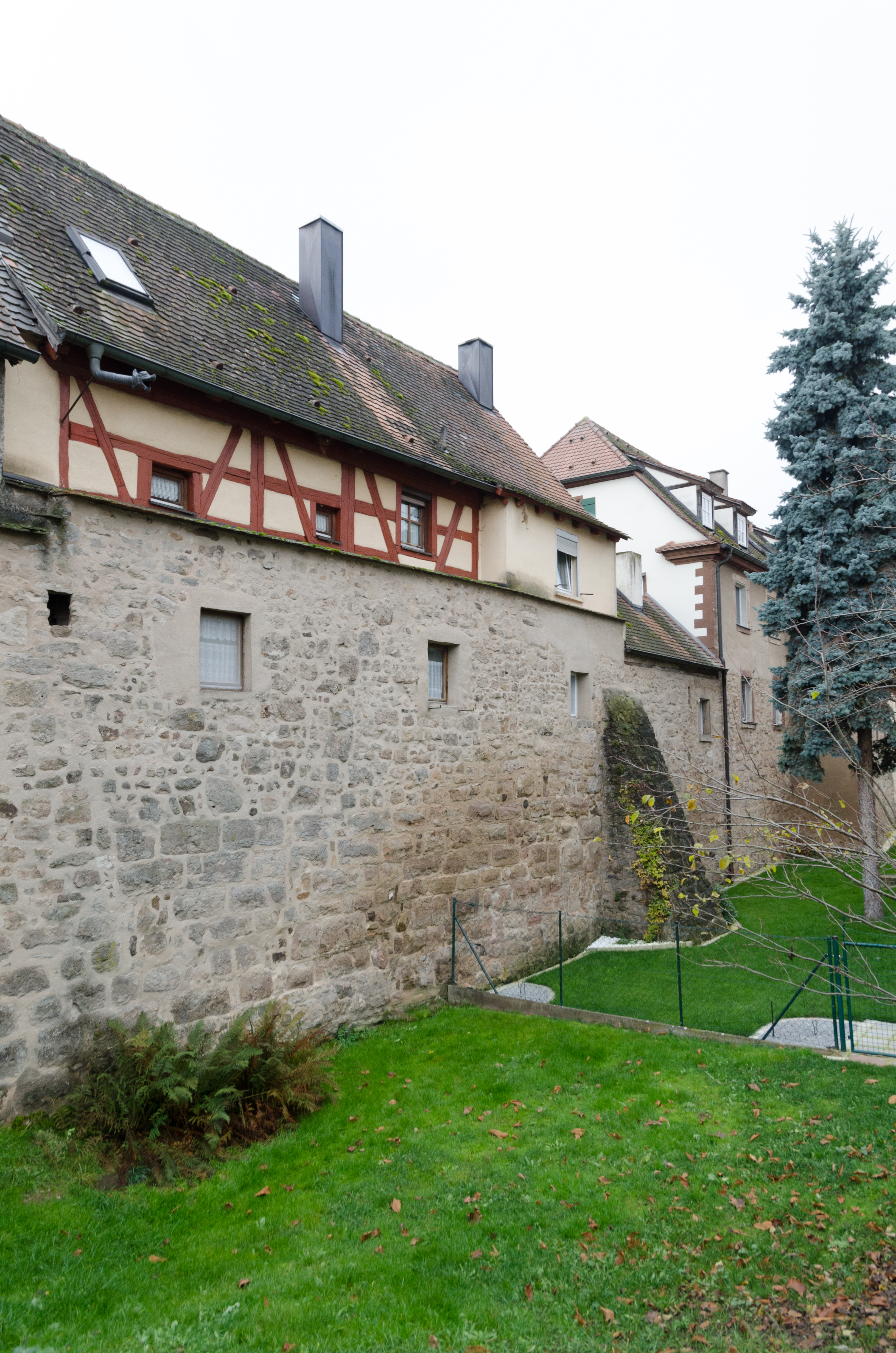
Stadtmauer und Graben Brauhausstraße 5, 3 Richtung Westen, Feldseite
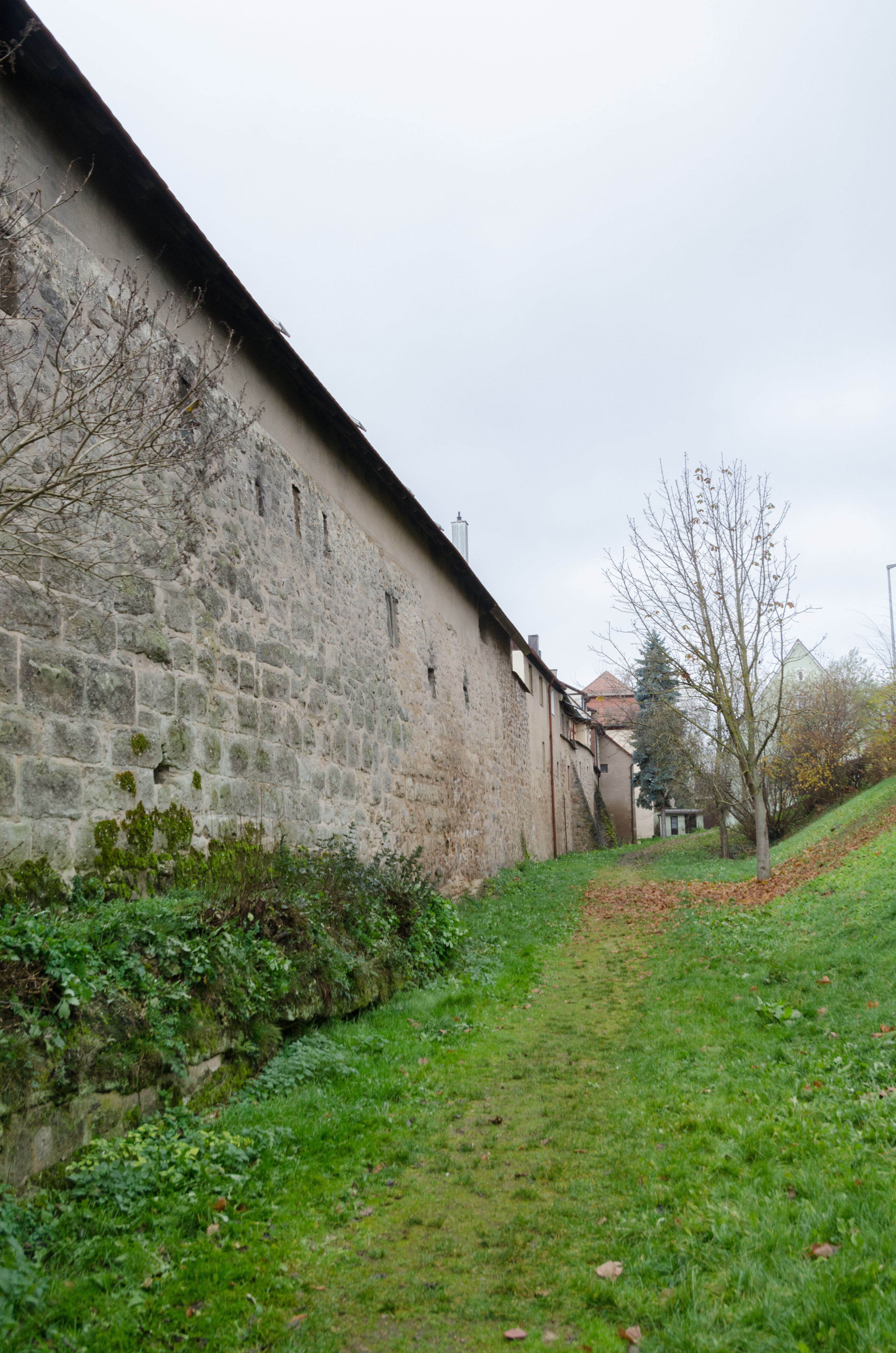
Stadtmauer und Graben Brauhausstraße 9, 7 Richtung Westen, Feldseite
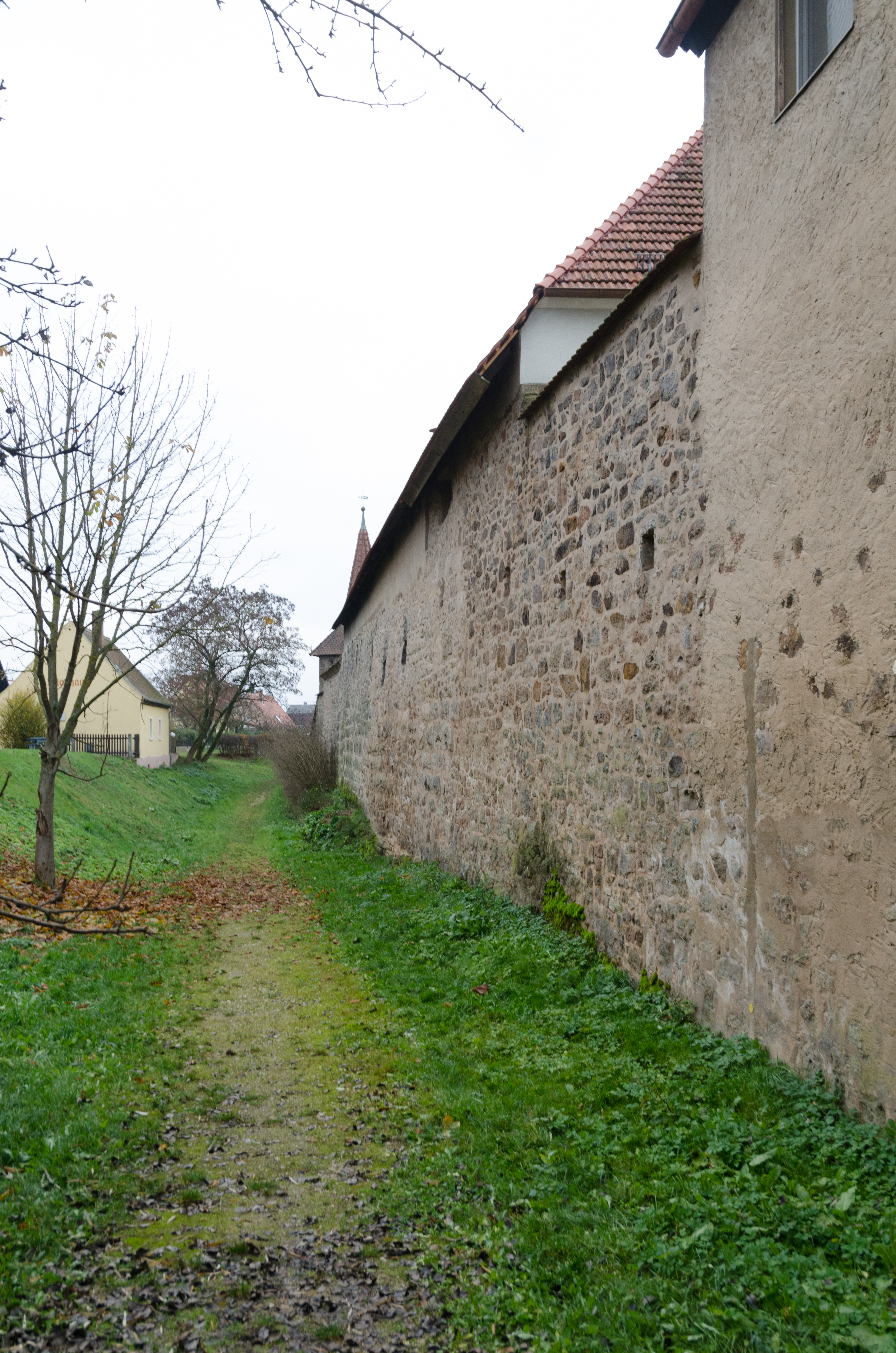
Stadtmauer und Graben Brauhausstraße 9, 7 Richtung Osten, Feldseite
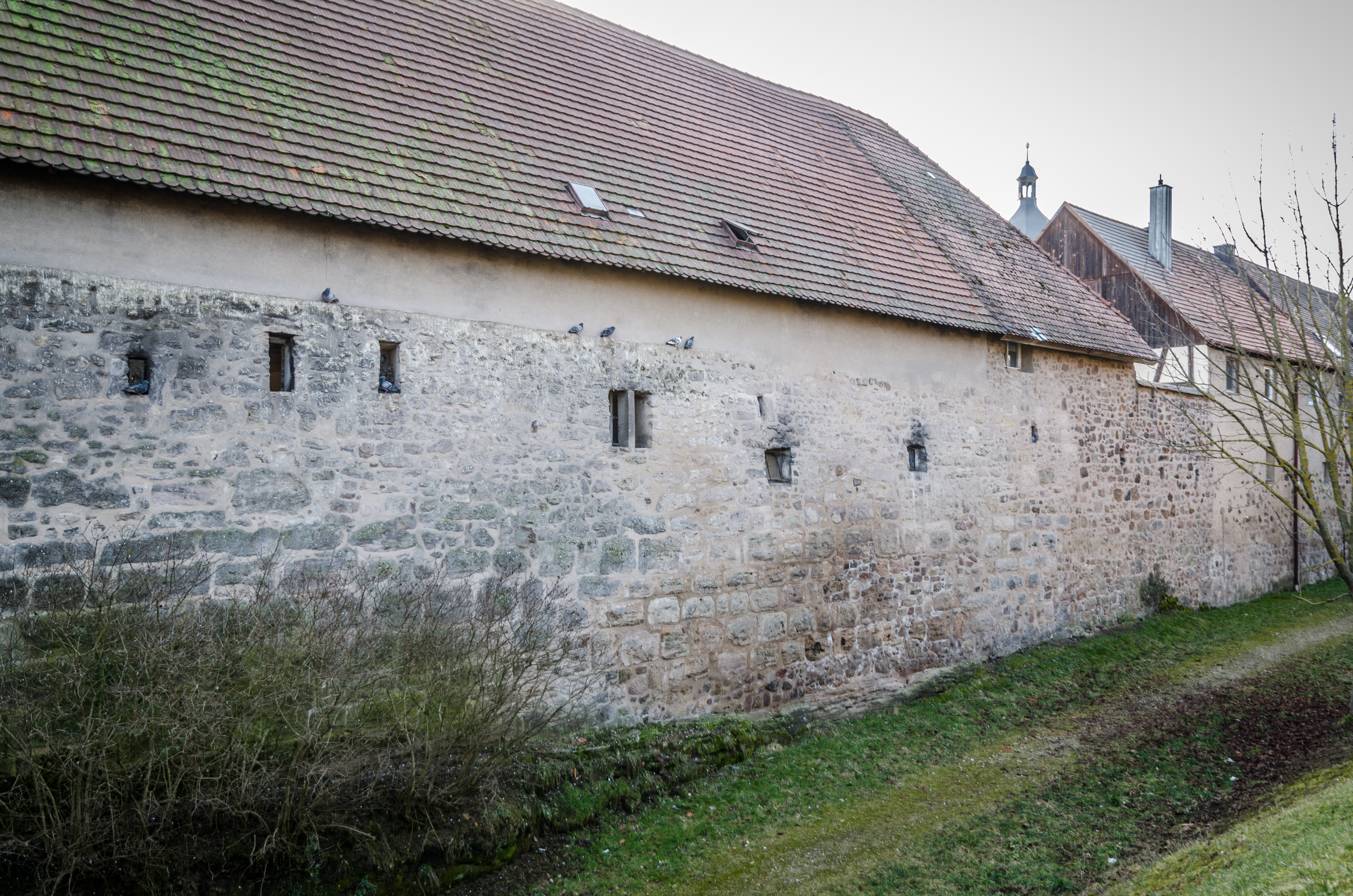
Stadtmauer und Graben Brauhausstraße 9, 11 Richtung Westen, Feldseite
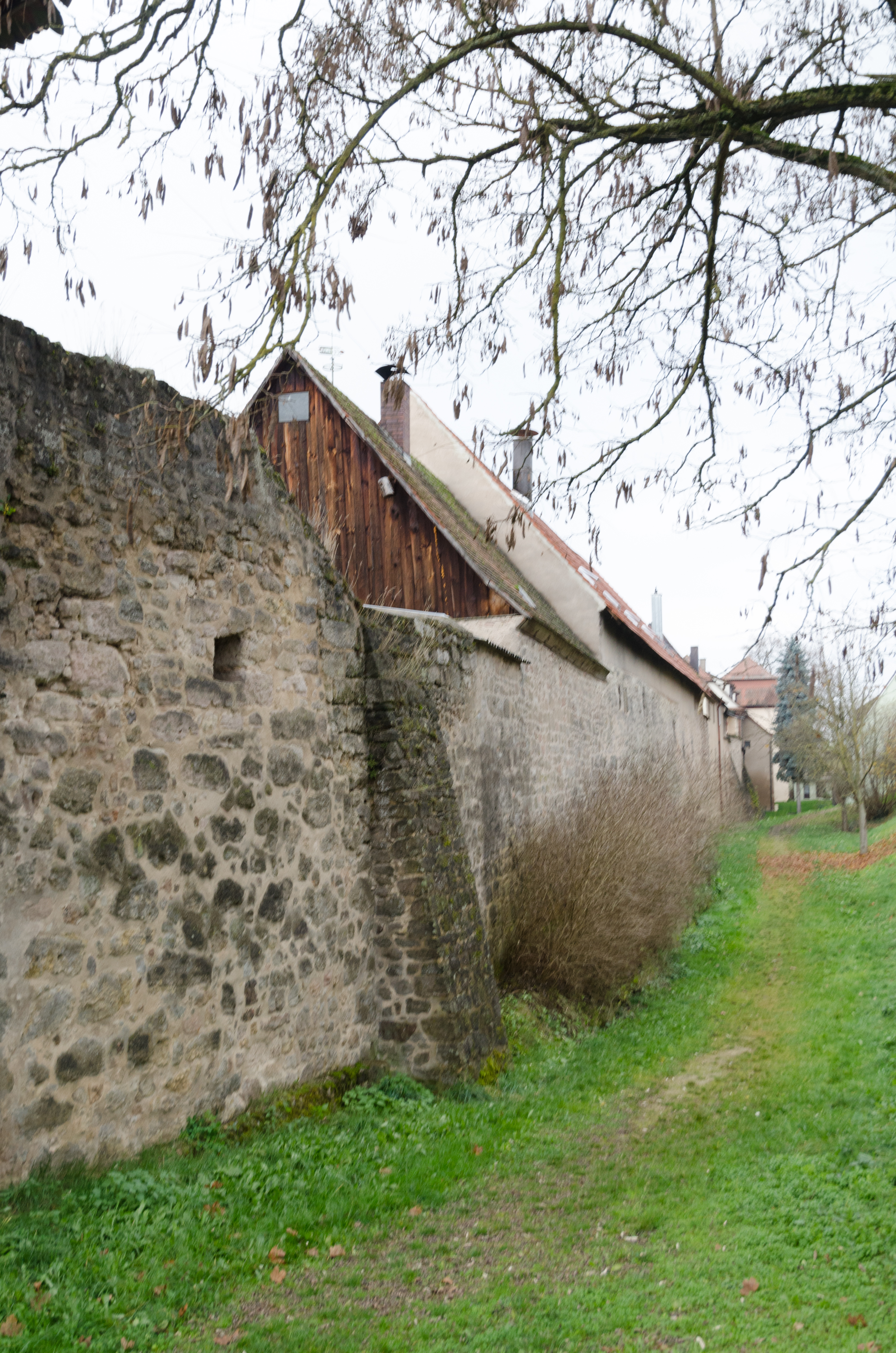
Stadtmauer und Graben Weberstraße 3, Brauhausstraße Weberstraße 3, Brauhausstraße 11 Richtung Westen, Feldseite
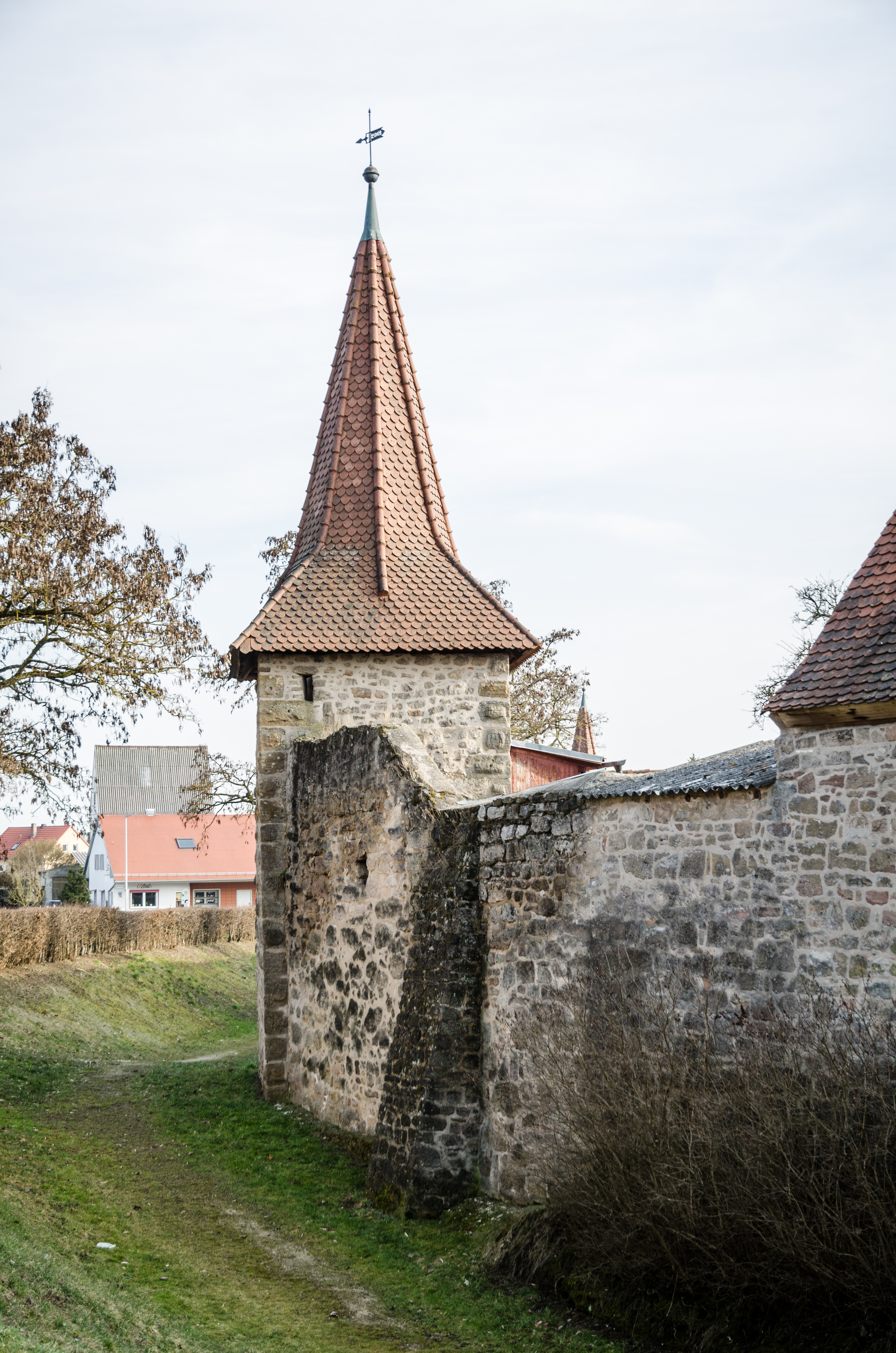
Befestigungsturm bei Weberstraße 5, von Westen, Feldseite weitere Bilder
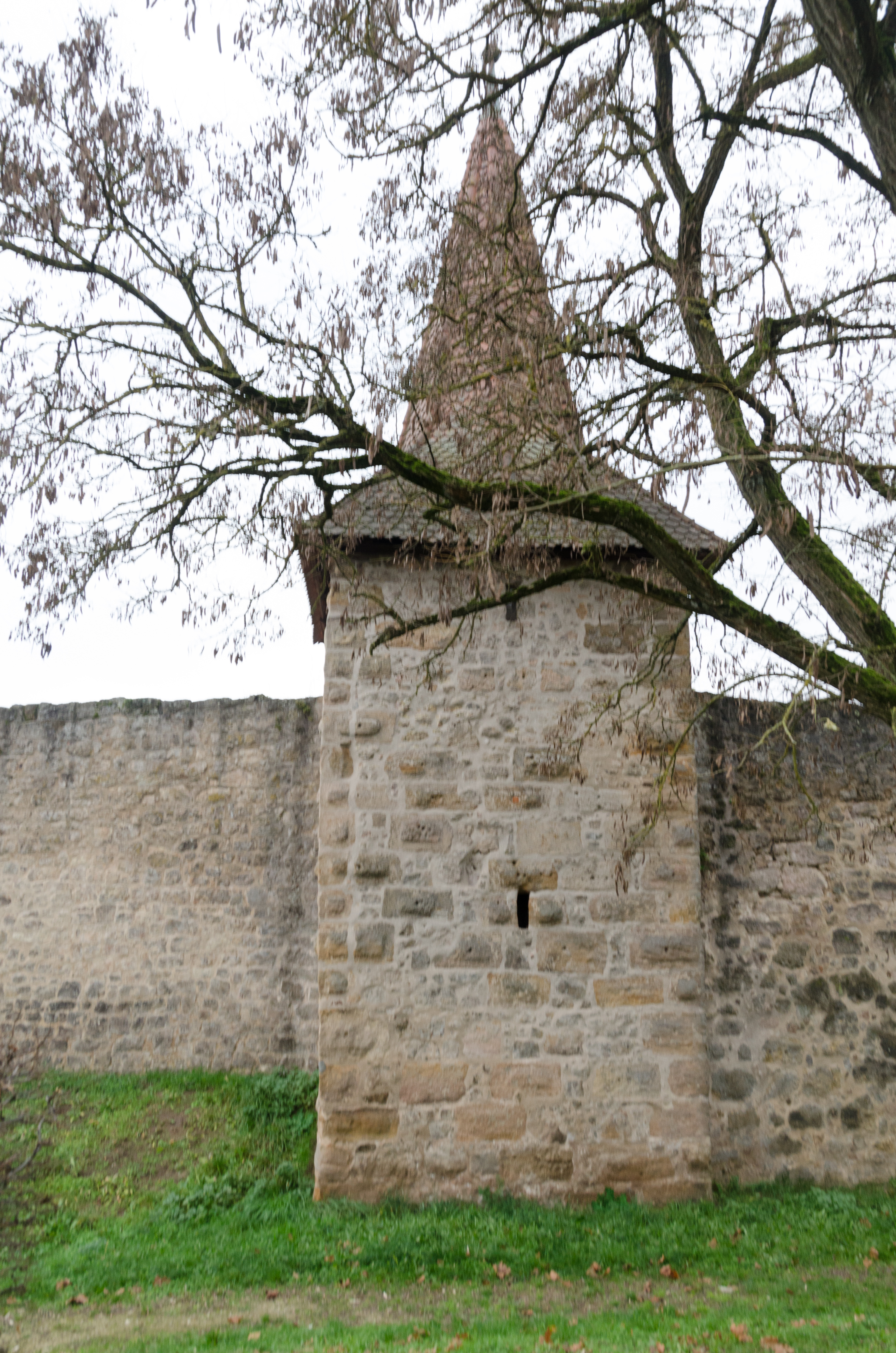
Befestigungsturm bei Weberstraße 5, von Osten, Feldseite weitere Bilder
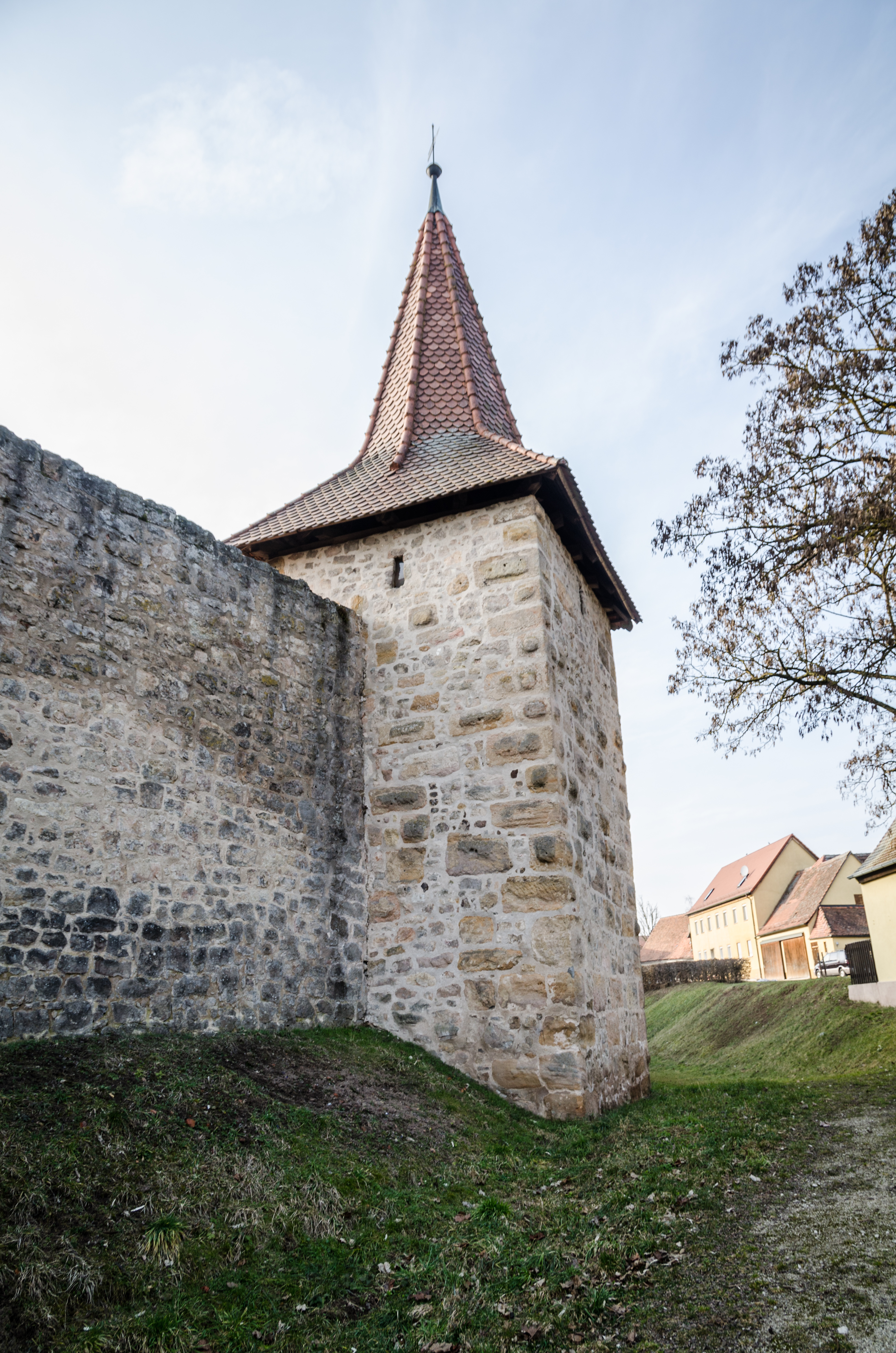
Befestigungsturm bei Weberstraße 5, von Süden, Feldseite weitere Bilder
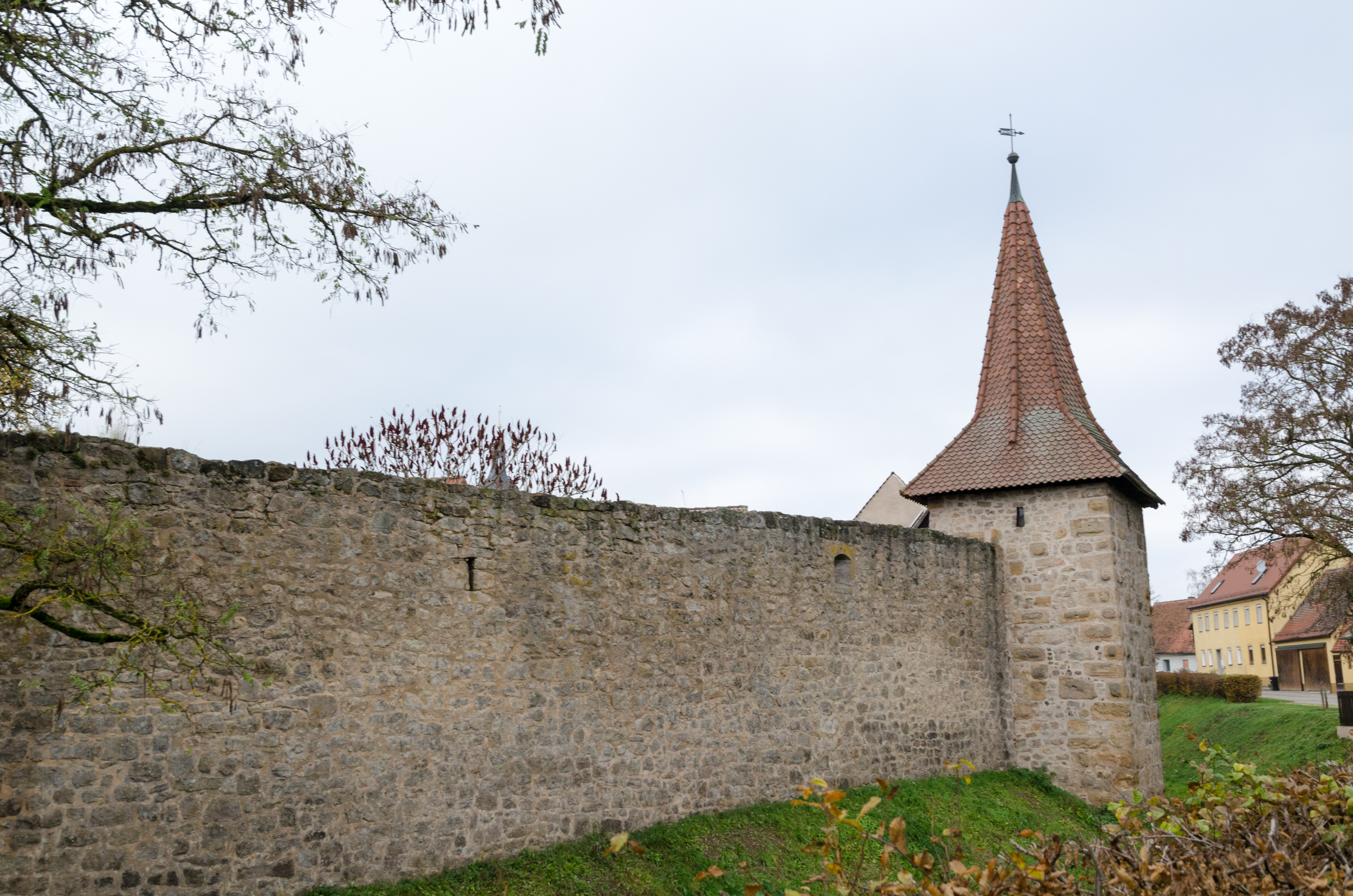
Befestigungsturm bei Weberstraße 5, von Süden, Feldseite weitere Bilder
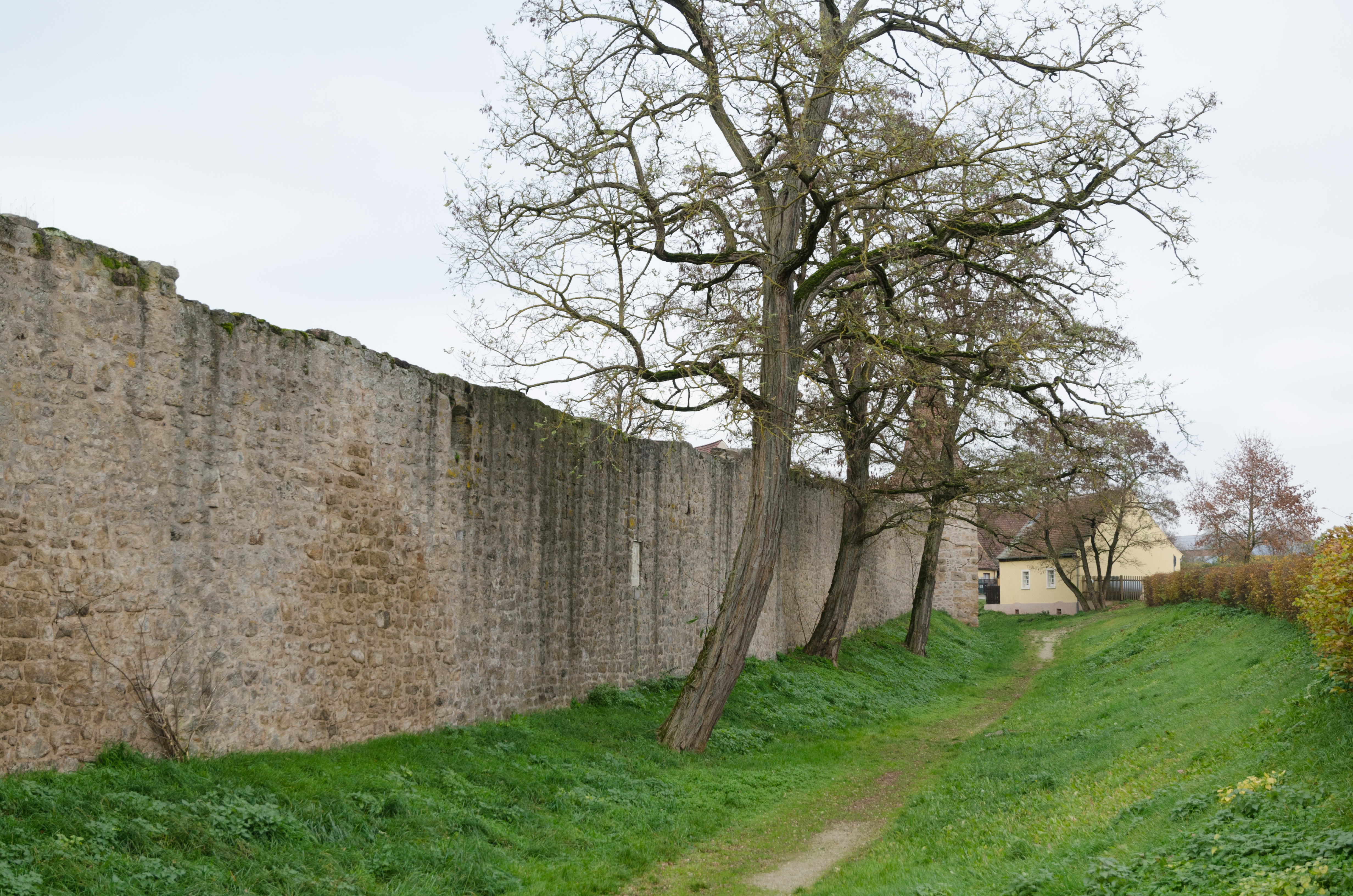
Stadtmauer und Graben Weberstraße 11, 9, Richtung Norden, Feldseite
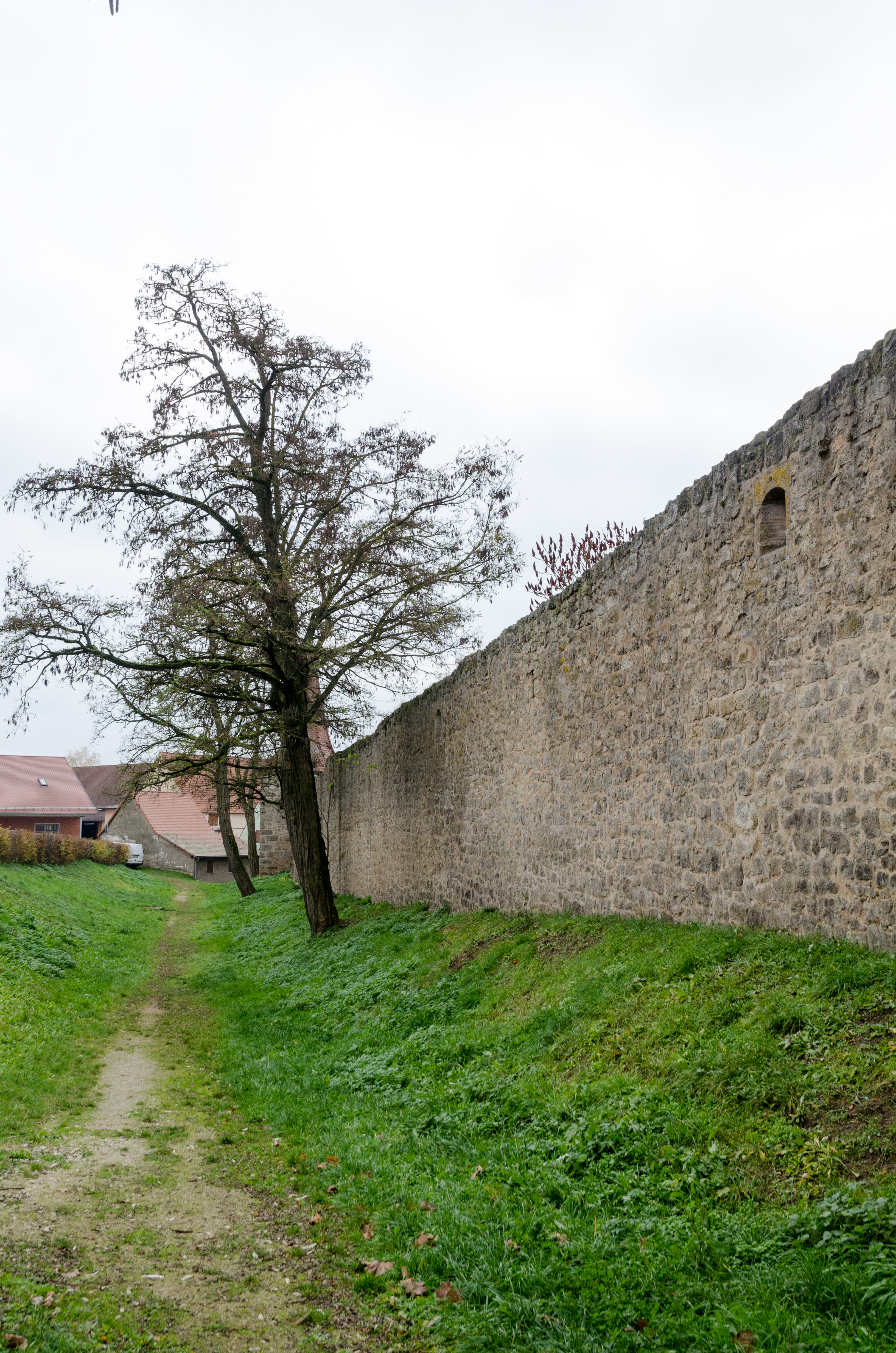
Stadtmauer und Graben Weberstraße 11, 13, Richtung Süden, Feldseite
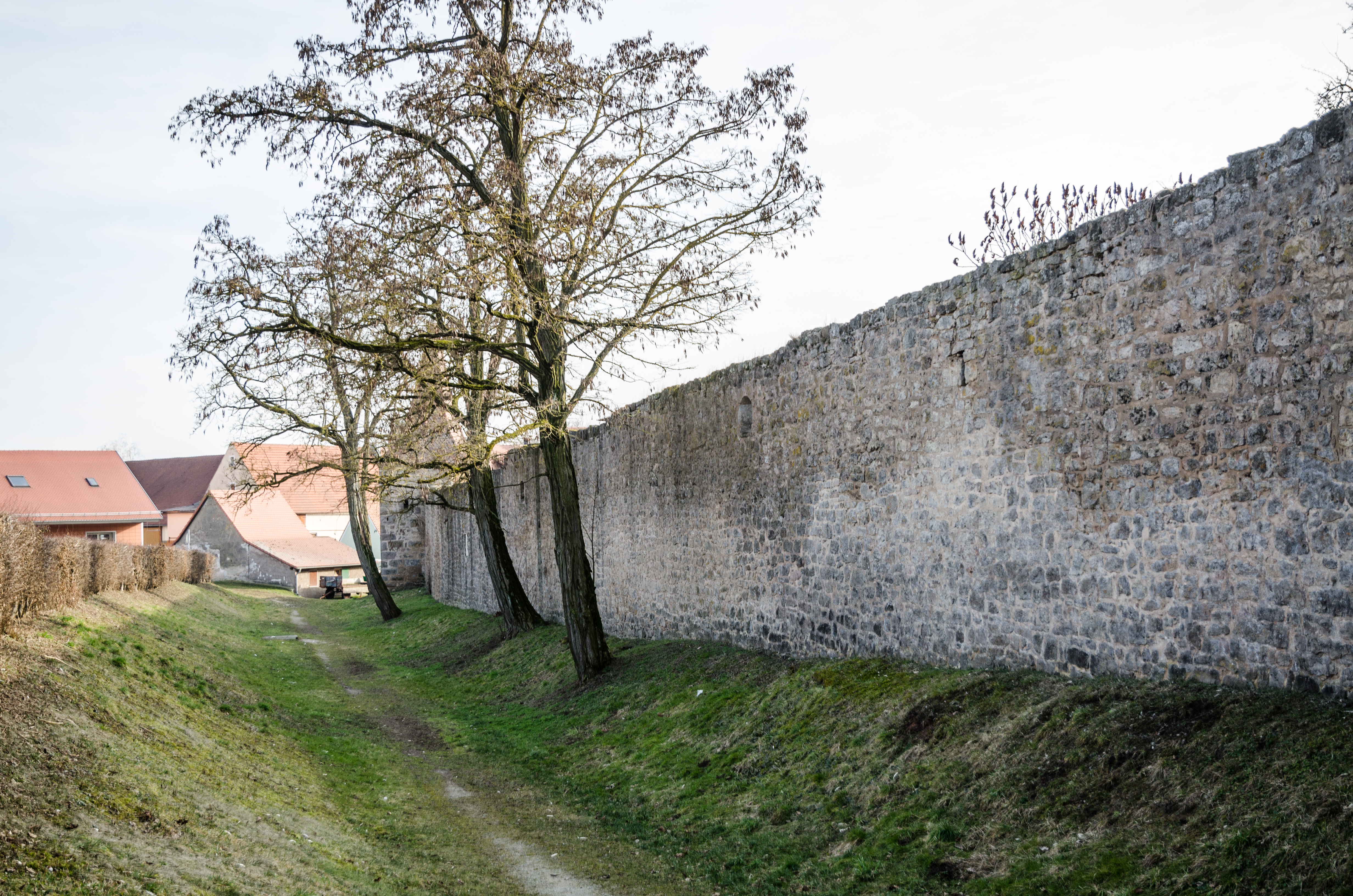
Stadtmauer und Graben Weberstraße 9, 11, 13, Richtung Süden, Feldseite
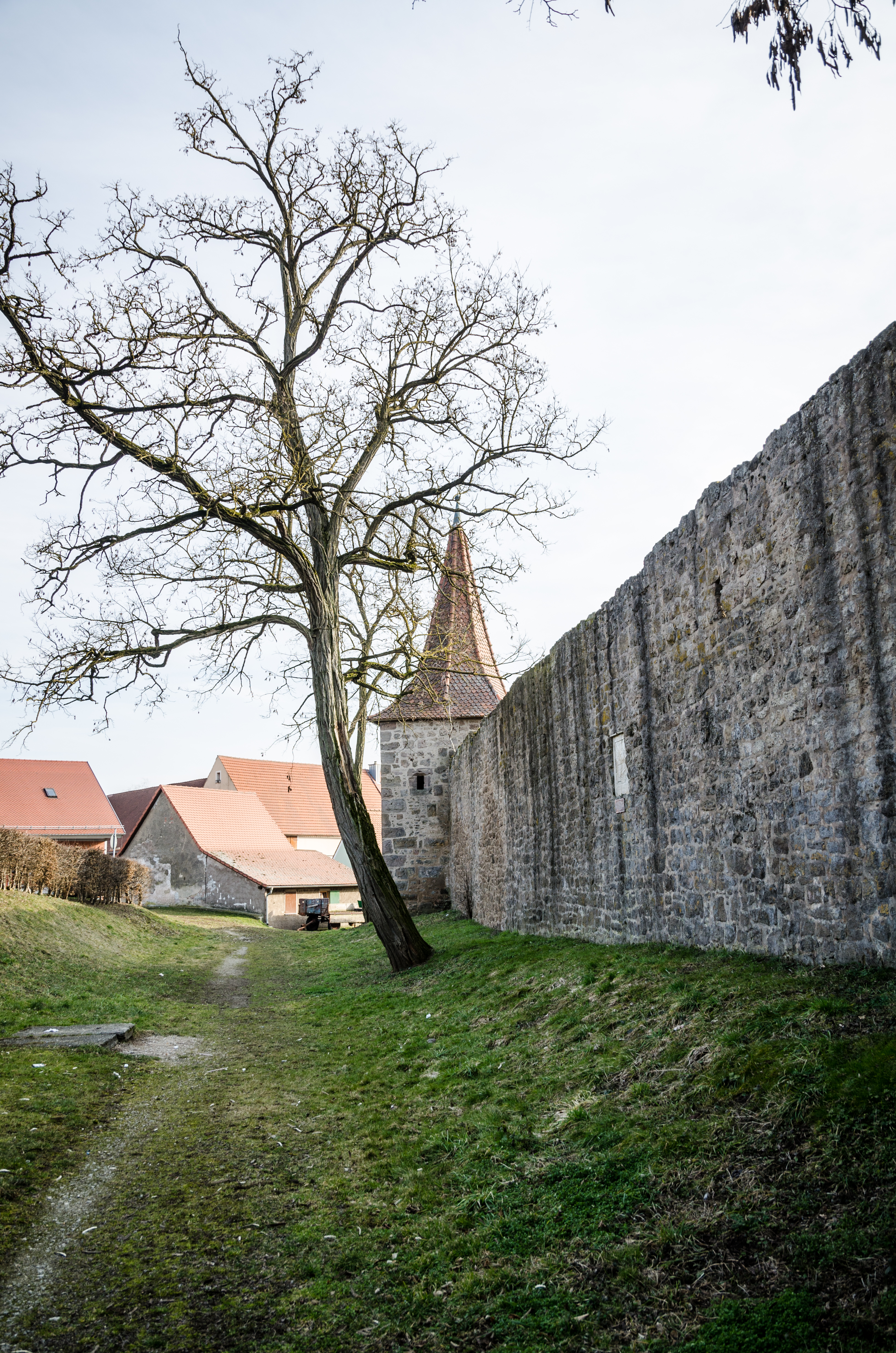
Stadtmauer und Graben Weberstraße 9, 11, 13, Richtung Süden, Feldseite
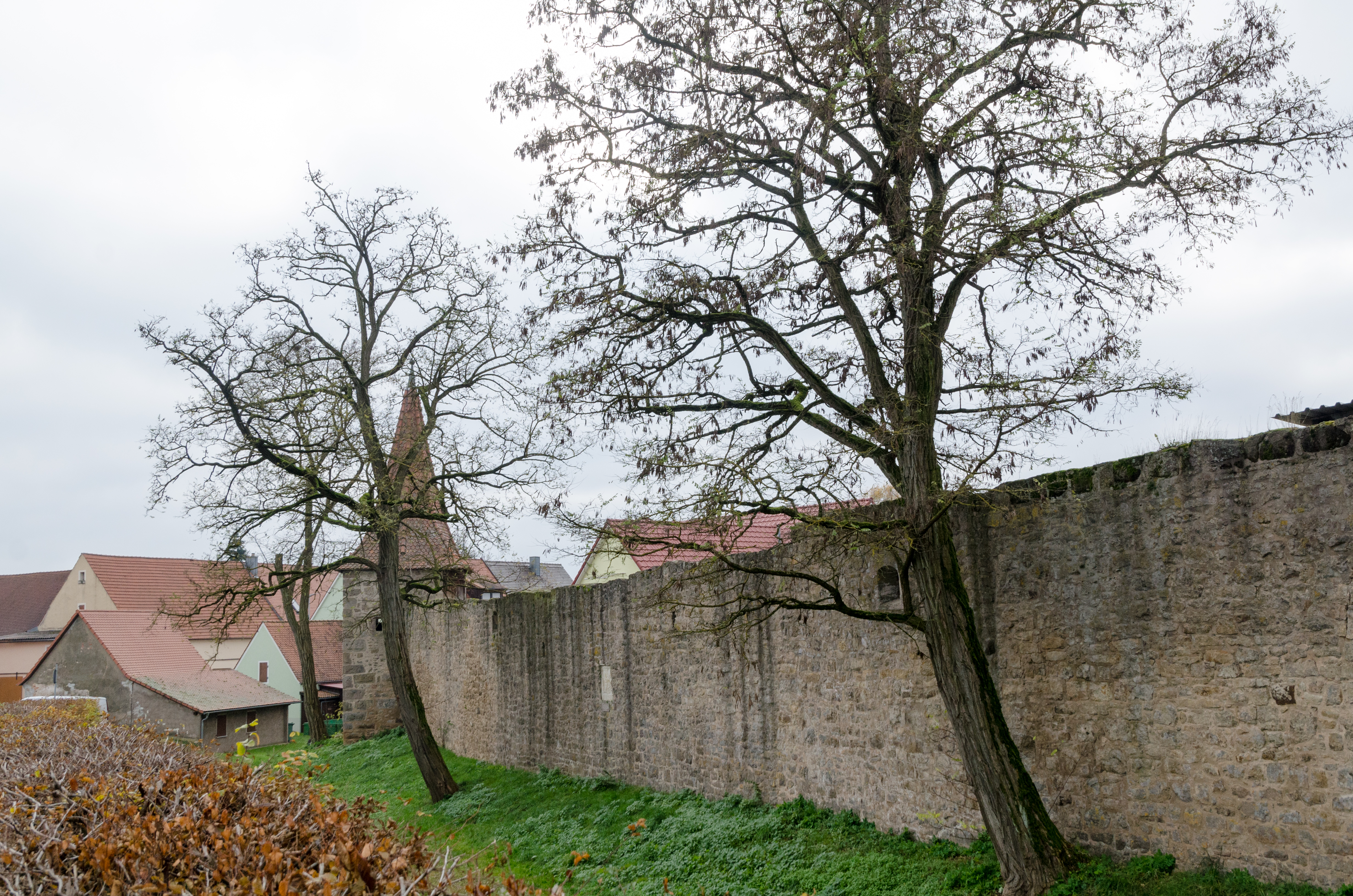
Stadtmauer und Graben Weberstraße 13, 15, Richtung Süden, Feldseite
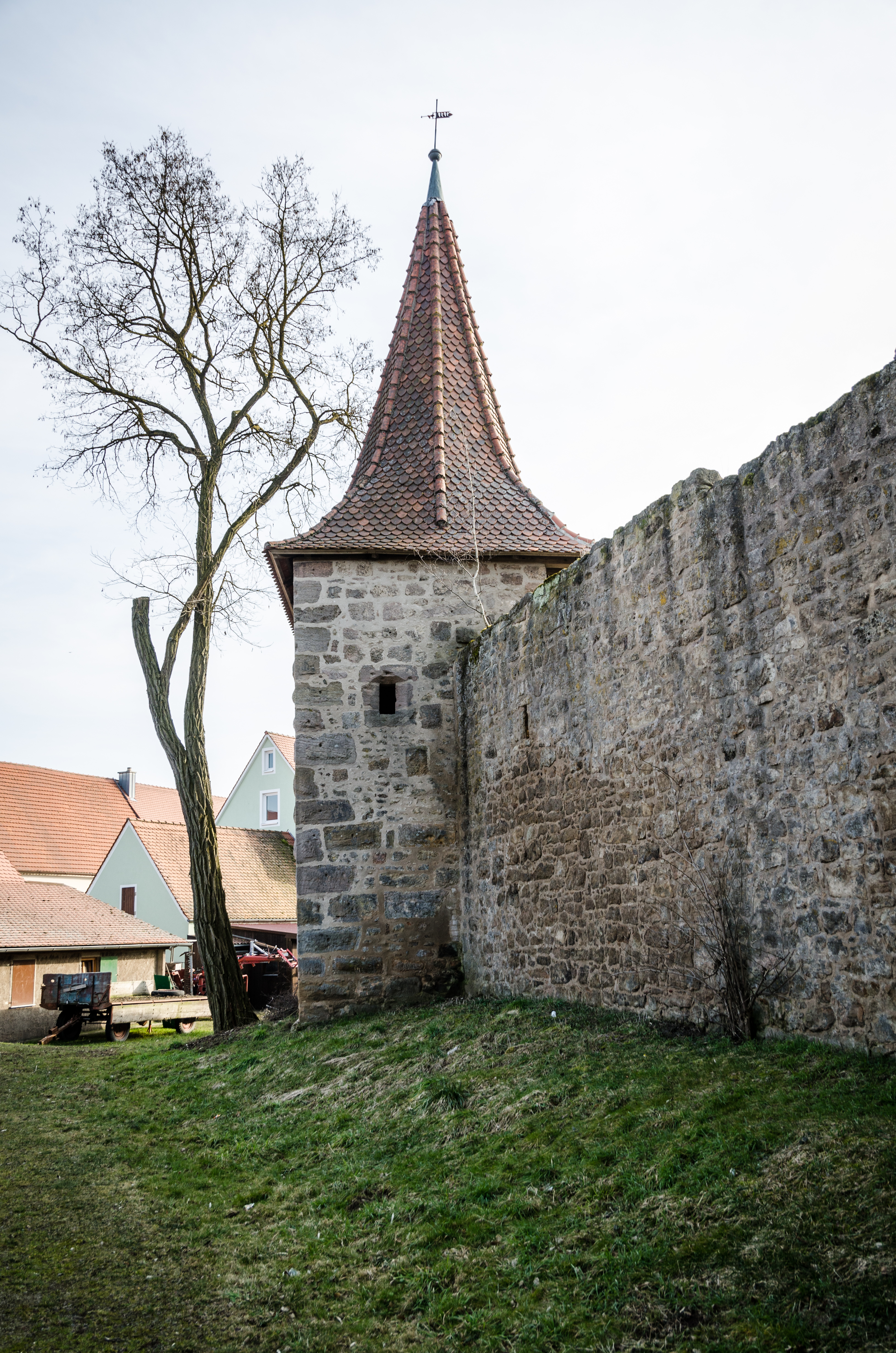
Befestigungsturm bei Weberstraße 15, von Norden, Feldseite weitere Bilder
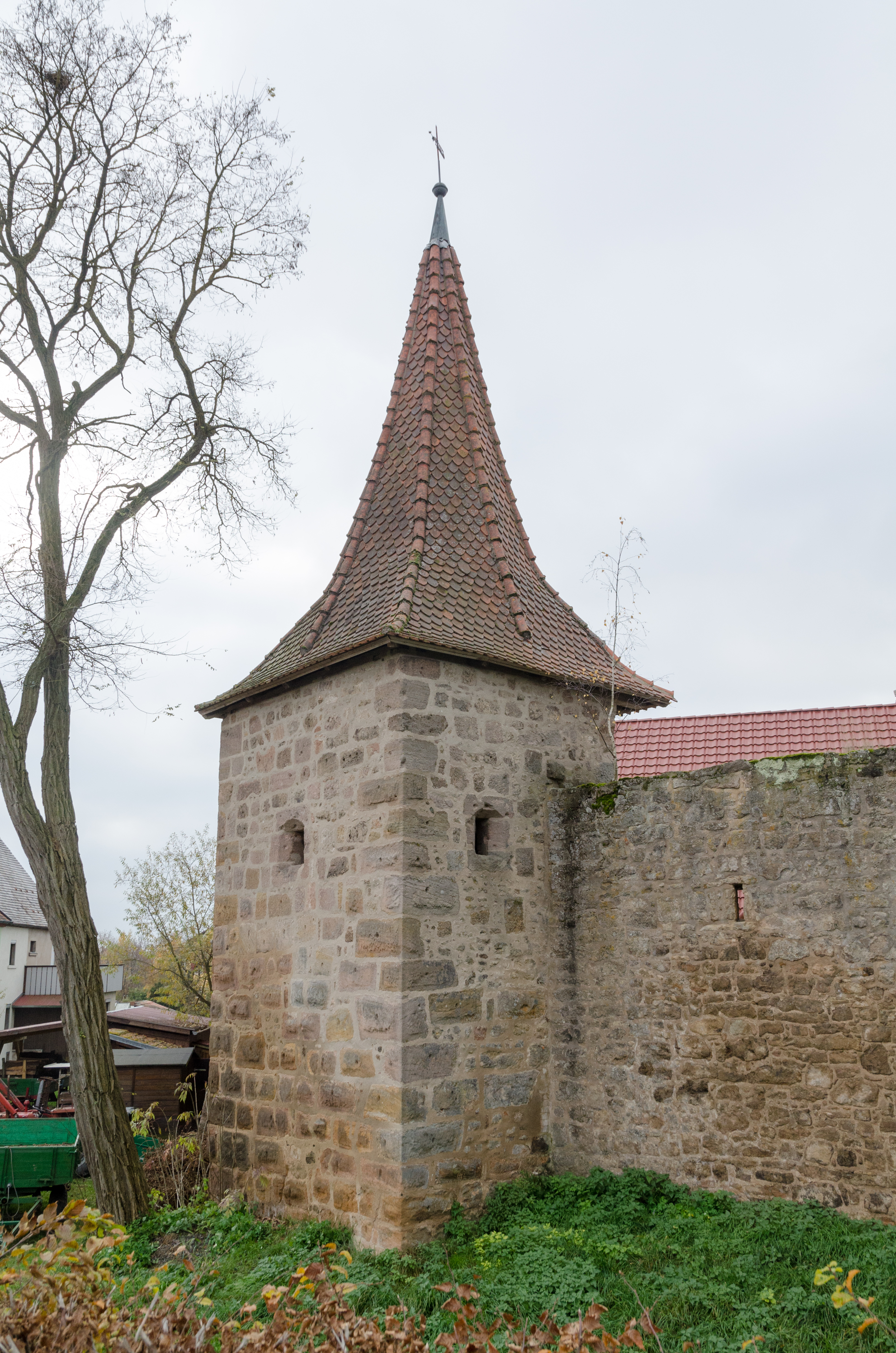
Befestigungsturm bei Weberstraße 15, von Norden, Feldseite weitere Bilder
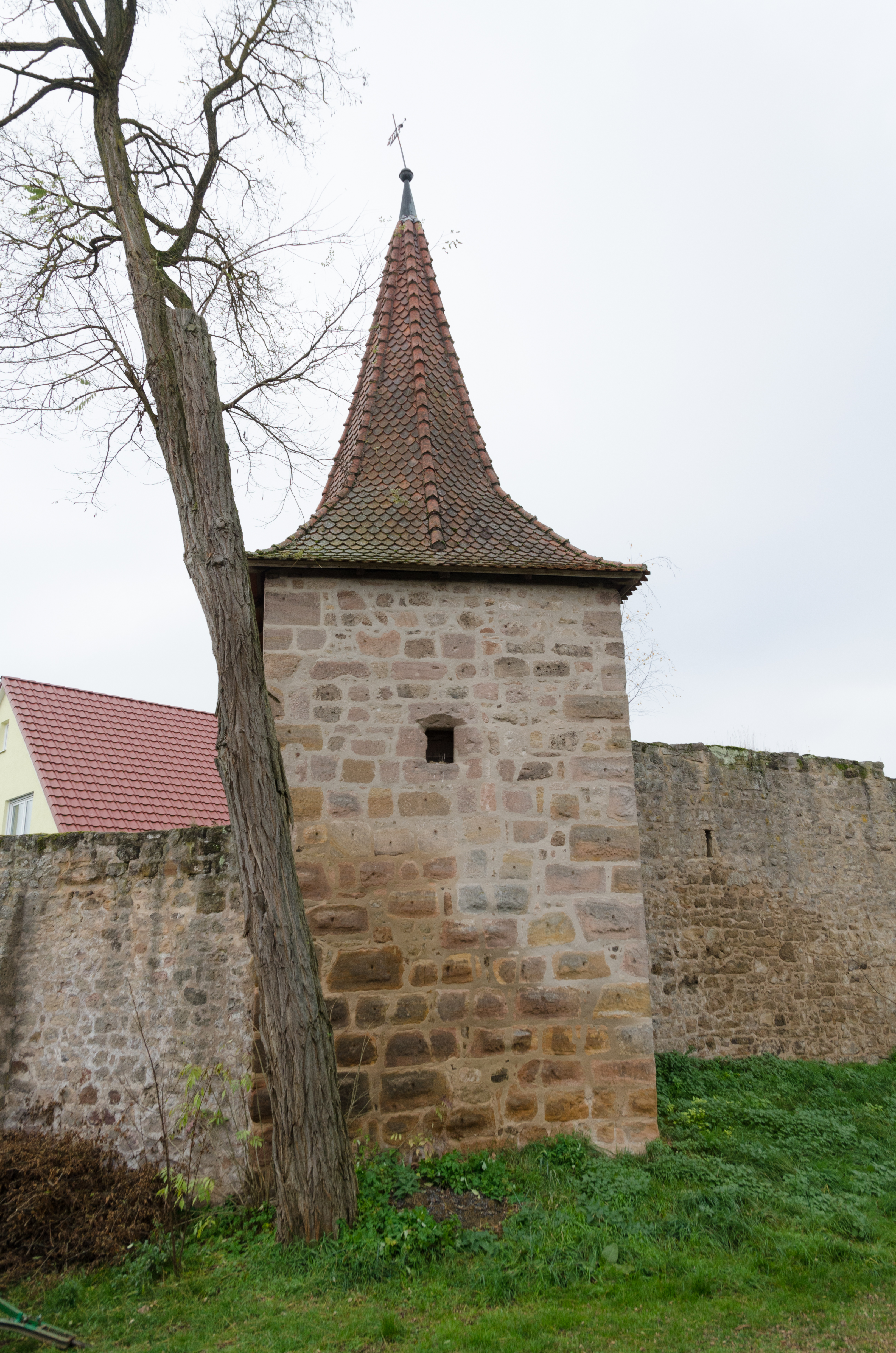
Befestigungsturm bei Weberstraße 15, von Osten, Feldseite weitere Bilder
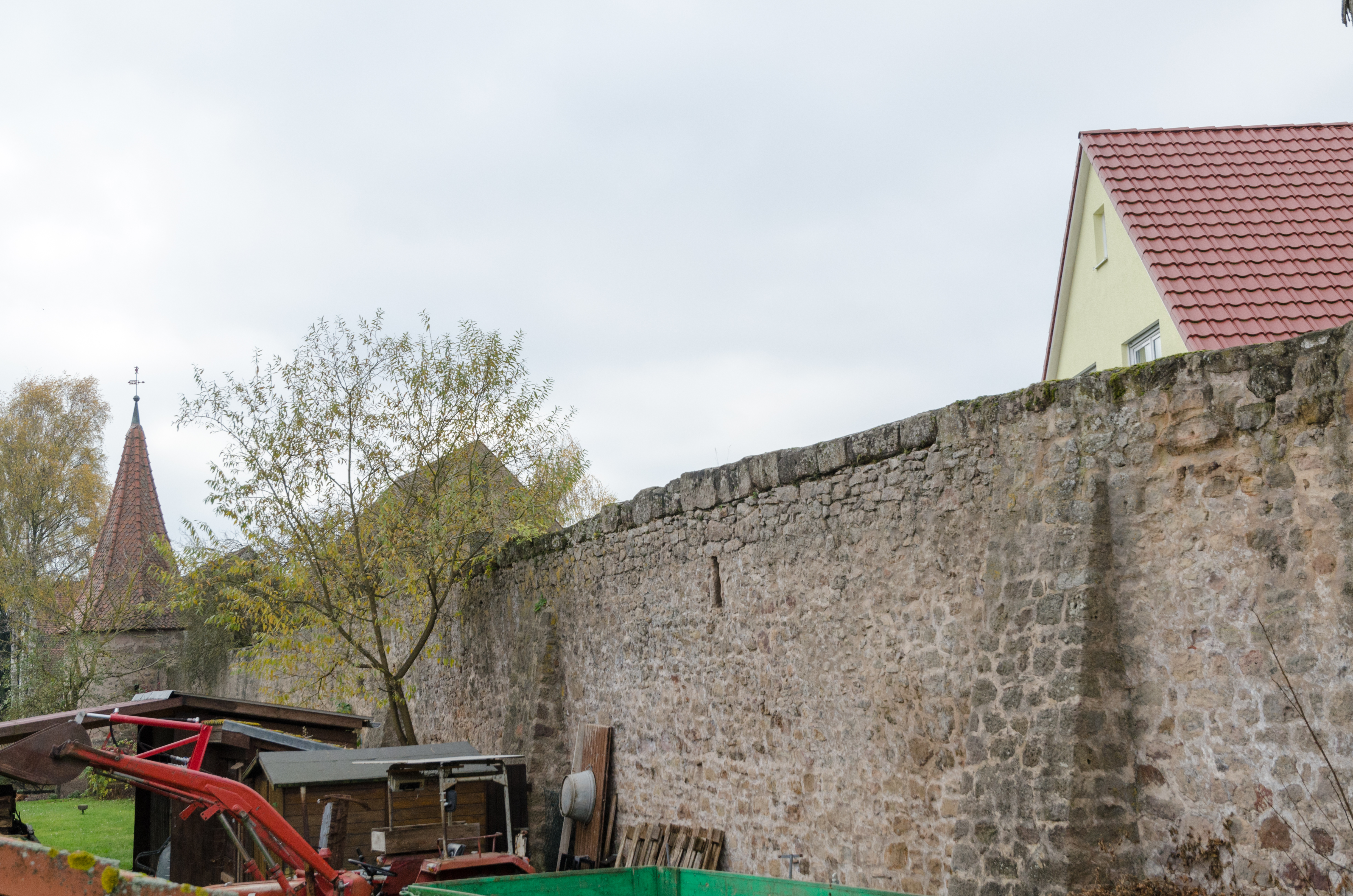
Stadtmauer und Graben Weberstraße 15, Richtung Süden, Feldseite
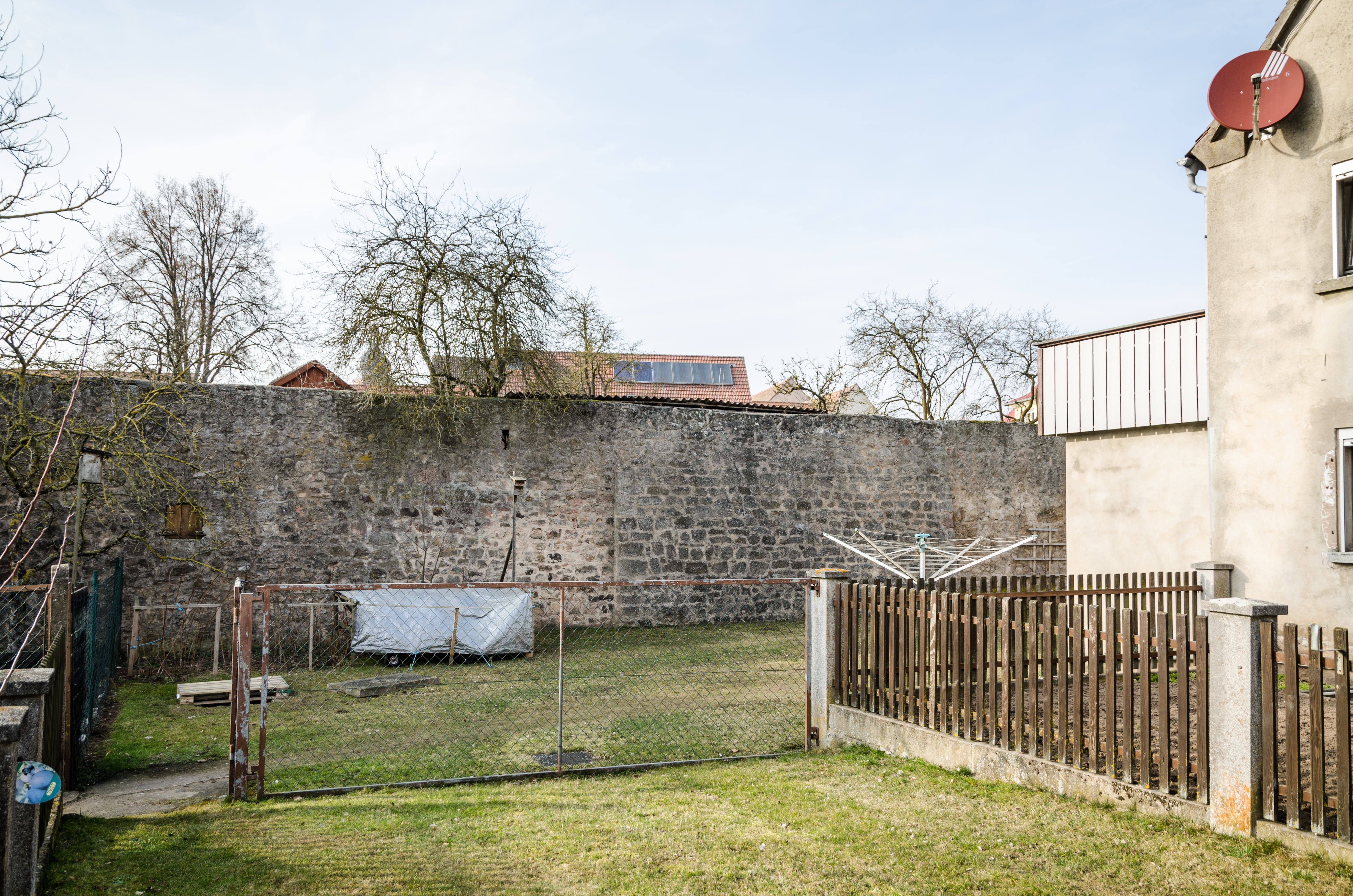
Stadtmauer und Graben südlich Ringstraße 5, Richtung Westen, Feldseite
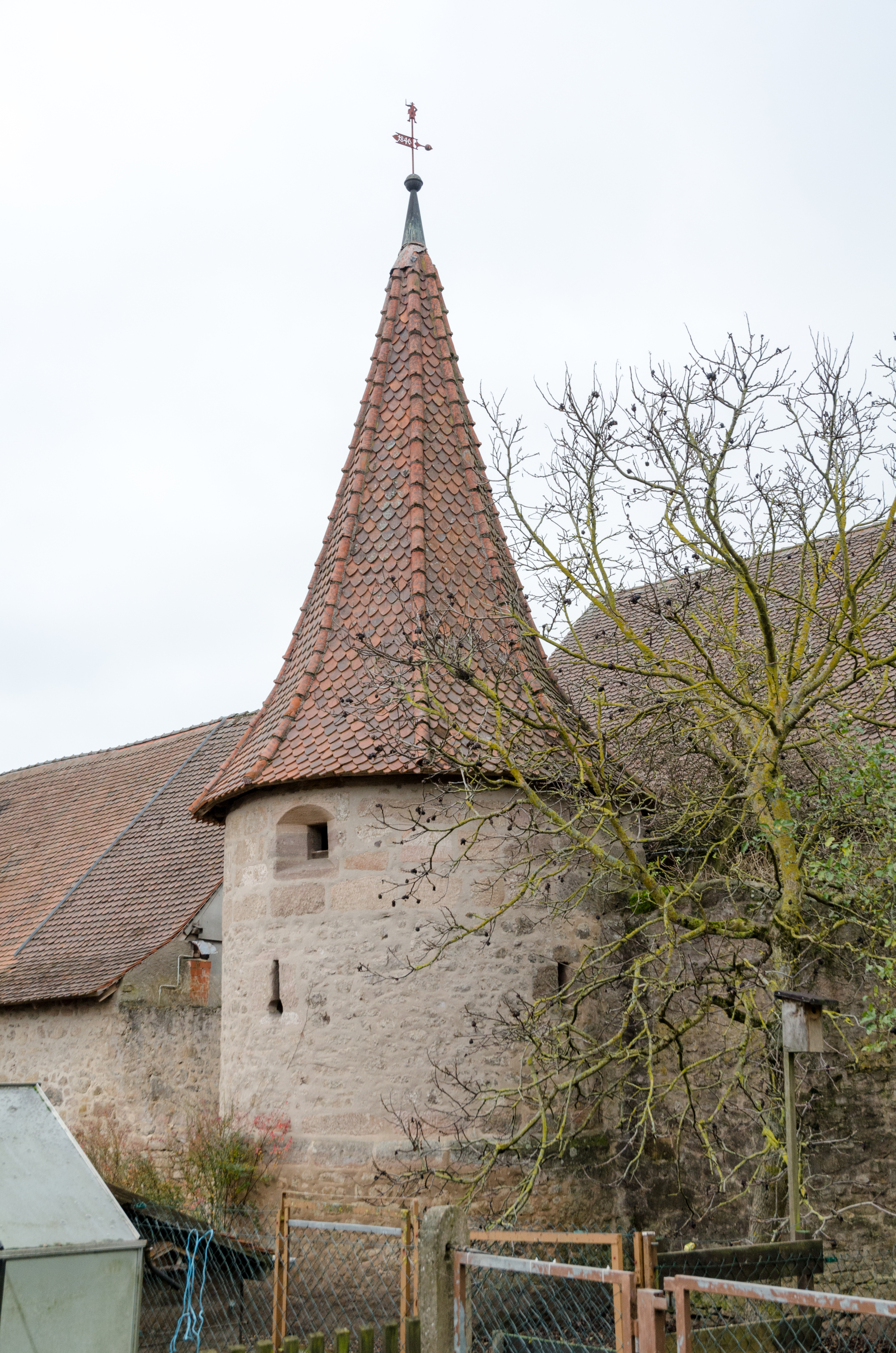
Befestigungsturm bei Adlerstraße 4, von Norden, Feldseite weitere Bilder
Befestigungsturm bei Adlerstraße 4, von Osten, Feldseite weitere Bilder
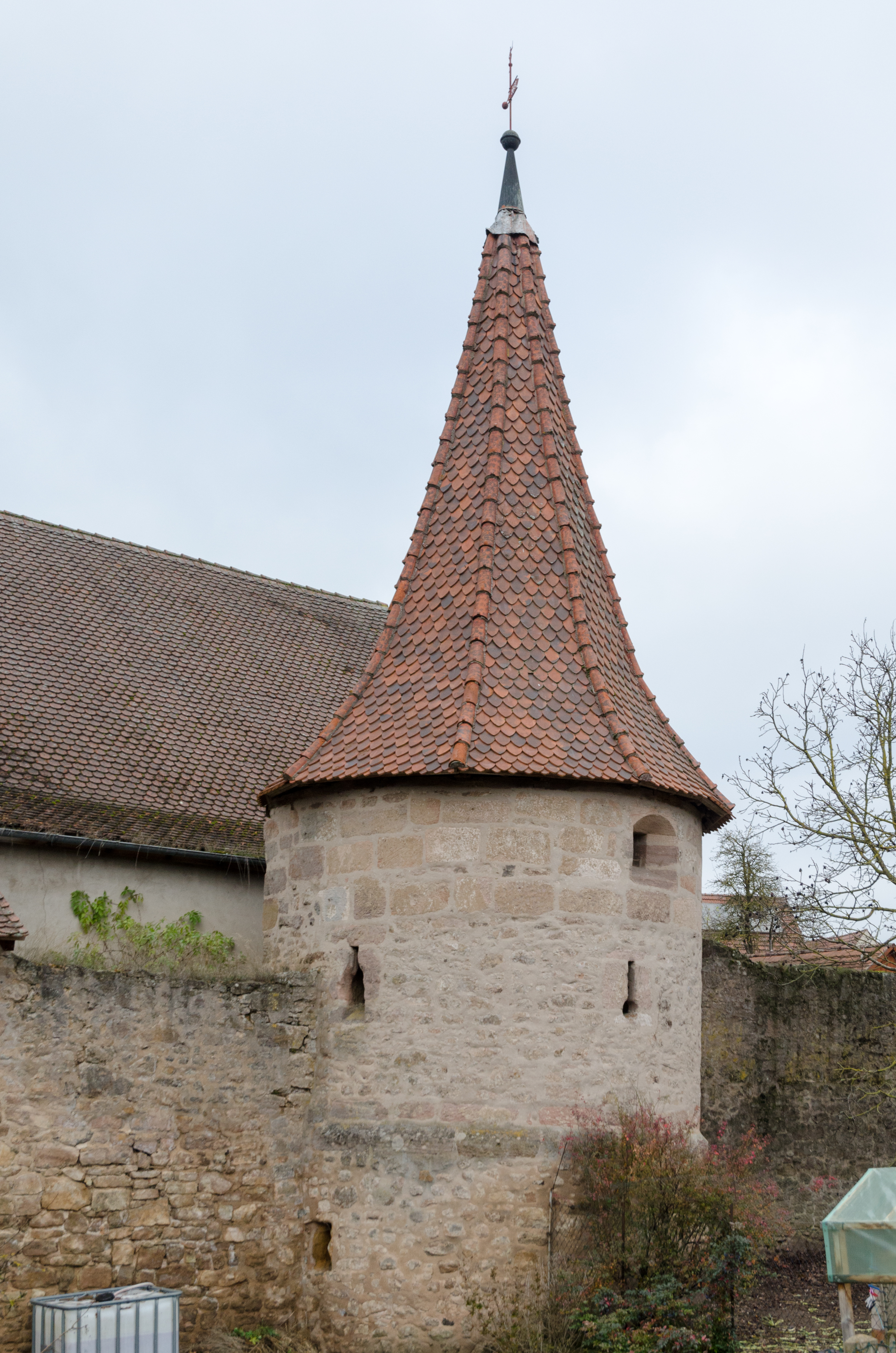
Befestigungsturm beiAdlerstraße 4, von Süden, Feldseite weitere Bilder
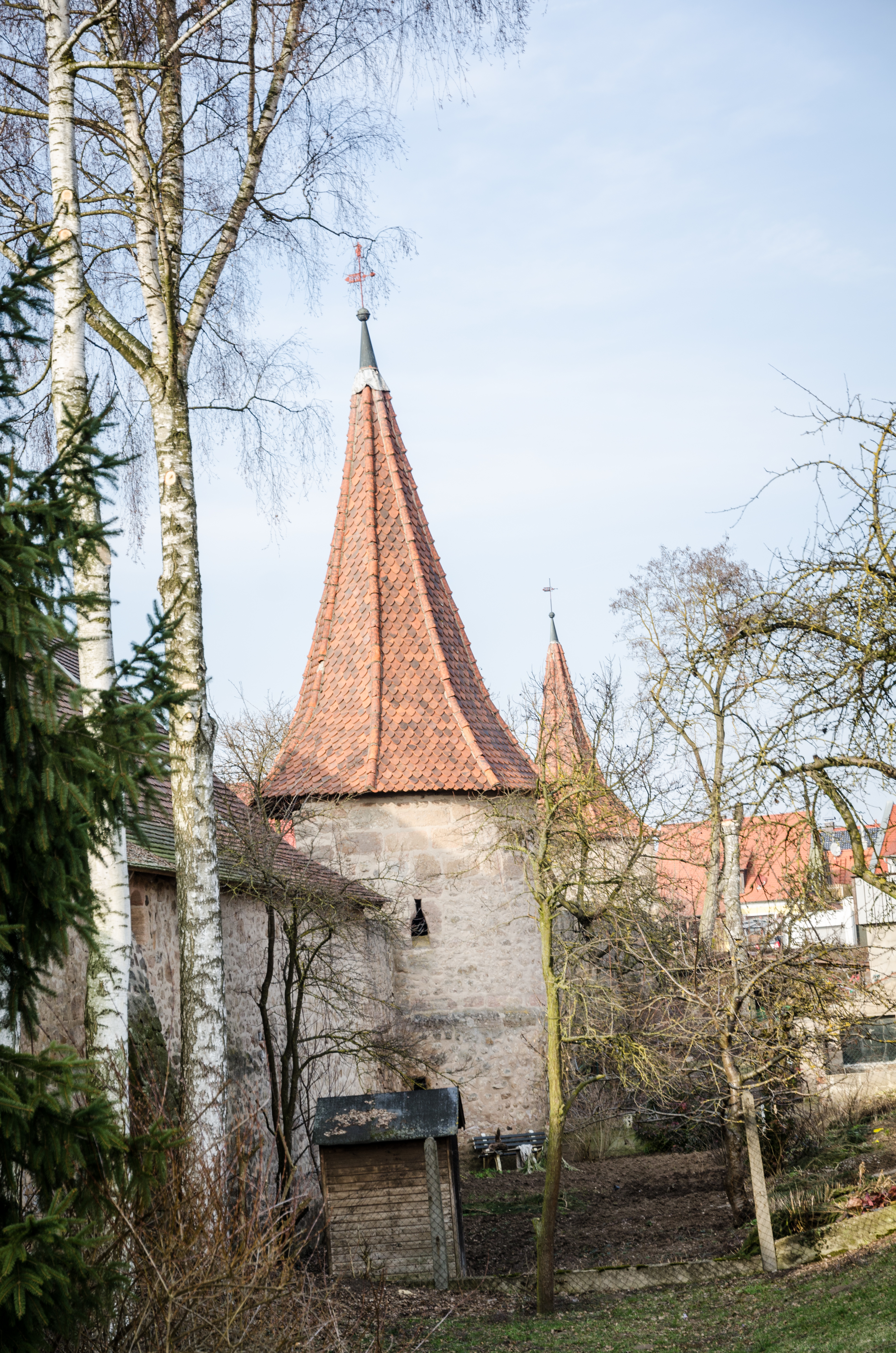
Befestigungsturm beiAdlerstraße 4, von Süden, Feldseite weitere Bilder
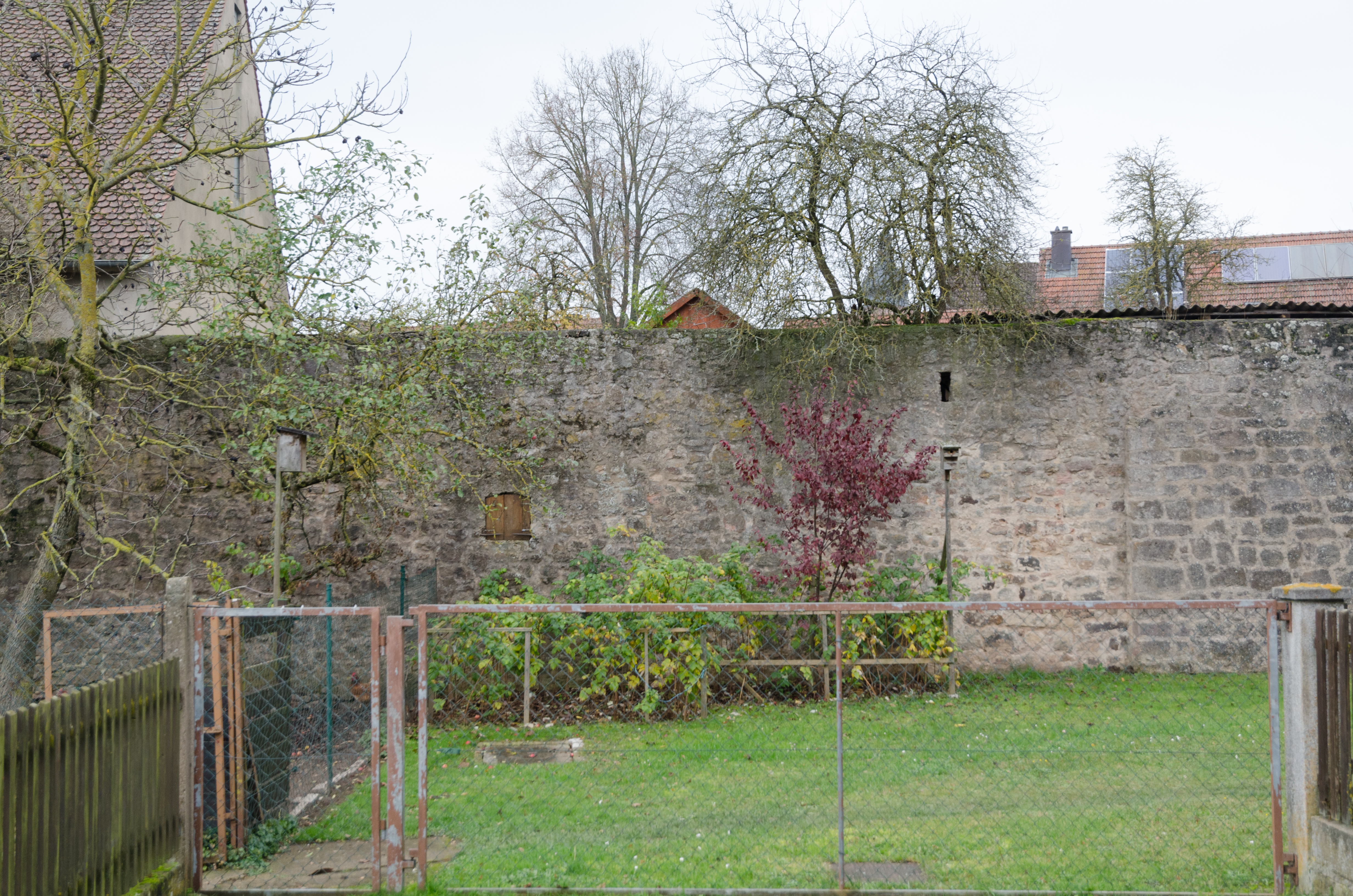
Stadtmauer und Graben Adlerstraße 4, Feldseite
Stadtmauer und Graben Adlerstraße 4, Feldseite

- Taschentor bei Adlerstraße 2 (Lage), zweigeschossiger Torbau mit Walmdach, Umbau 1766, mit spätmittelalterlichem Kern. Aktennummer: D-5-71-177-3.

- Taschentor, Stadtseite 
weitere Bilder
- Taschentor mit anschließender Stadtmauer, Stadtseite 
weitere Bilder

Verlauf der Ringmauer vom Taschentor zum Unteren Tor mit Rundturm mit polygonalem Spitzdach an der Südostecke und an der Südfront:
- Stadtmauer und Grabenbereich bei Adlerstraße 1 (Lage), Gerberstraße 3 (Lage), 5 (Lage). Der Graben ist im Süden als Vorderer Stadtgrabenweiher (Lage) mit Wasser gefüllt.
- Wachturm bei Gerberstraße 3 a, Rundturm mit polygonalem Spitzdach (Lage)
- Wachturm bei Gerberstraße 5, Rundturm mit polygonalem Spitzdach (Lage)

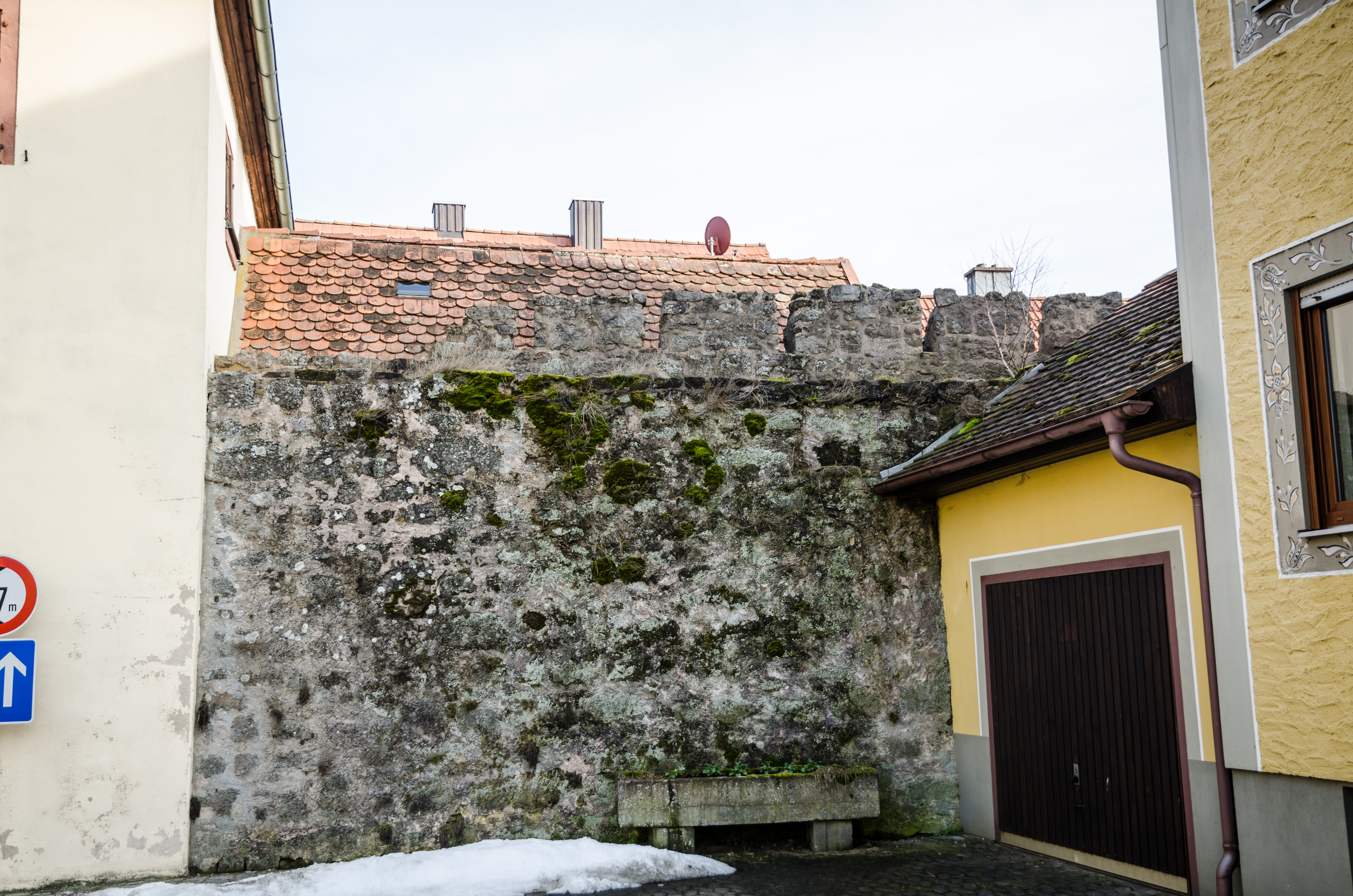
Stadtmauer südlich an das Taschentors anschließend
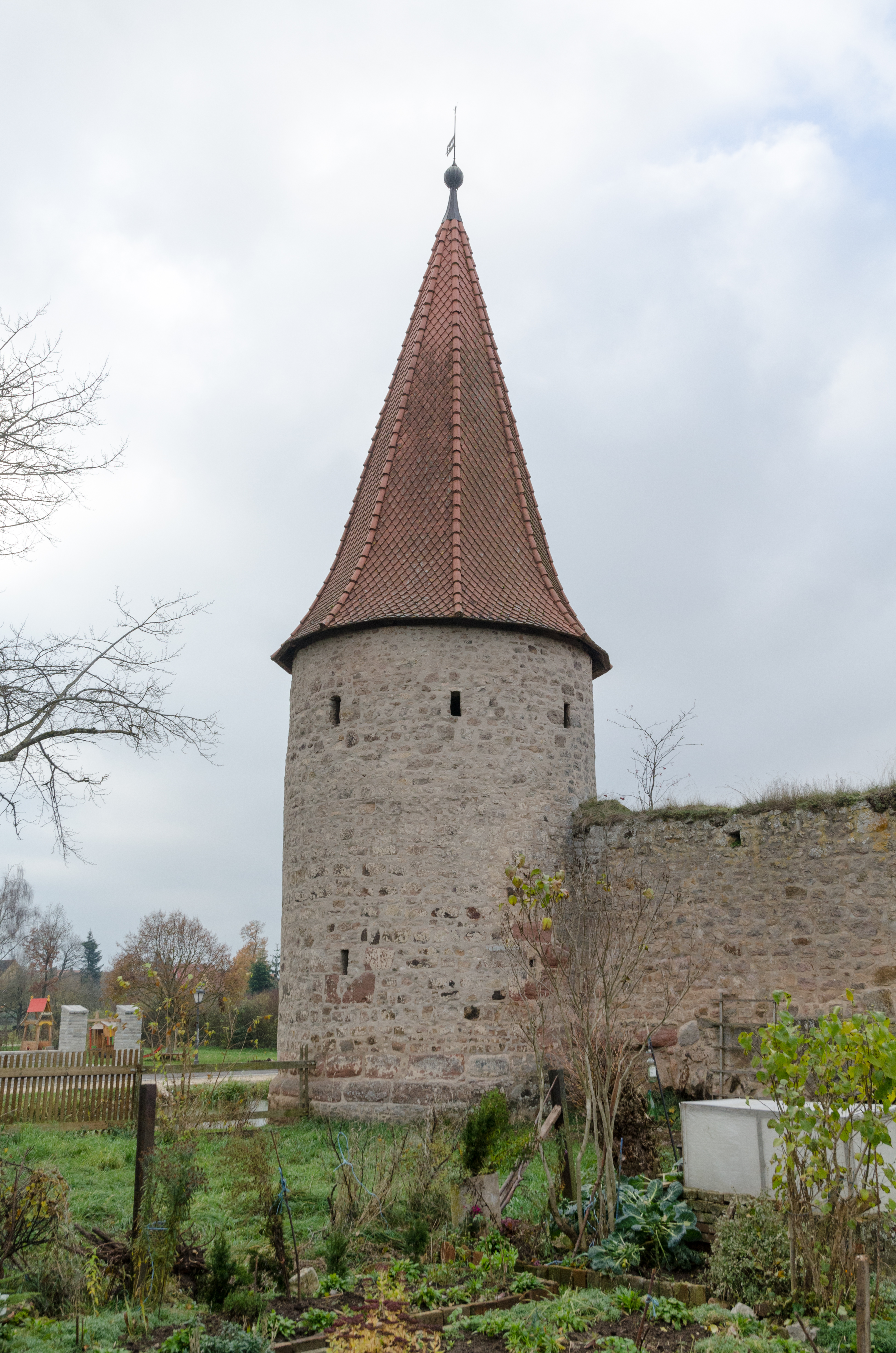
Befestigungsturm bei Gerberstraße 3, 3a, von Norden, Feldseite weitere Bilder
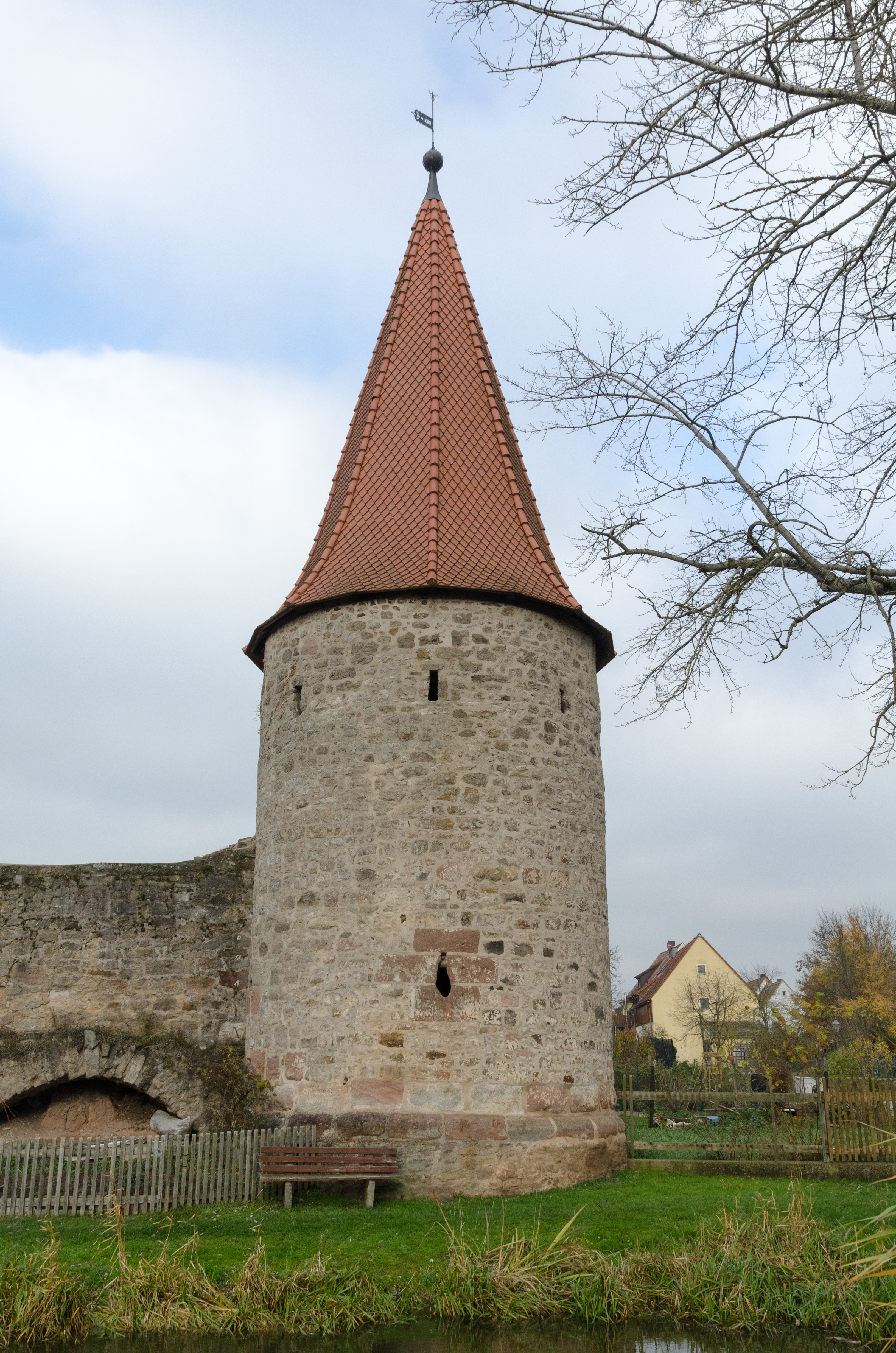
Befestigungsturm bei Gerberstraße 3, 3a, von Süden, Feldseite weitere Bilder
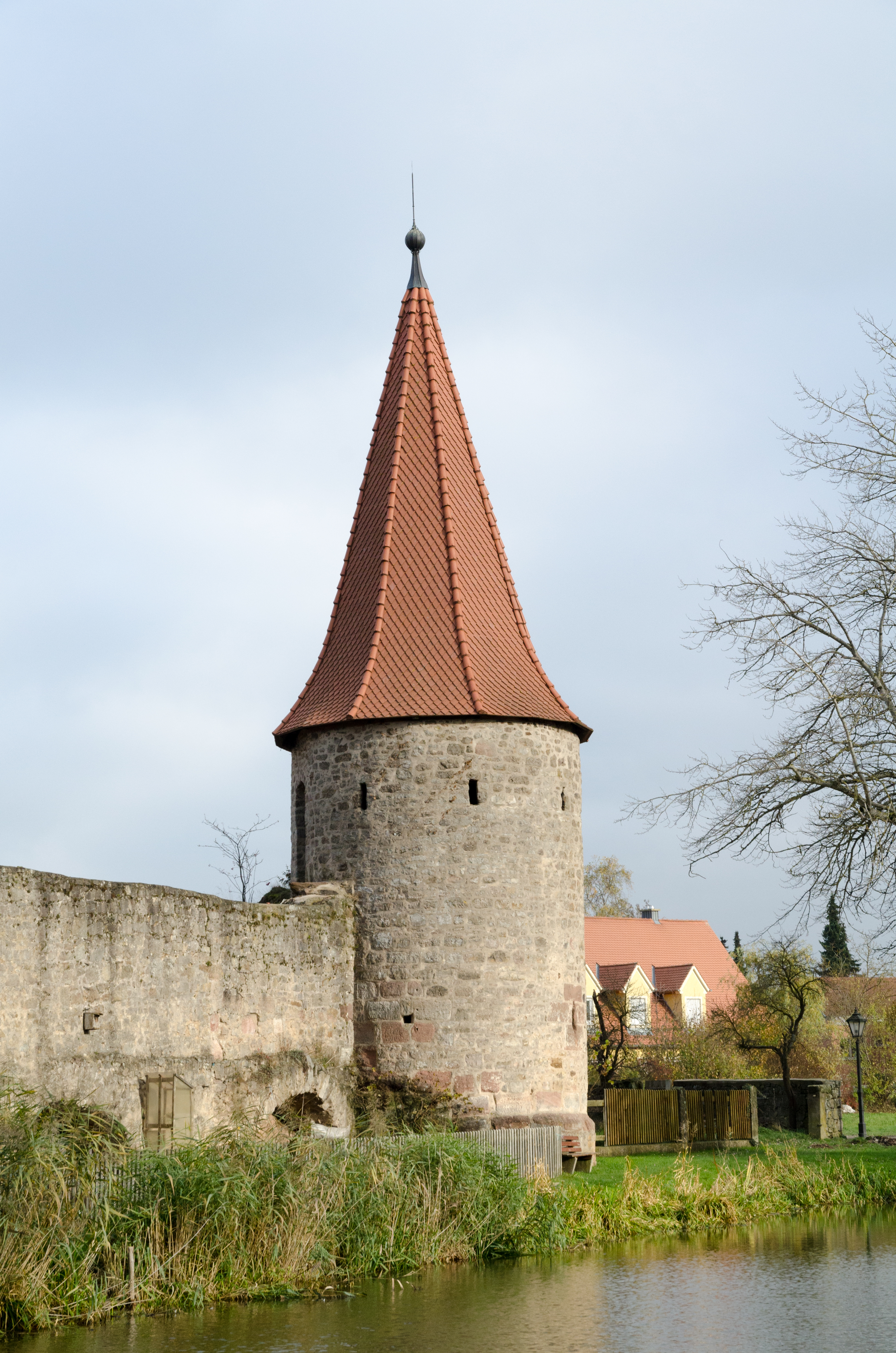
Befestigungsturm bei Gerberstraße 3, 3a, von Südwesten, Feldseite weitere Bilder
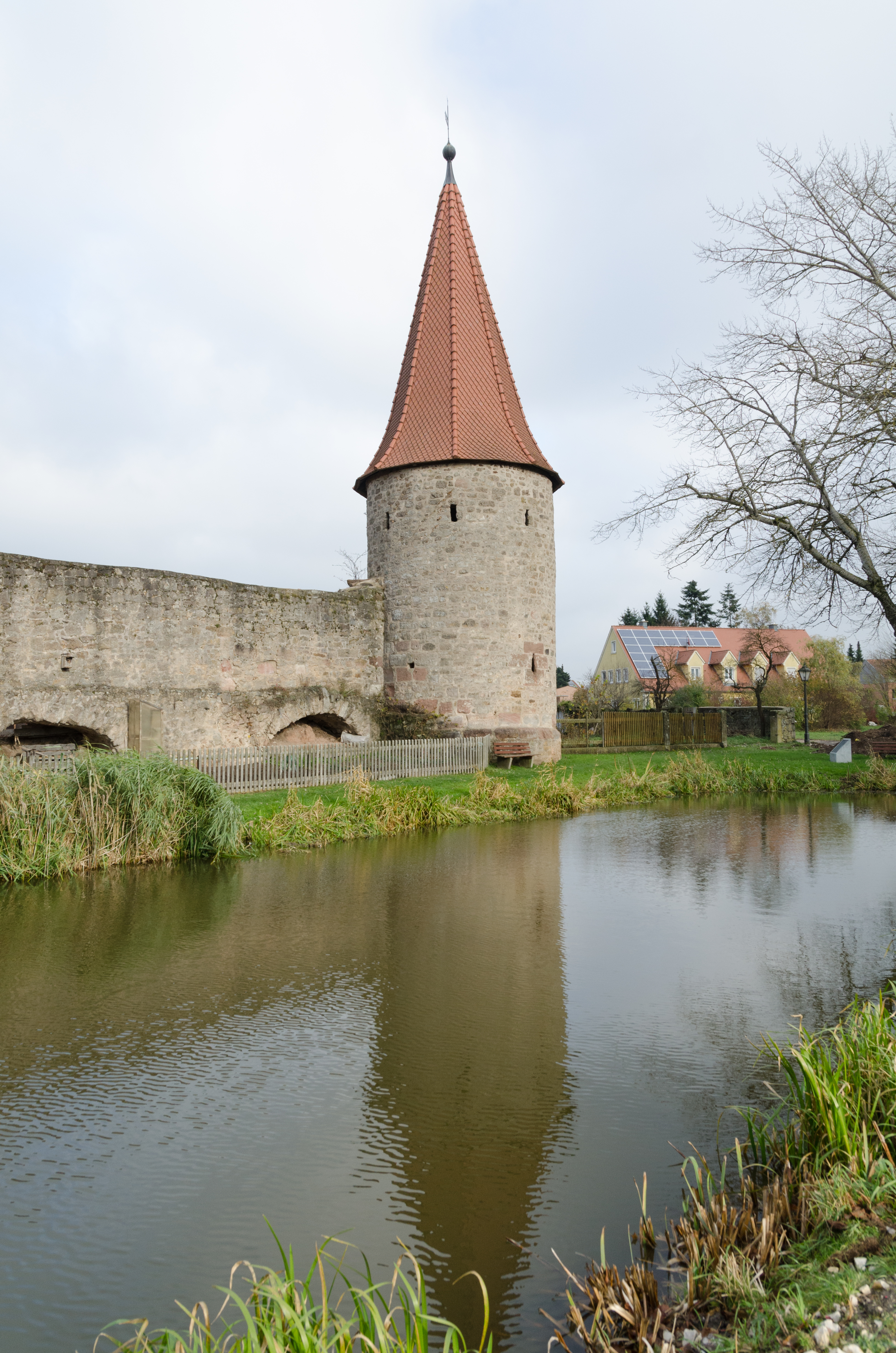
Befestigungsturm bei Gerberstraße 3, 3a, von Südwesten, Feldseite weitere Bilder
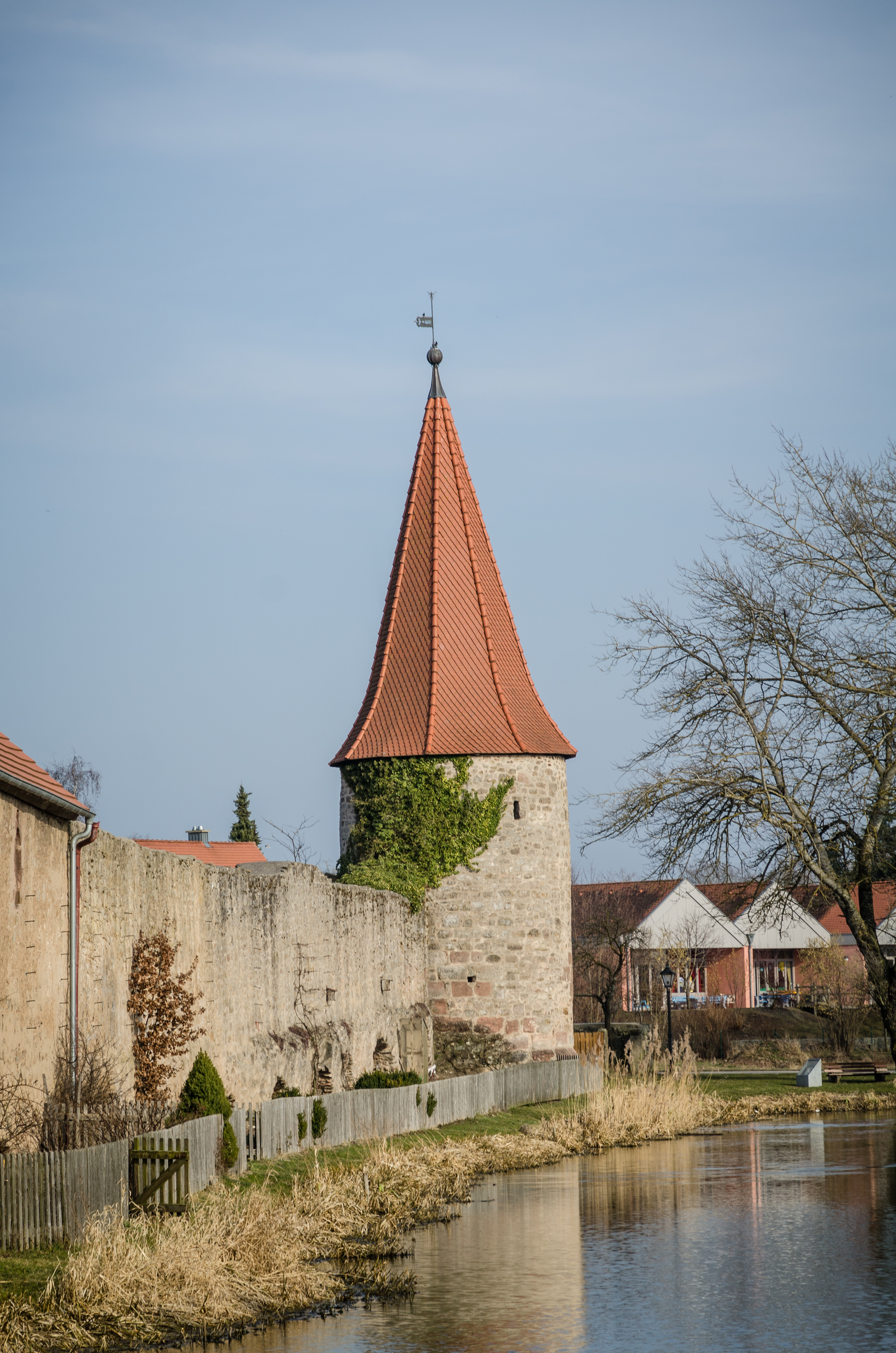
Befestigungsturm bei Gerberstraße 3, 3a, von Südwesten, Feldseite weitere Bilder
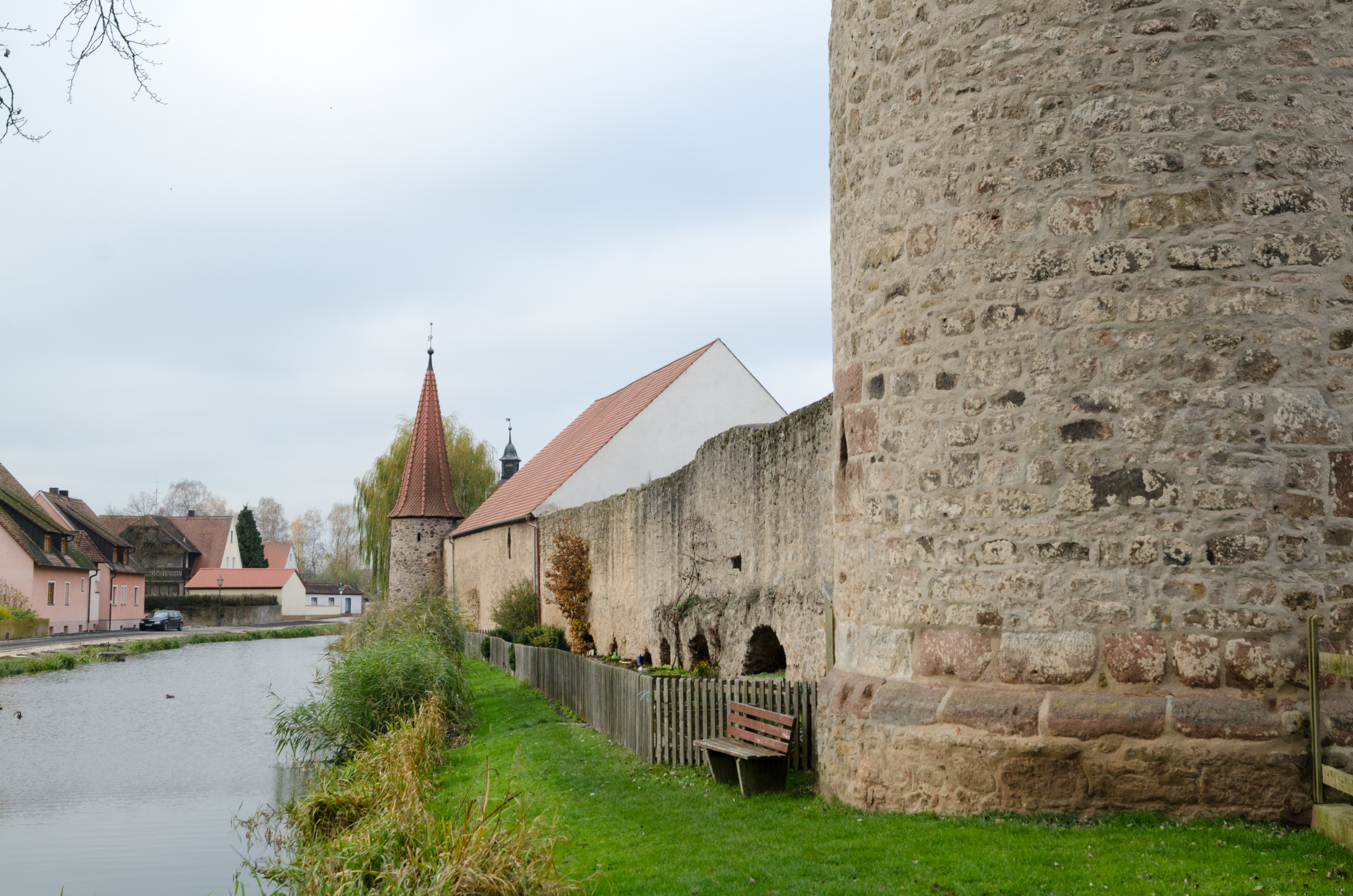
Stadtmauer und Vorderer Stadtgrabenweiher von Südosten, Feldseite
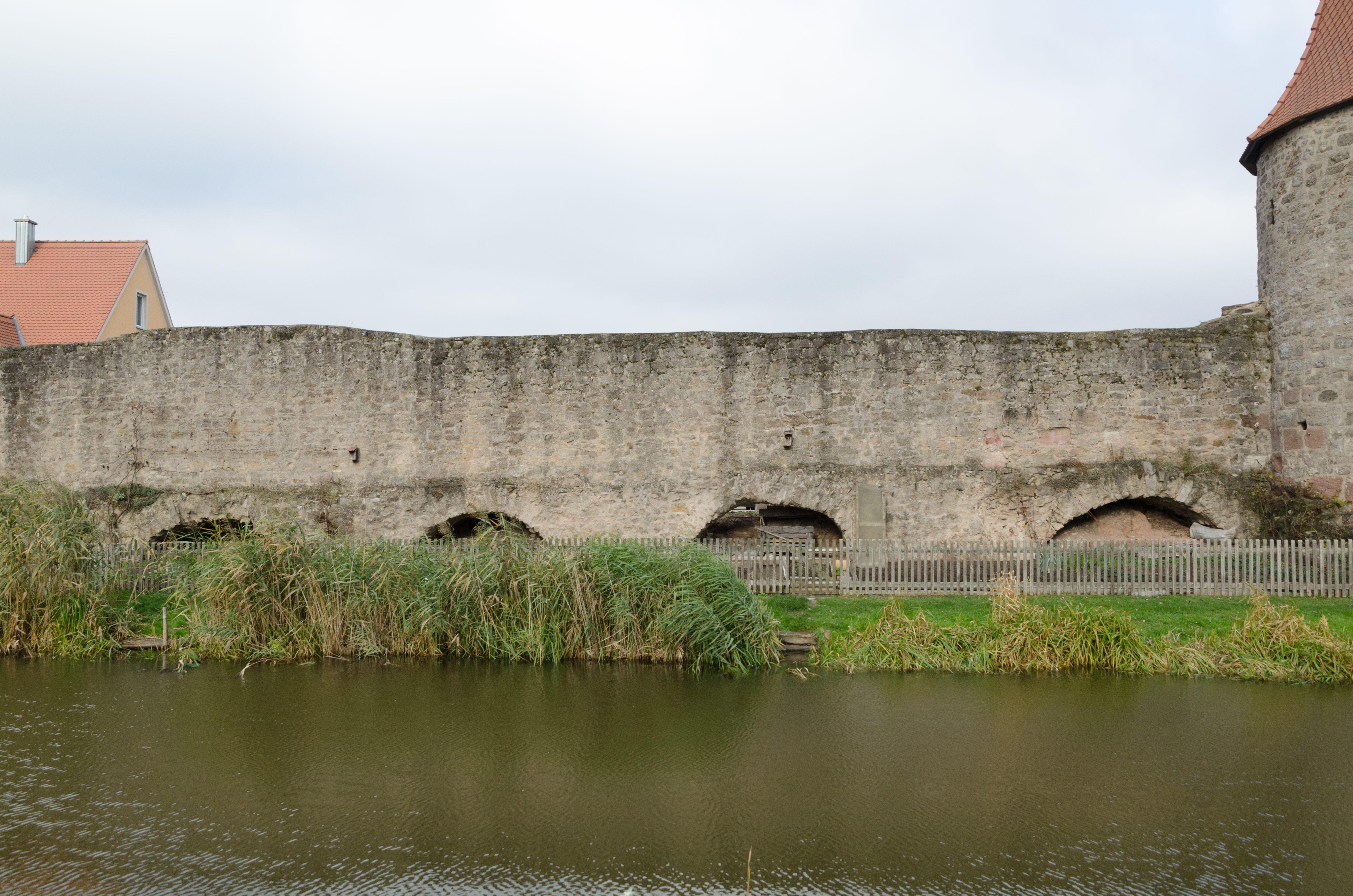
Stadtmauer und Vorderer Stadtgrabenweiher von Südosten, Feldseite
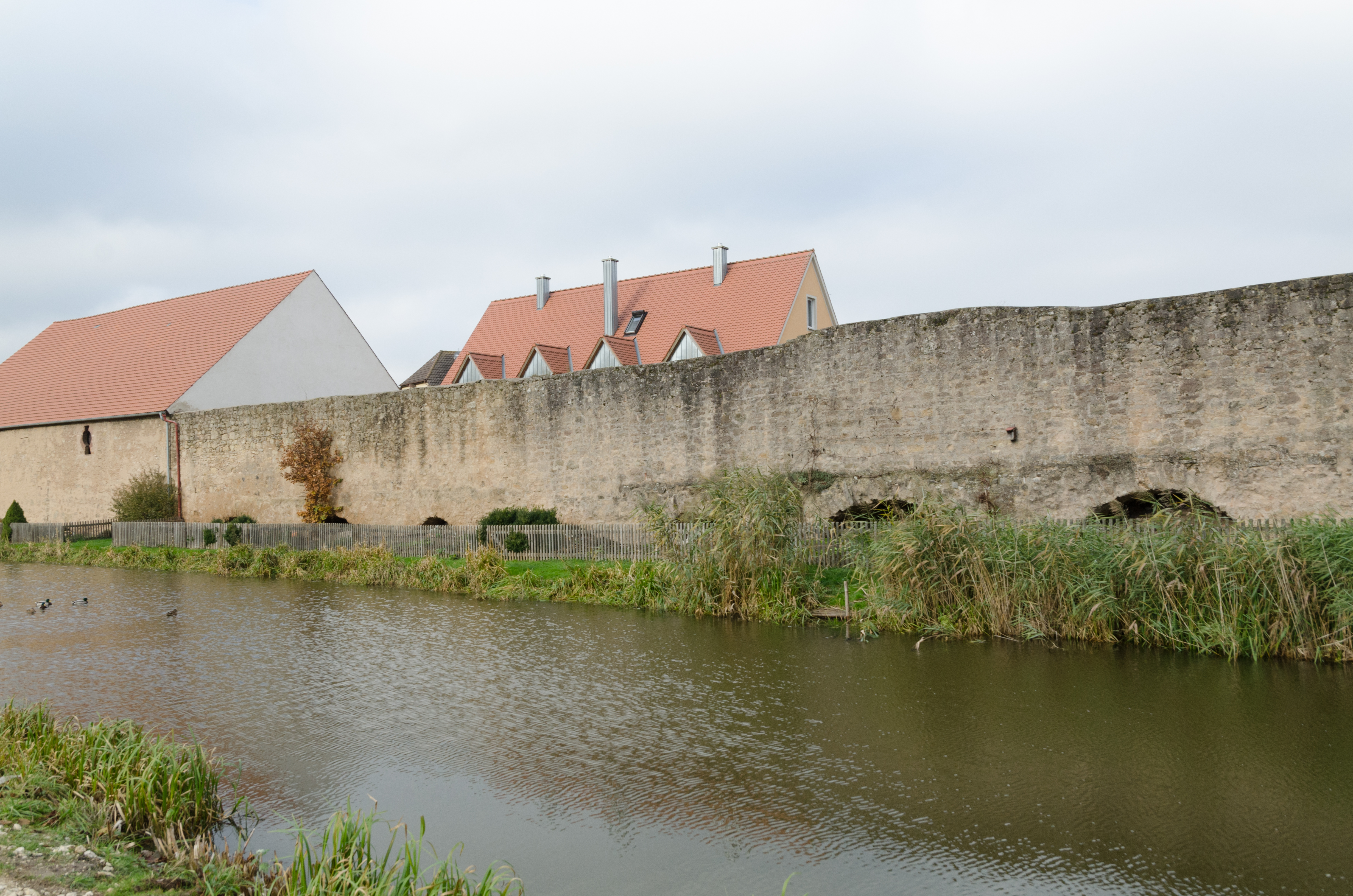
Stadtmauer und Vorderer Stadtgrabenweiher von Südosten, Feldseite
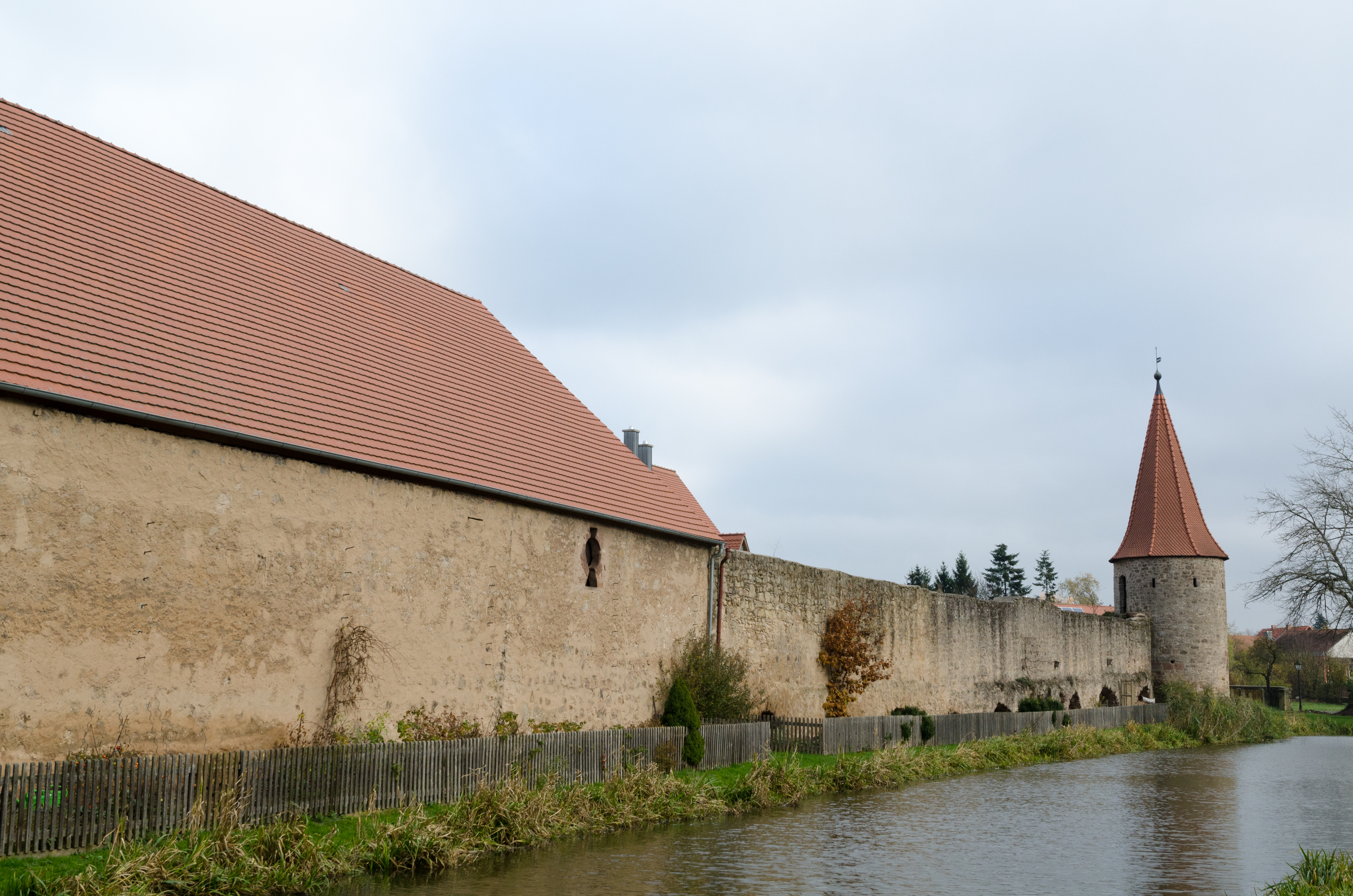
Stadtmauer und Vorderer Stadtgrabenweiher von Südwesten, Feldseite
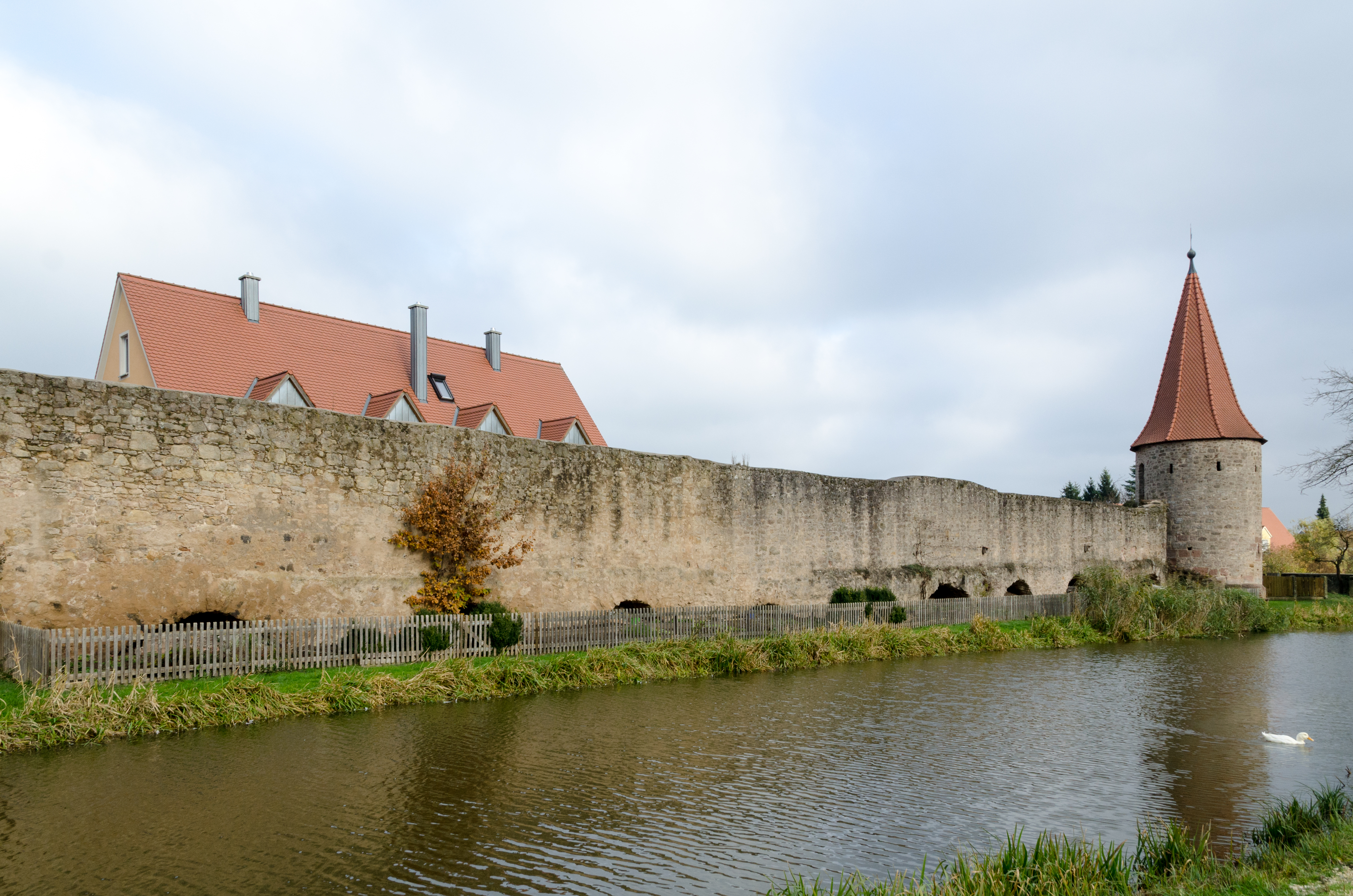
Stadtmauer und Vorderer Stadtgrabenweiher von Südwesten, Feldseite
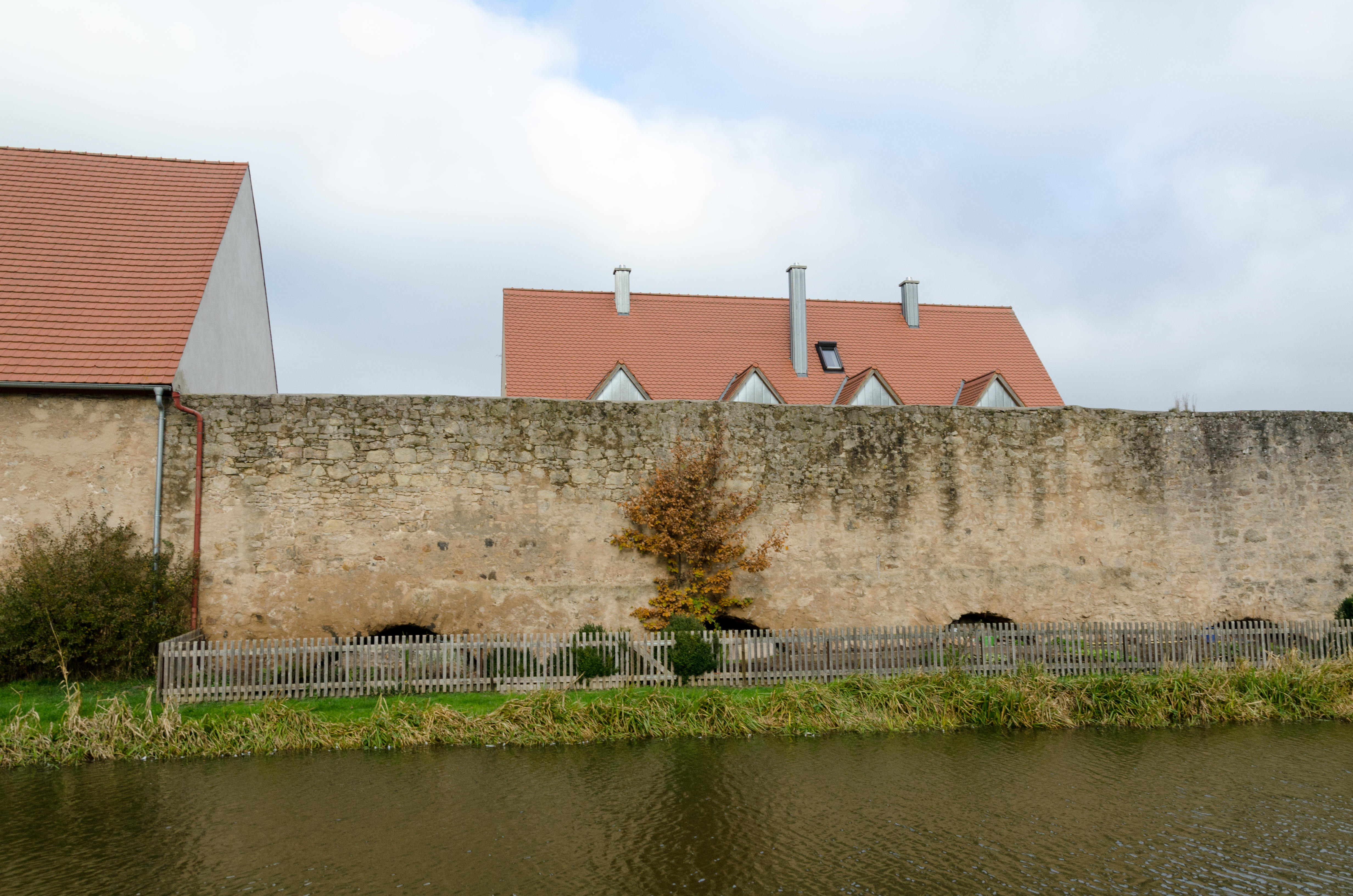
Stadtmauer und Vorderer Stadtgrabenweiher von Süden, Feldseite
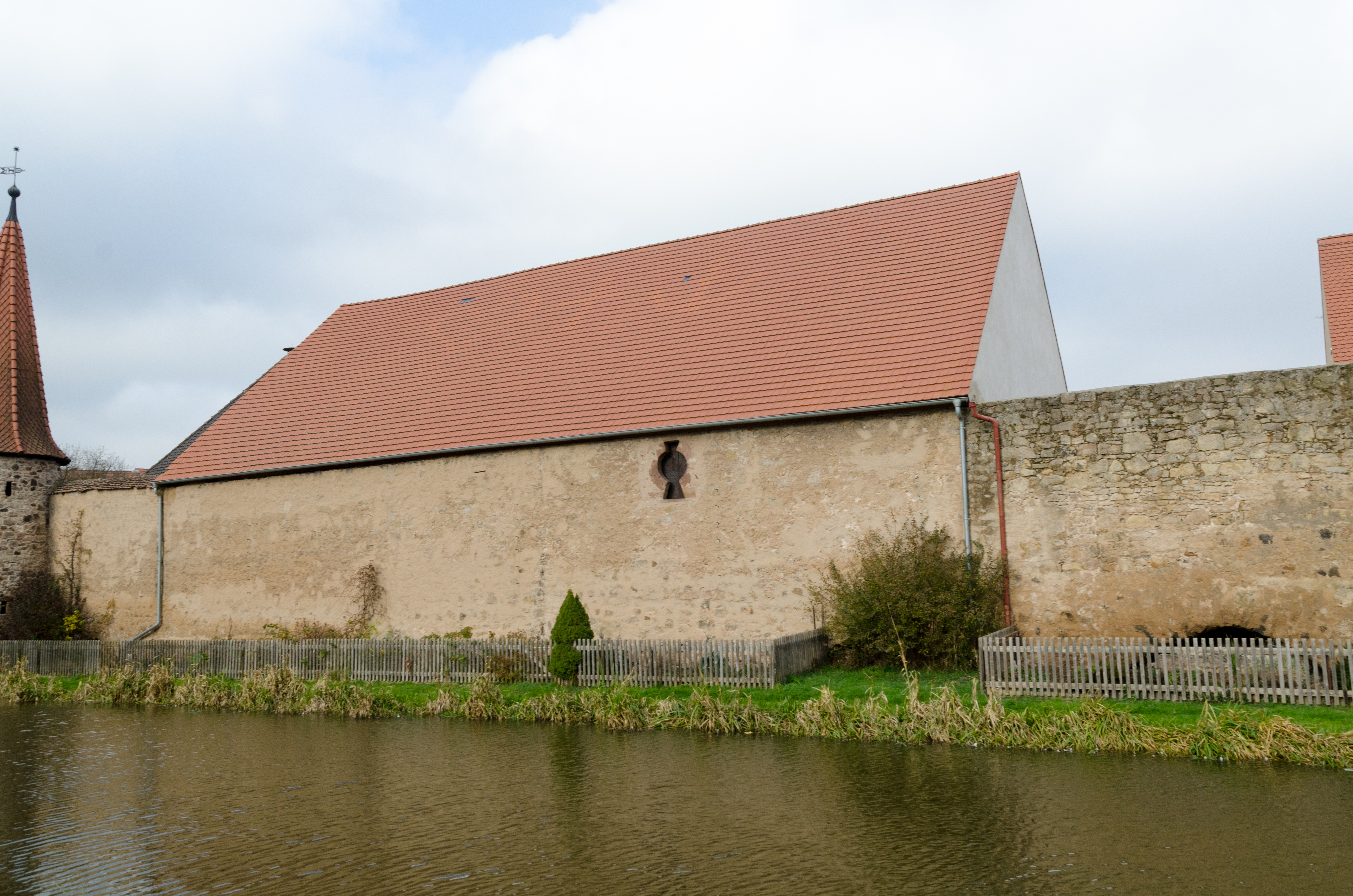
Stadtmauer und Vorderer Stadtgrabenweiher von Südosten, Feldseite
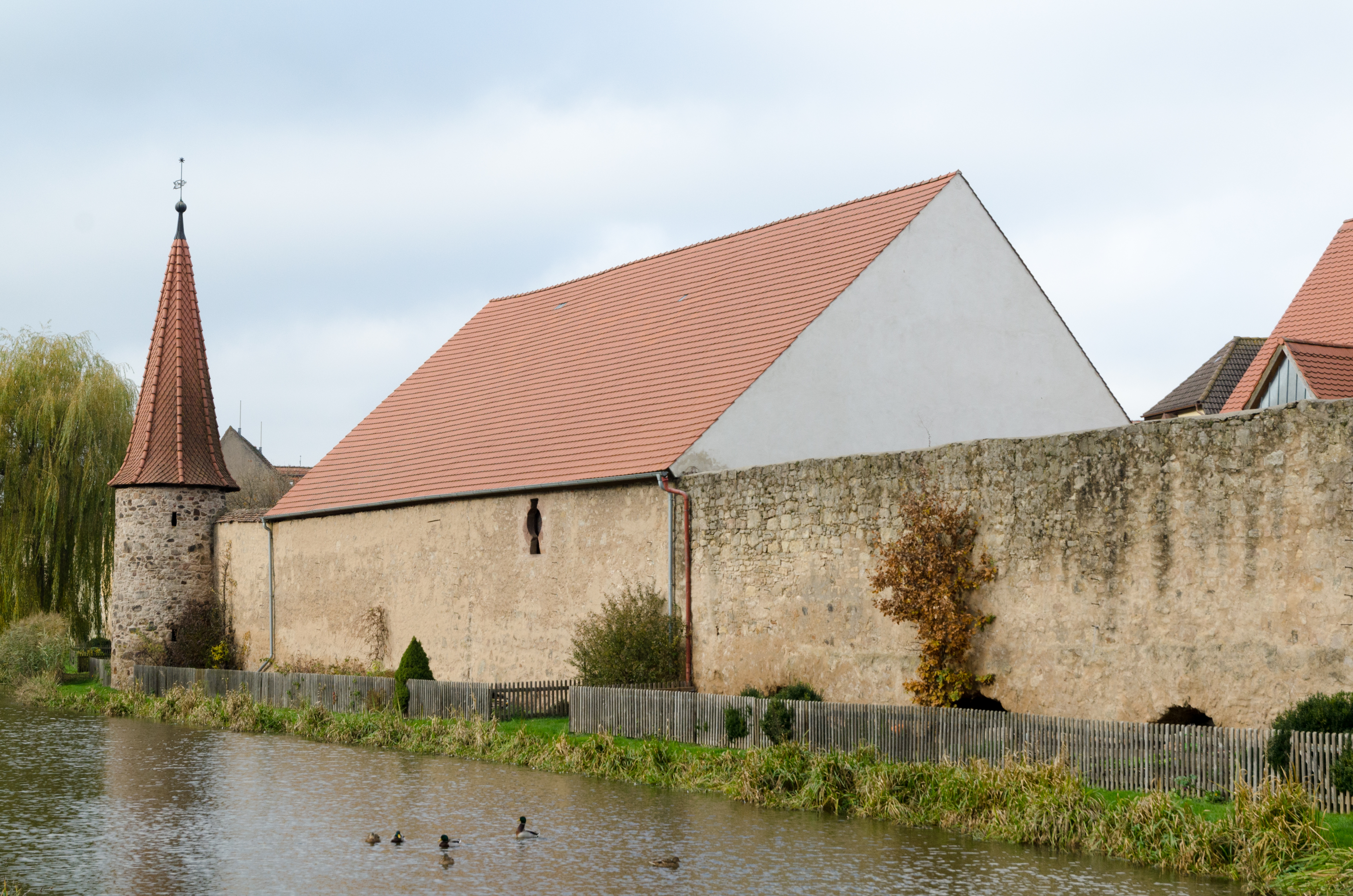
Stadtmauer und Vorderer Stadtgrabenweiher von Südosten, Feldseite
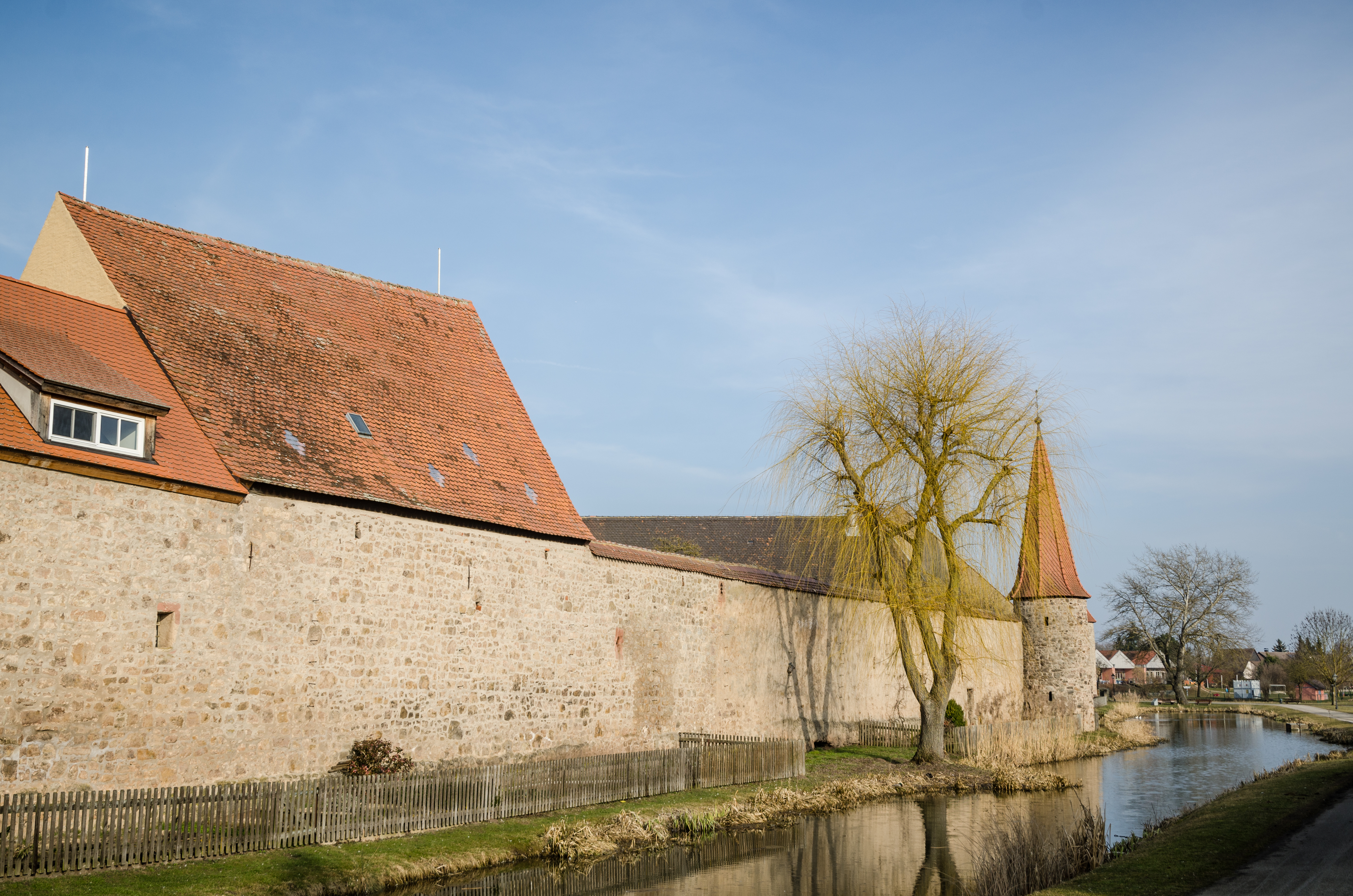
Stadtmauer und Vorderer Stadtgrabenweiher von Südwesten, Feldseite
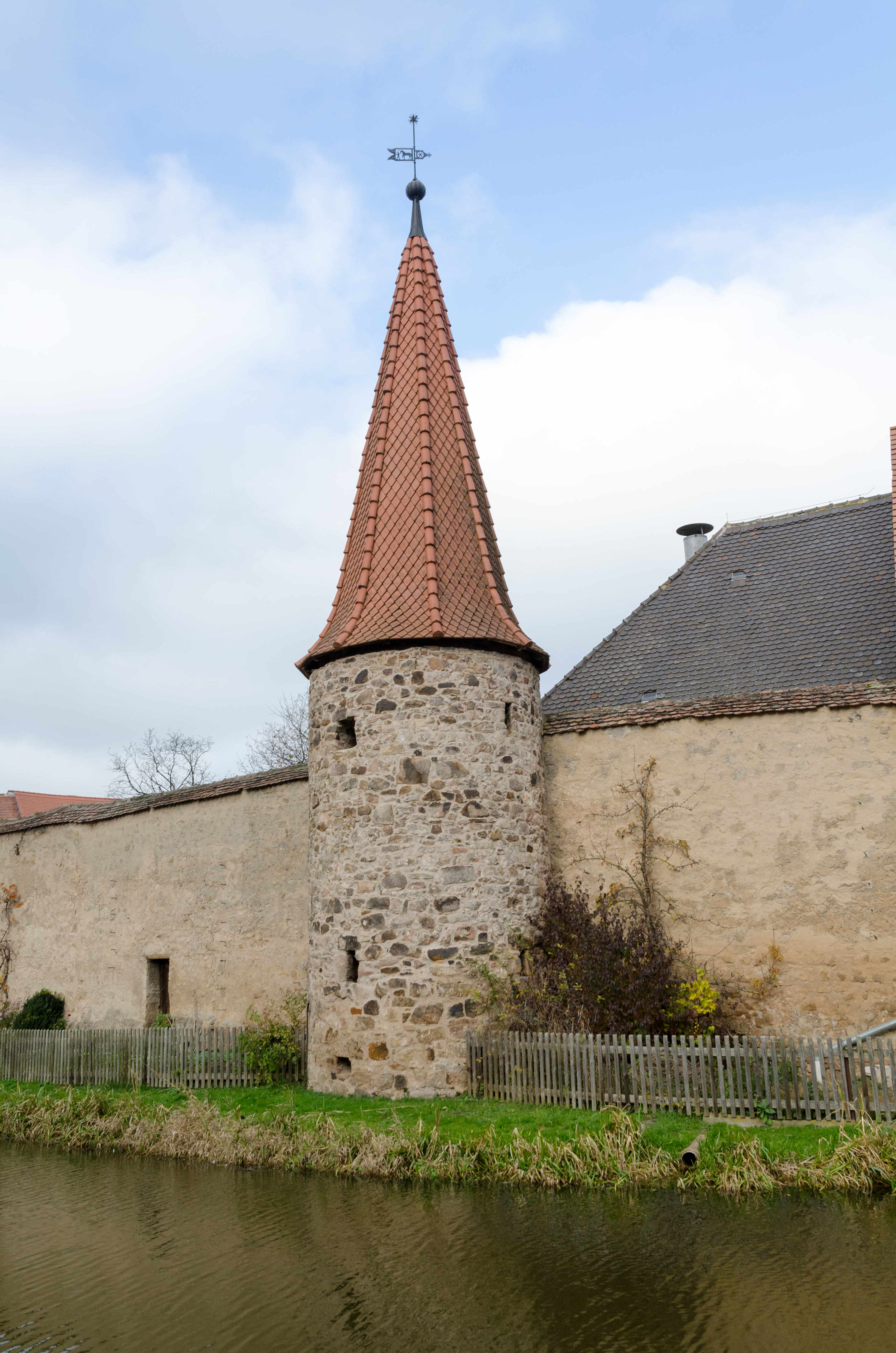
Befestigungsturm bei Gerberstraße 5, von Südosten, Feldseite weitere Bilder
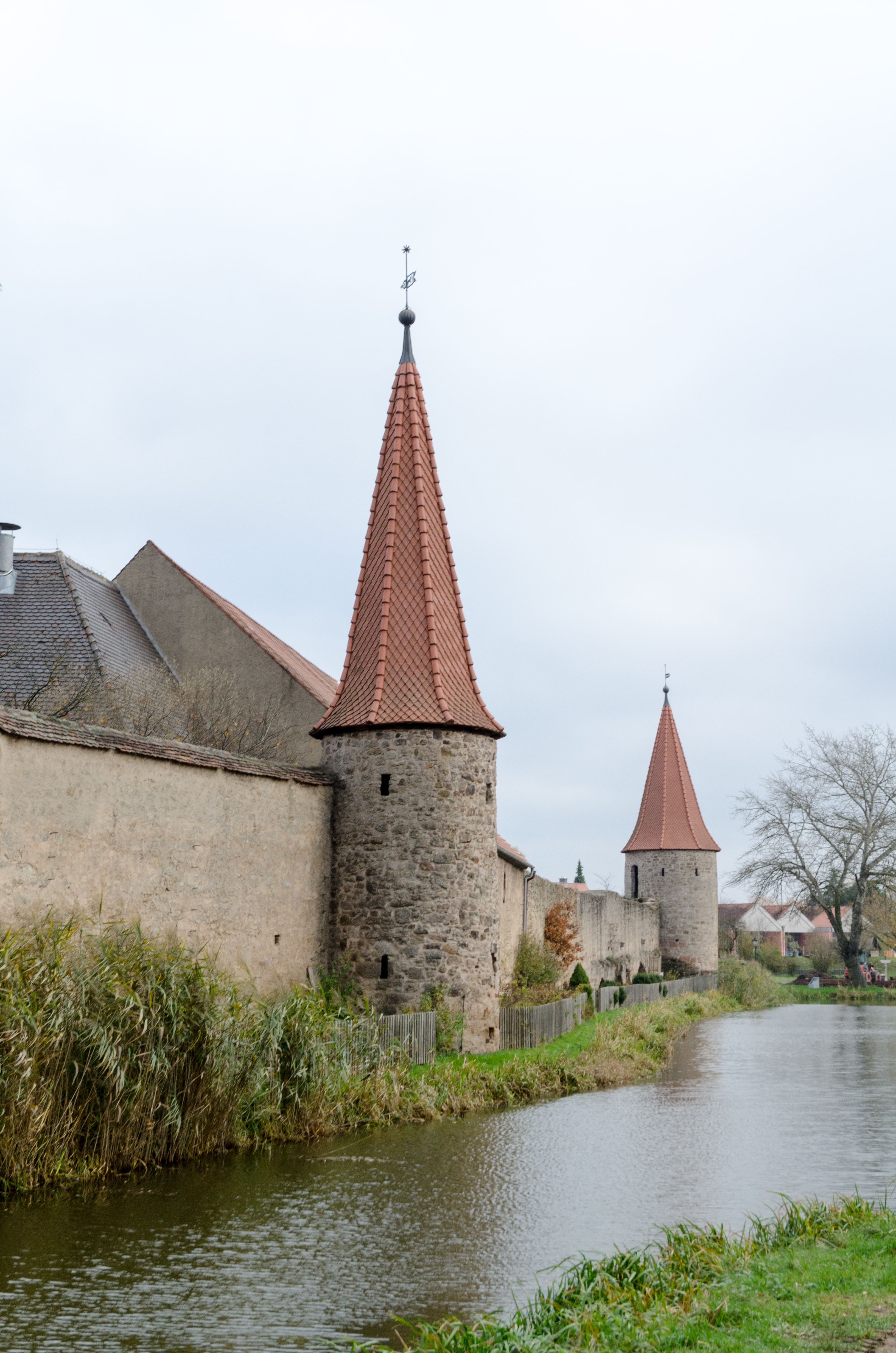
Befestigungsturm bei Gerberstraße 5, von Südwesten, Feldseite weitere Bilder
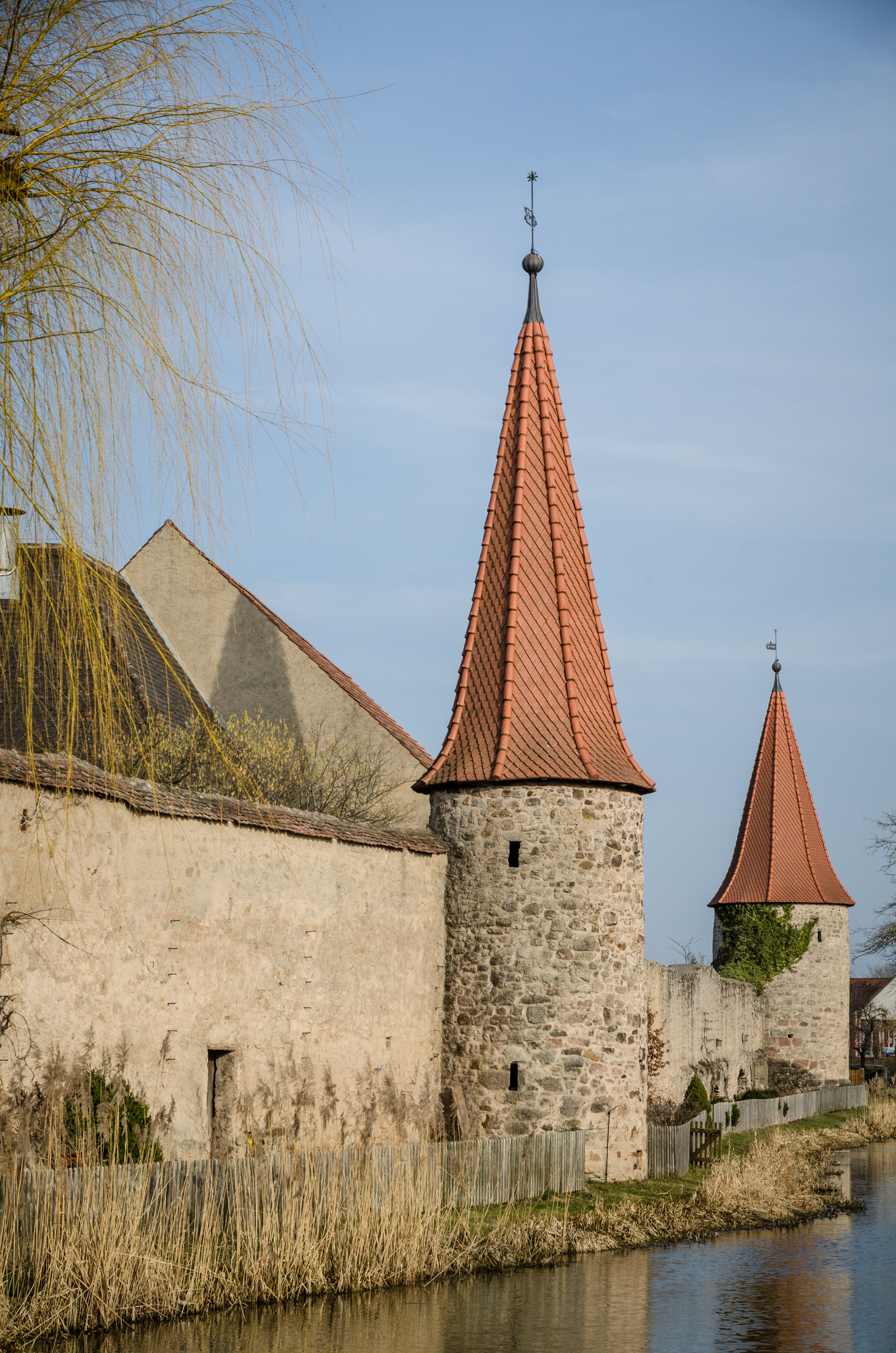
Befestigungsturm bei Gerberstraße 5, von Südwesten, Feldseite weitere Bilder
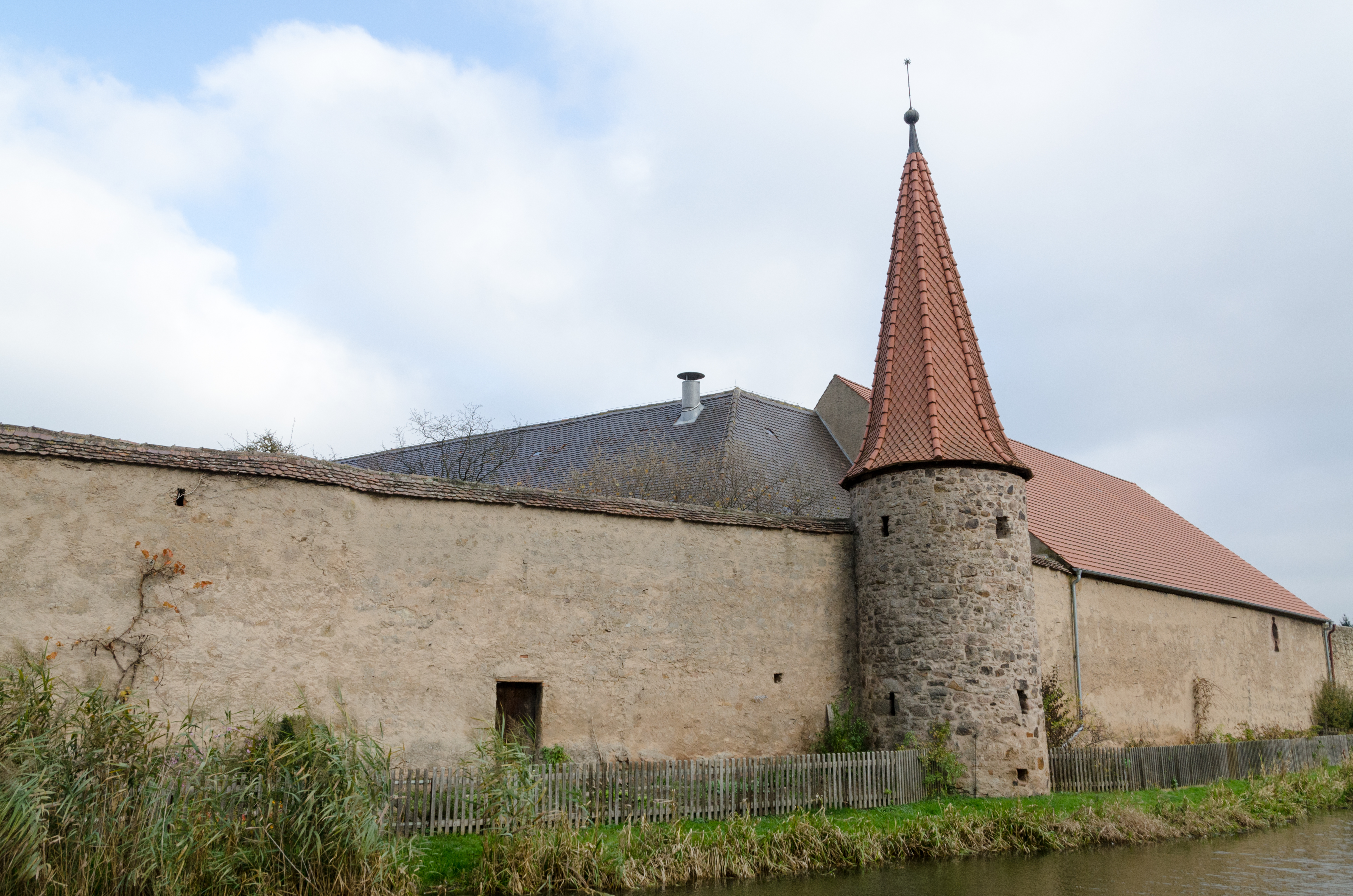
Befestigungsturm bei Gerberstraße 5, von Südwesten, Feldseite weitere Bilder
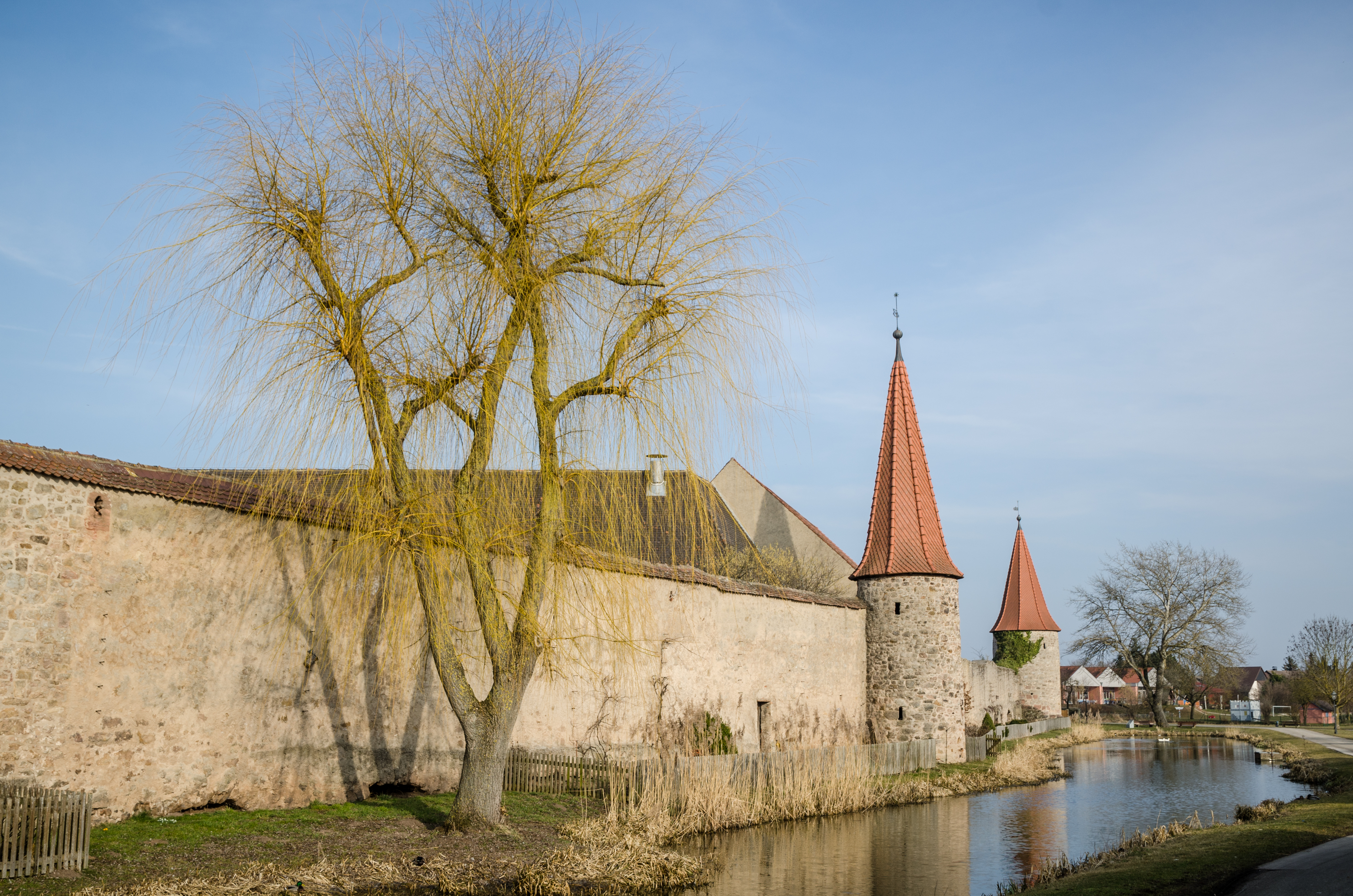
Stadtmauer und Vorderer Stadtgrabenweiher von Südwesten, Feldseite
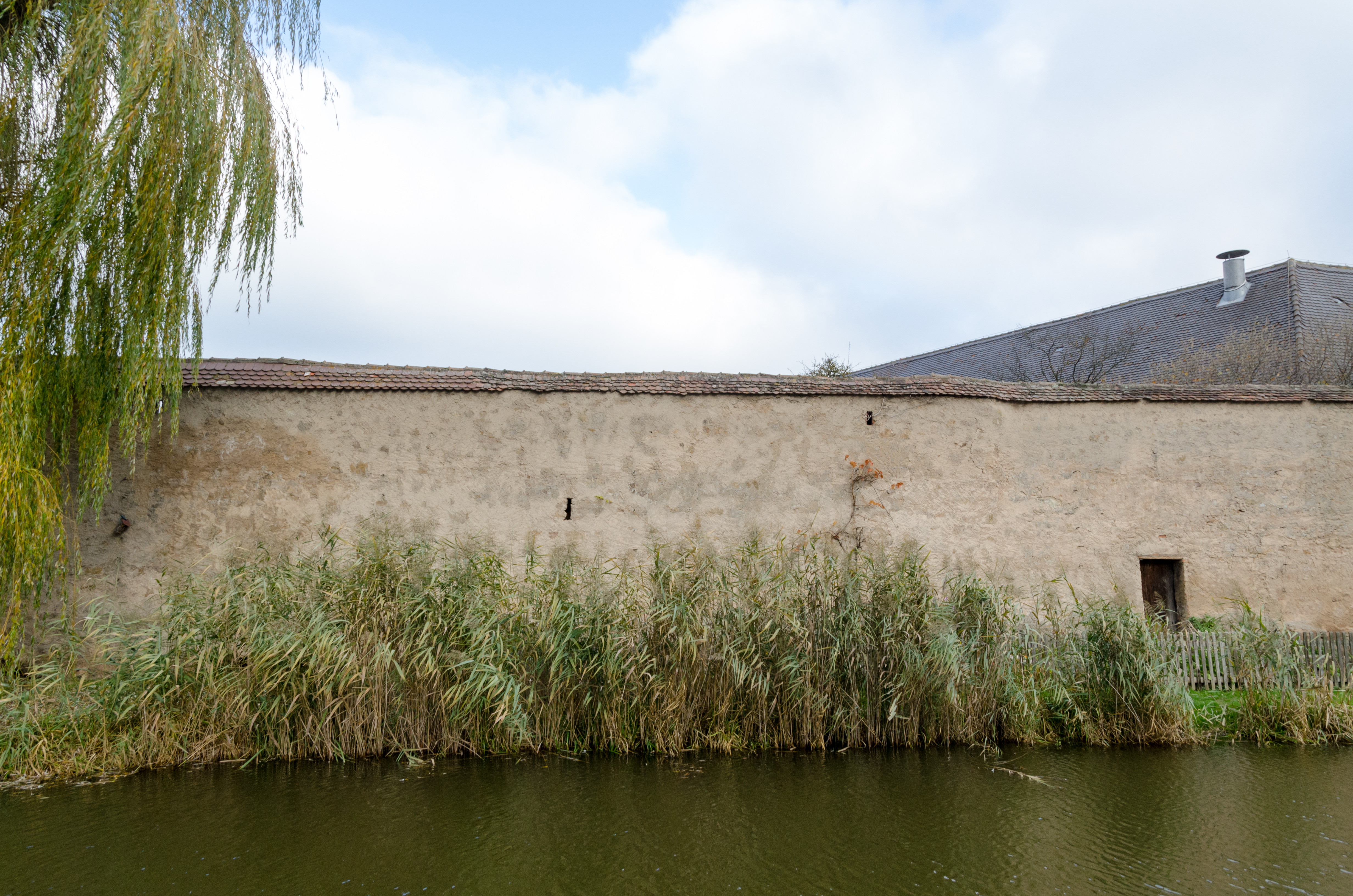
Stadtmauer und Vorderer Stadtgrabenweiher östlich Unteres Tor, Feldseite
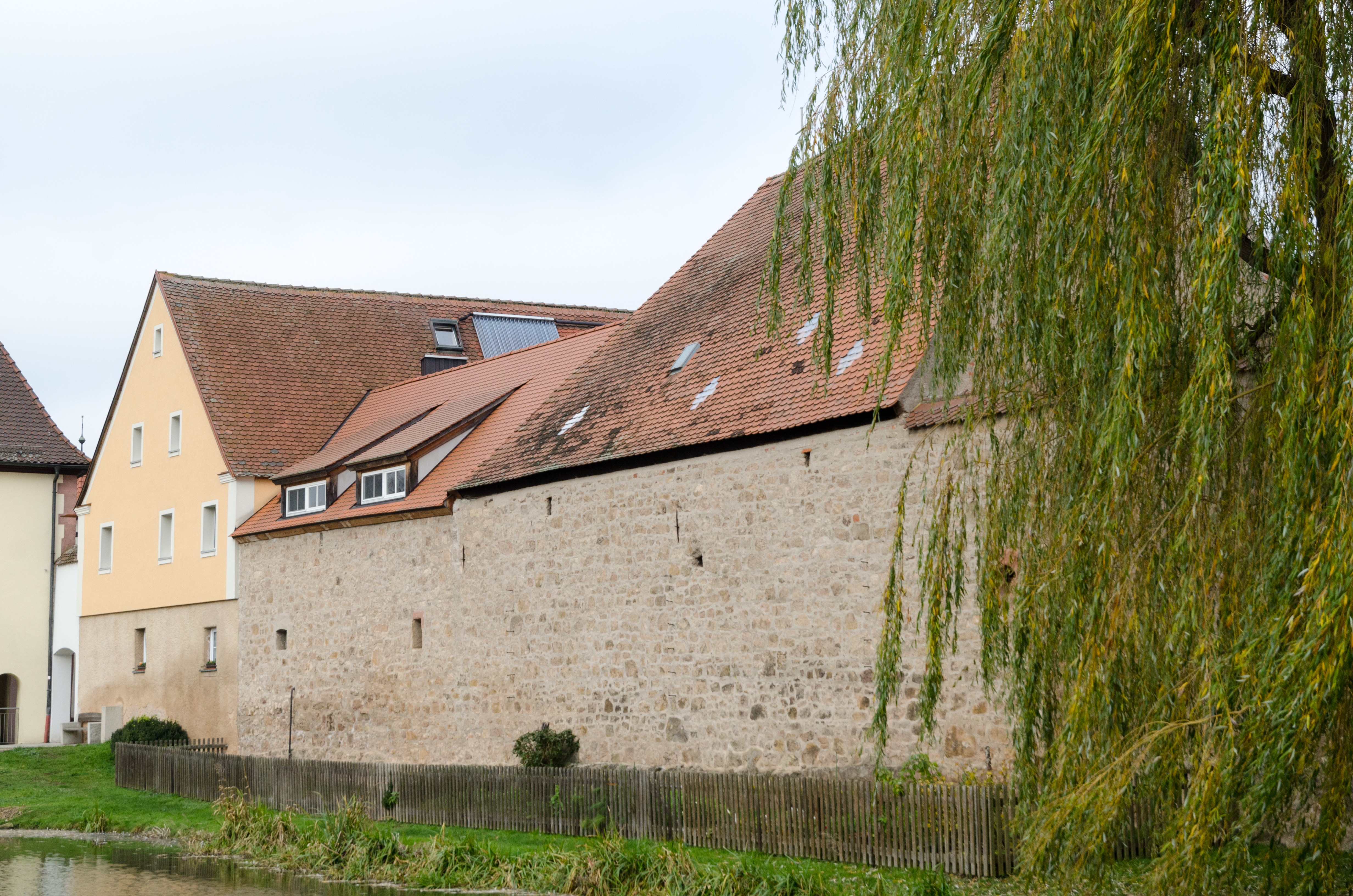
Stadtmauer und Vorderer Stadtgrabenweiher östlich Unteres Tor, Feldseite
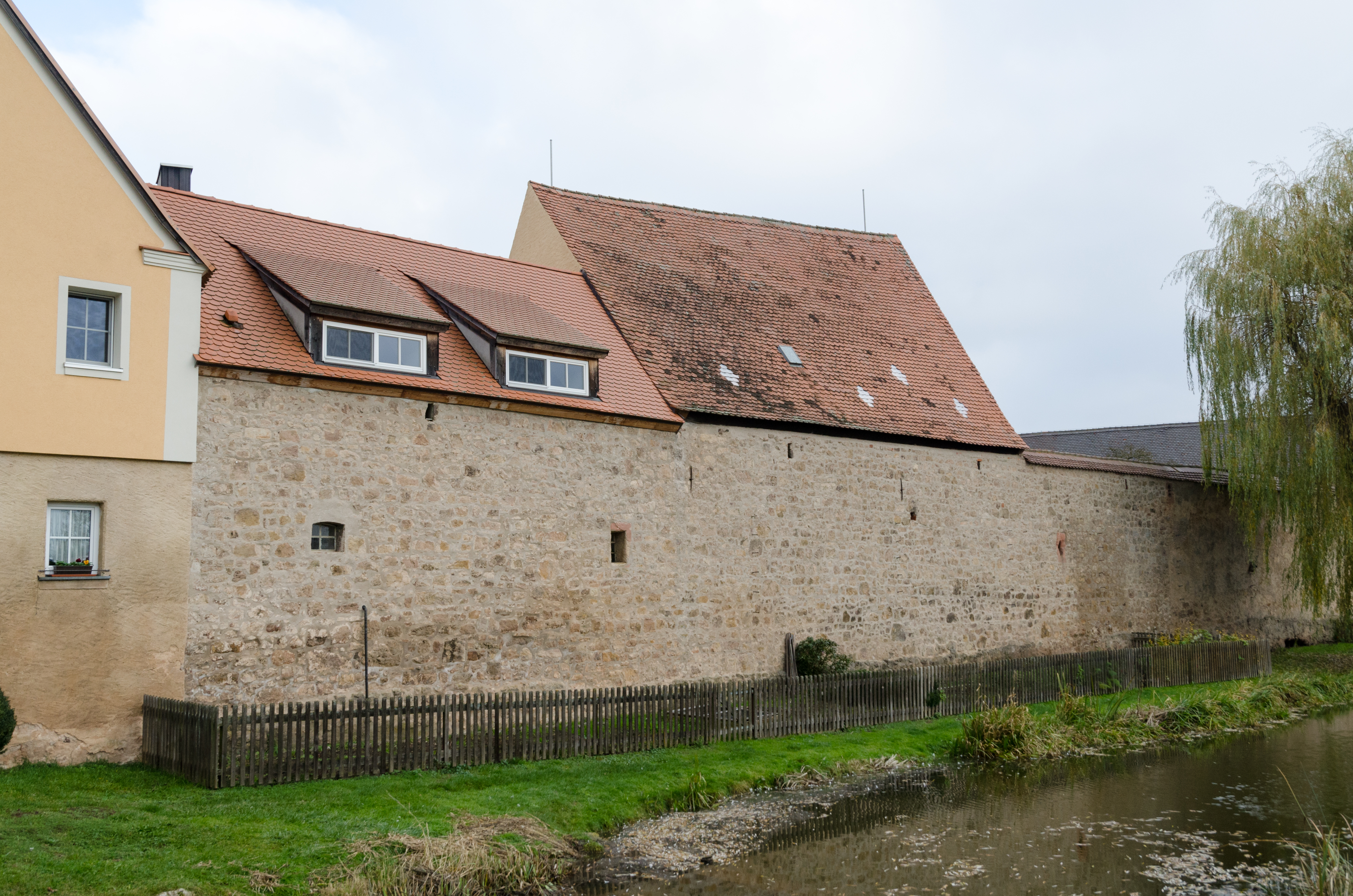
Stadtmauer und Vorderer Stadtgrabenweiher östlich Unteres Tor, Feldseite
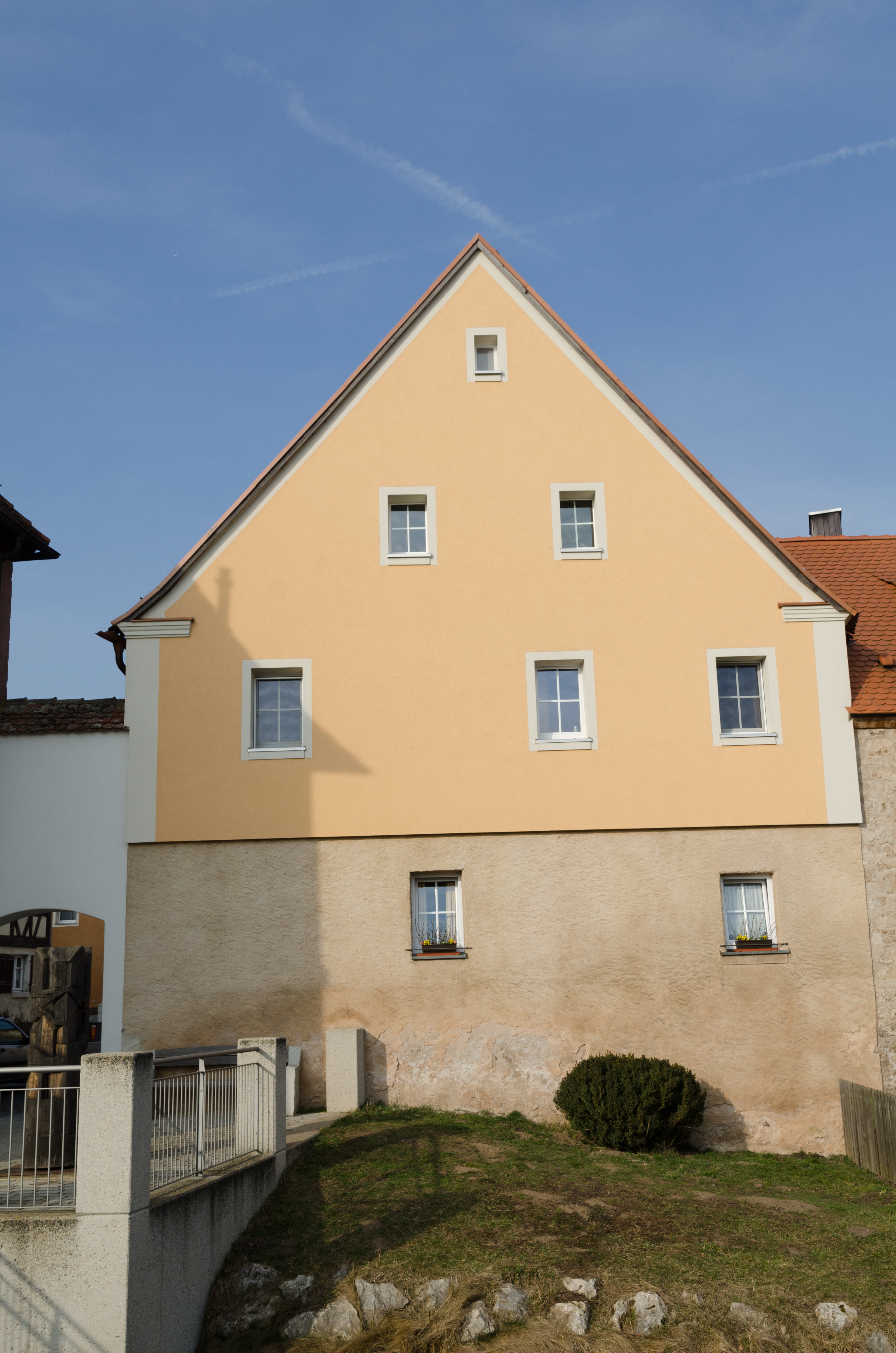
Stadtmauer und Vorderer Stadtgrabenweiher östlich Unteres Tor, Feldseite

- Unteres Tor bei Hauptstraße 30 (Lage), zweigeschossiger Torturm, Walmdach und Laterne, im Kern 15. Jahrhundert, Umbau 1785 (bezeichnet). Brücke (Lage), Natursteinquader, wohl 18. Jahrhundert. Aktennummer: D-5-71-177-34.

- Unteres Tor, von Osten, Feldseite 
weitere Bilder
- Unteres Tor, von Osten, Feldseite 
weitere Bilder
- Unteres Tor, von Süden, Feldseite 
weitere Bilder
- Unteres Tor,  von Norden, Stadtseite 
weitere Bilder
- Unteres Tor, Brücke von Osten 
weitere Bilder

Verlauf der Ringmauer vom Unteren zum Oberen Tor mit kleinem Rundturm mit polygonalem Spitzdach an der Südfront, gerundetem Eckturm mit Spitzdach an der Südwestecke, Turmstumpf im Mauerverlauf, quadratischem Eckturm mit Spitzhelm an der Nordwestecke:
- Geschlossener Stadtmauerzug und Grabenbereich bei Hauptstraße 28 (Lage), Schulstraße 22 (Lage)  (Lage), 20 (Lage), 16 (Lage), 14 (Lage), 10 (Lage), 4 (Lage), 2 (Lage), Hauptstraße 2 (Lage)
- Wachturm bei Schulstraße 24 (Lage), kleiner Rundturm mit polygonalem Spitzdach
- Wachturm bei Schulstraße 22 (Lage), gerundeter Eckturm mit Spitzdach
- Wachturm bei Schulstraße 4 (Lage), quadratischer Eckturm mit Spitzhelm

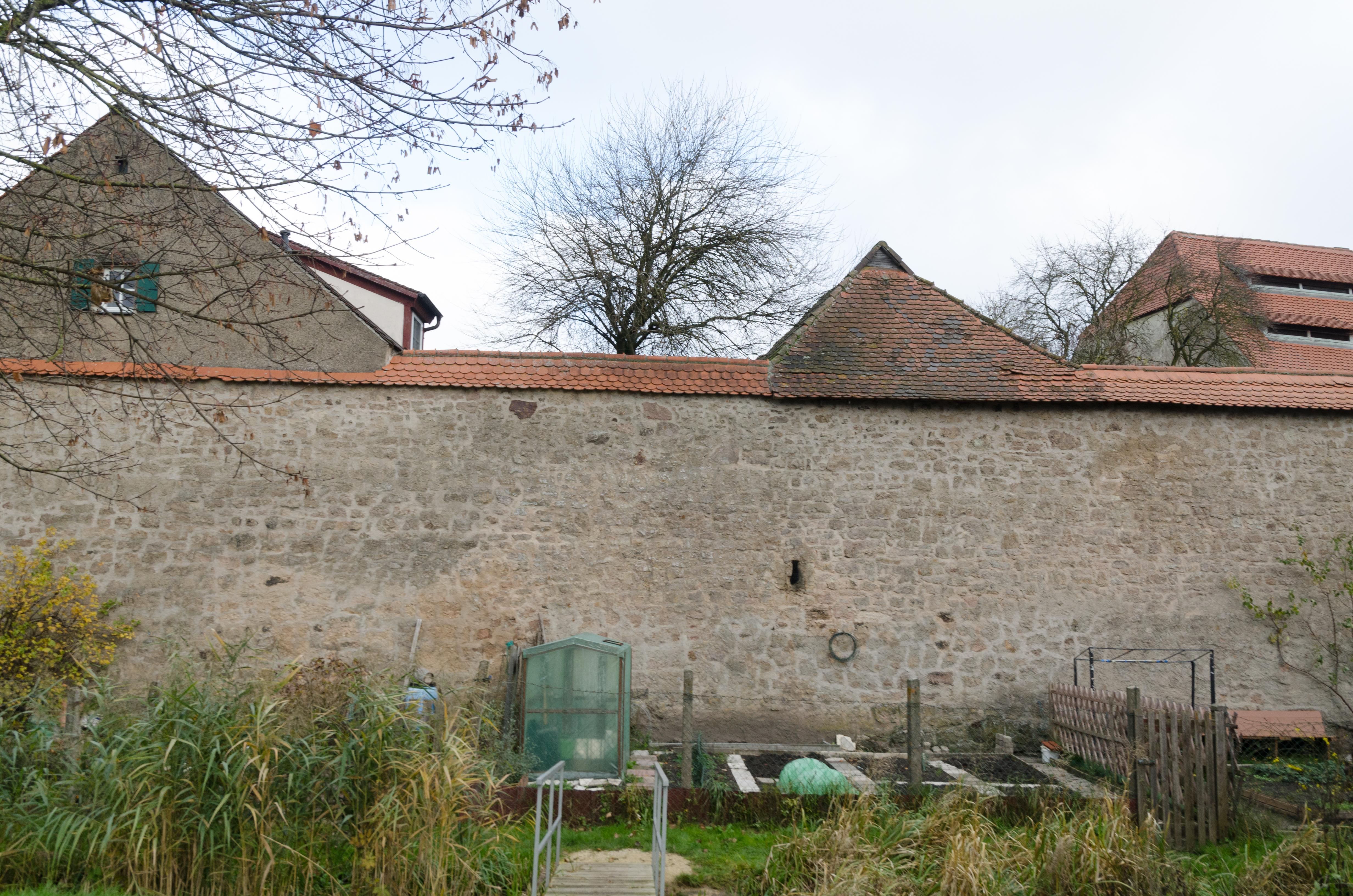
Stadtmauer Hauptstraße 26, Feldseite
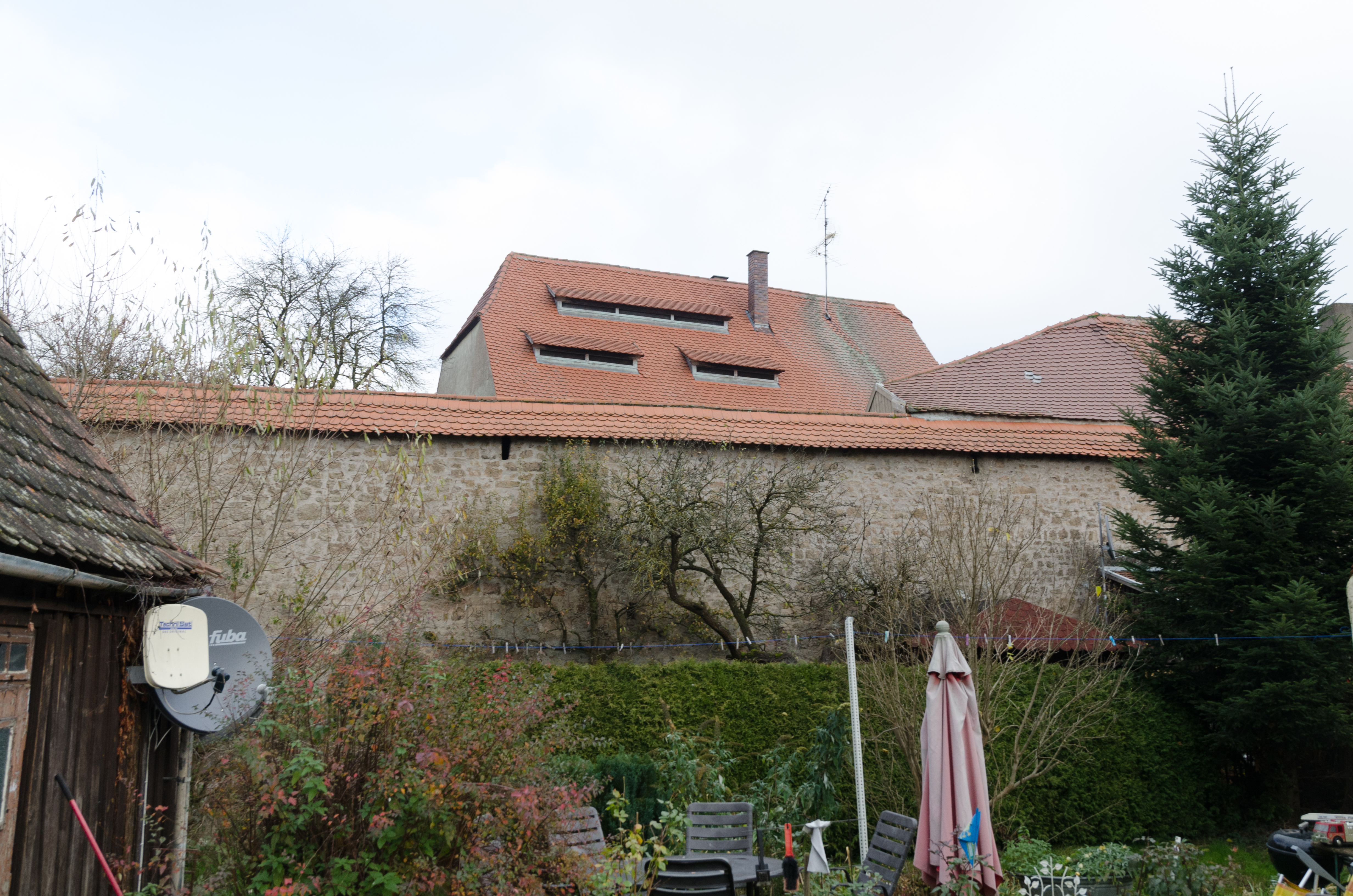
Stadtmauer Hauptstraße 26, Feldseite
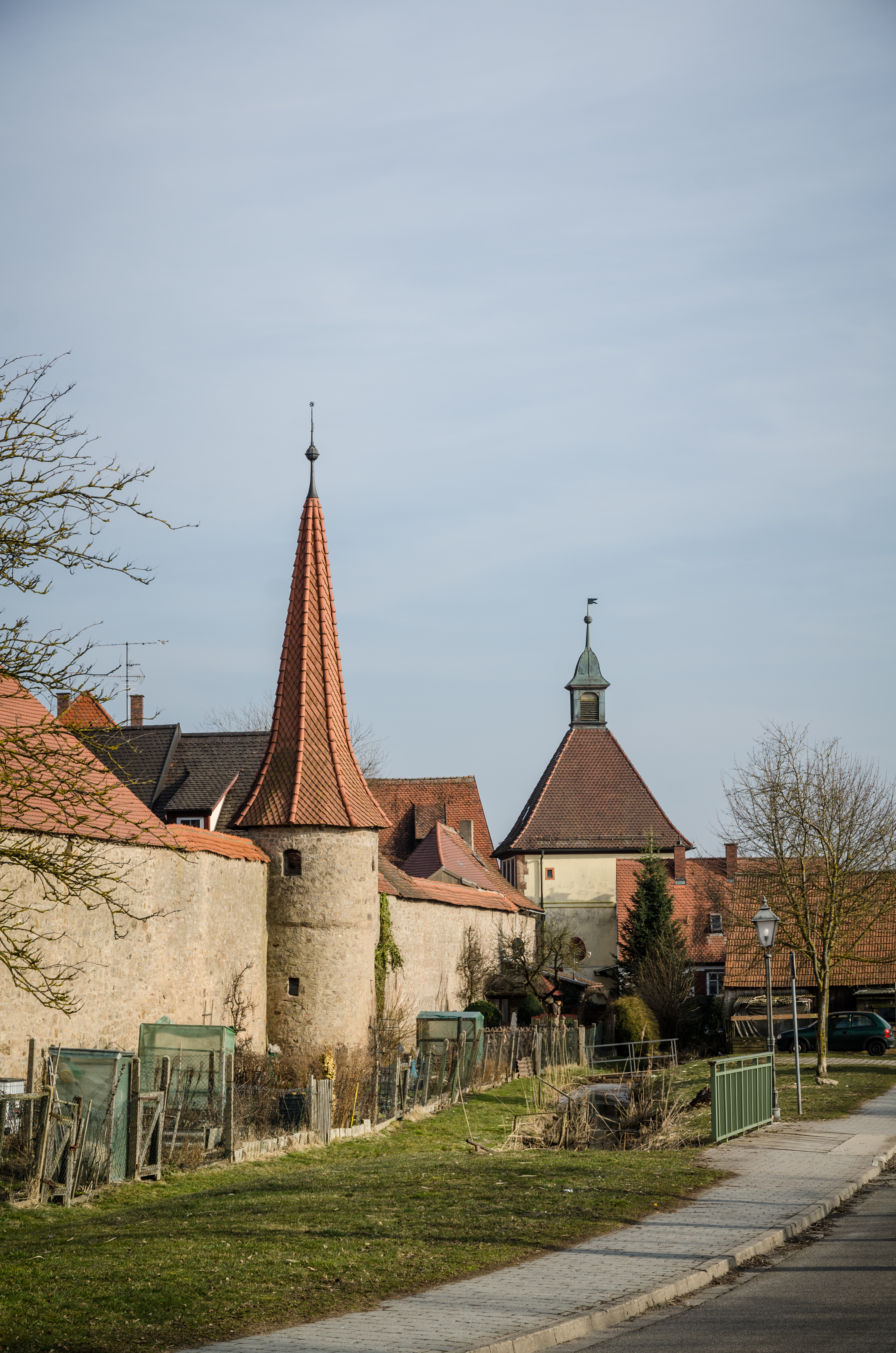
Befestigungsturm bei Schulstraße 24, Feldseite weitere Bilder
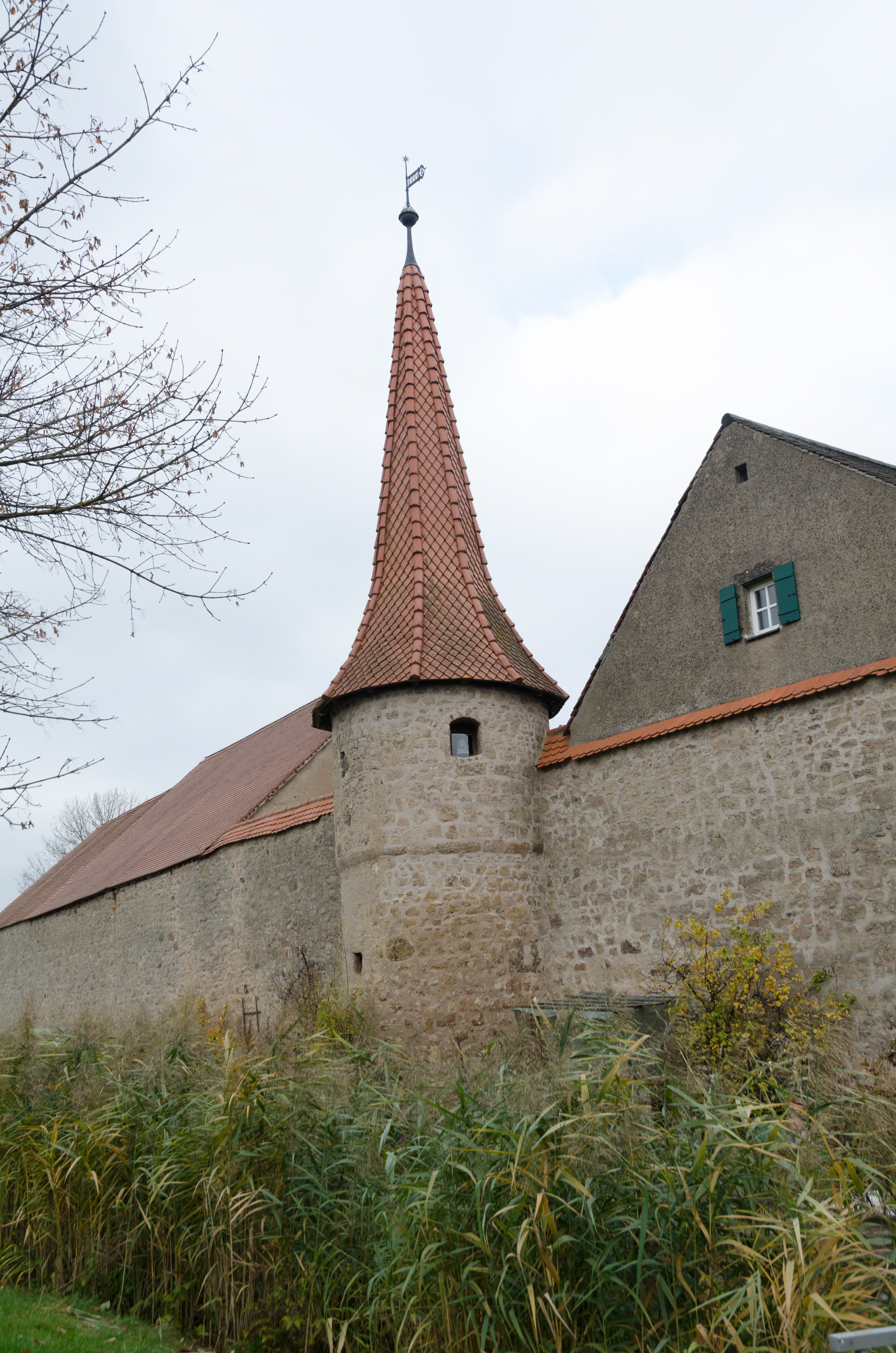
Befestigungsturm bei Schulstraße 24, Feldseite weitere Bilder
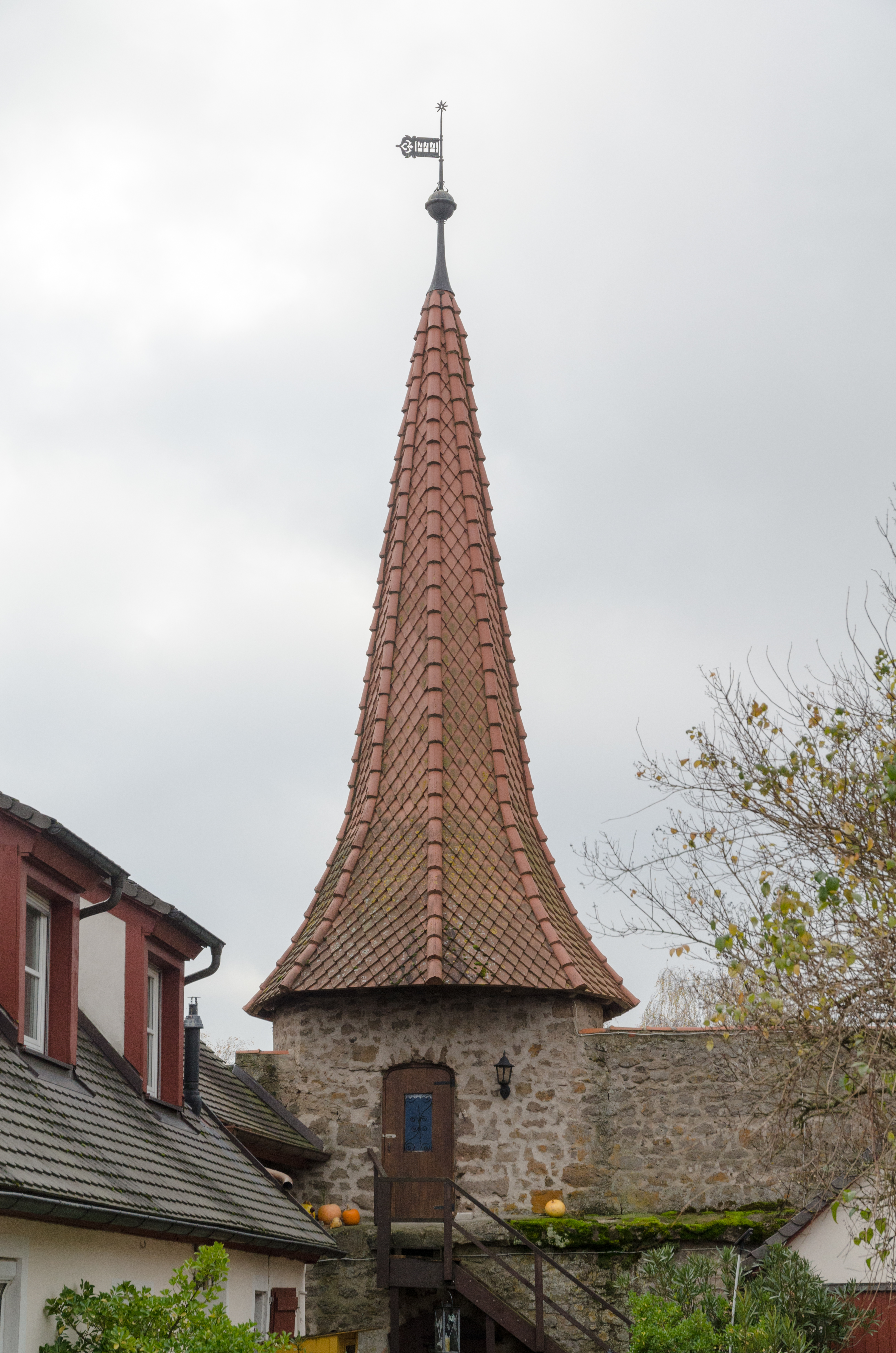
Befestigungsturm bei Schulstraße 24, Feldseite weitere Bilder
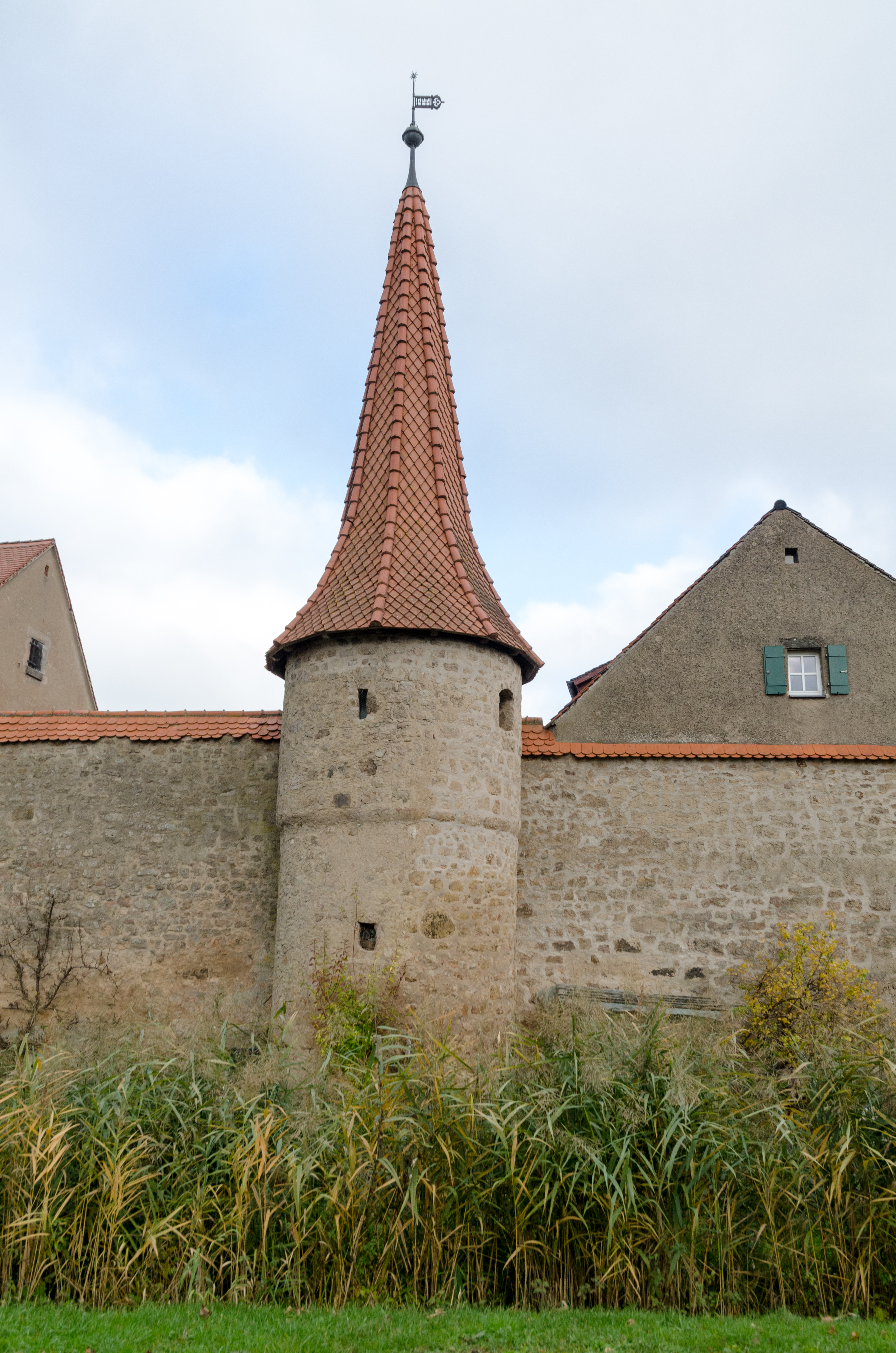
Befestigungsturm bei Schulstraße 24, Stadtseite weitere Bilder
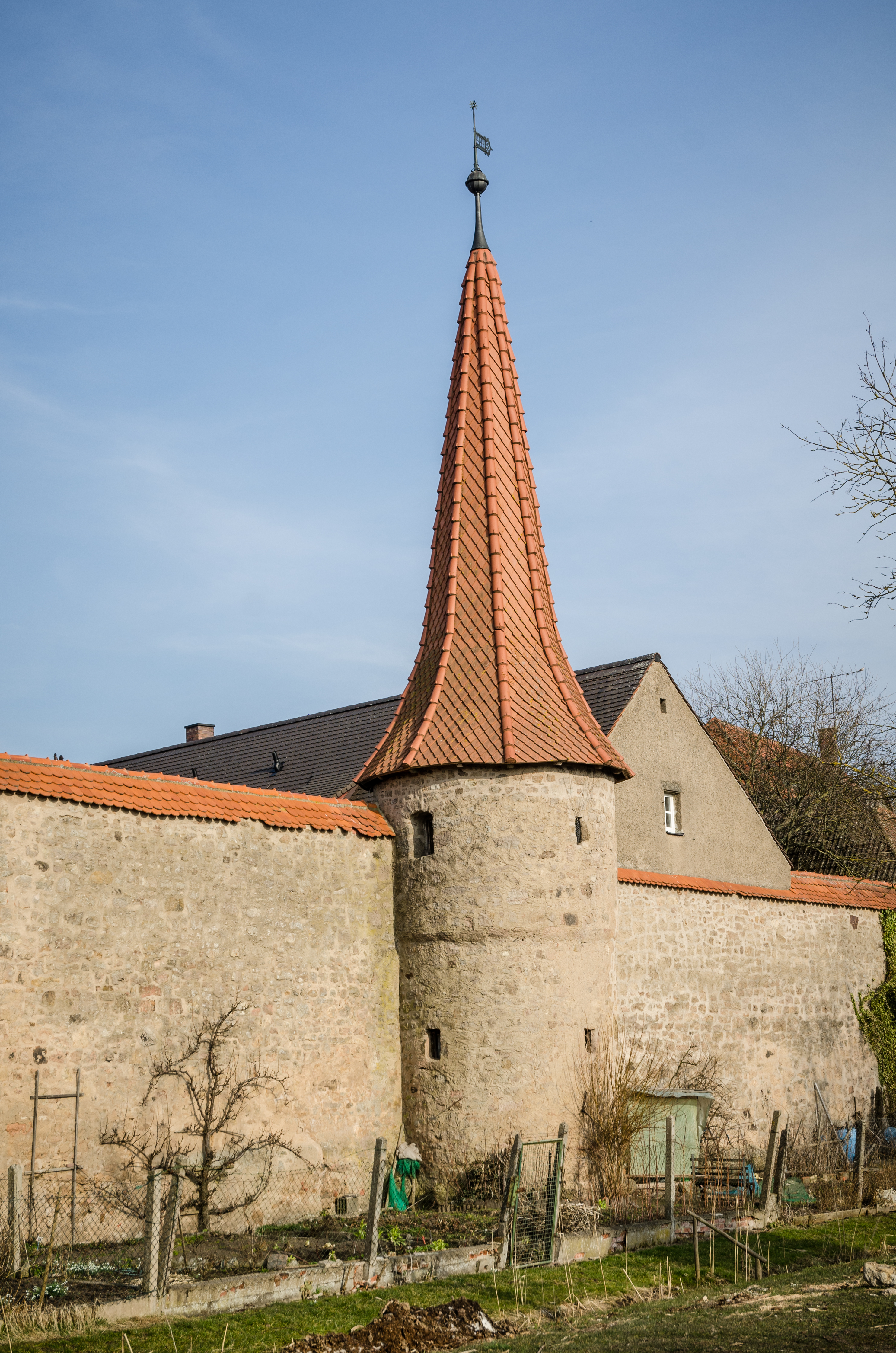
Befestigungsturm bei Schulstraße 24, Feldseite weitere Bilder
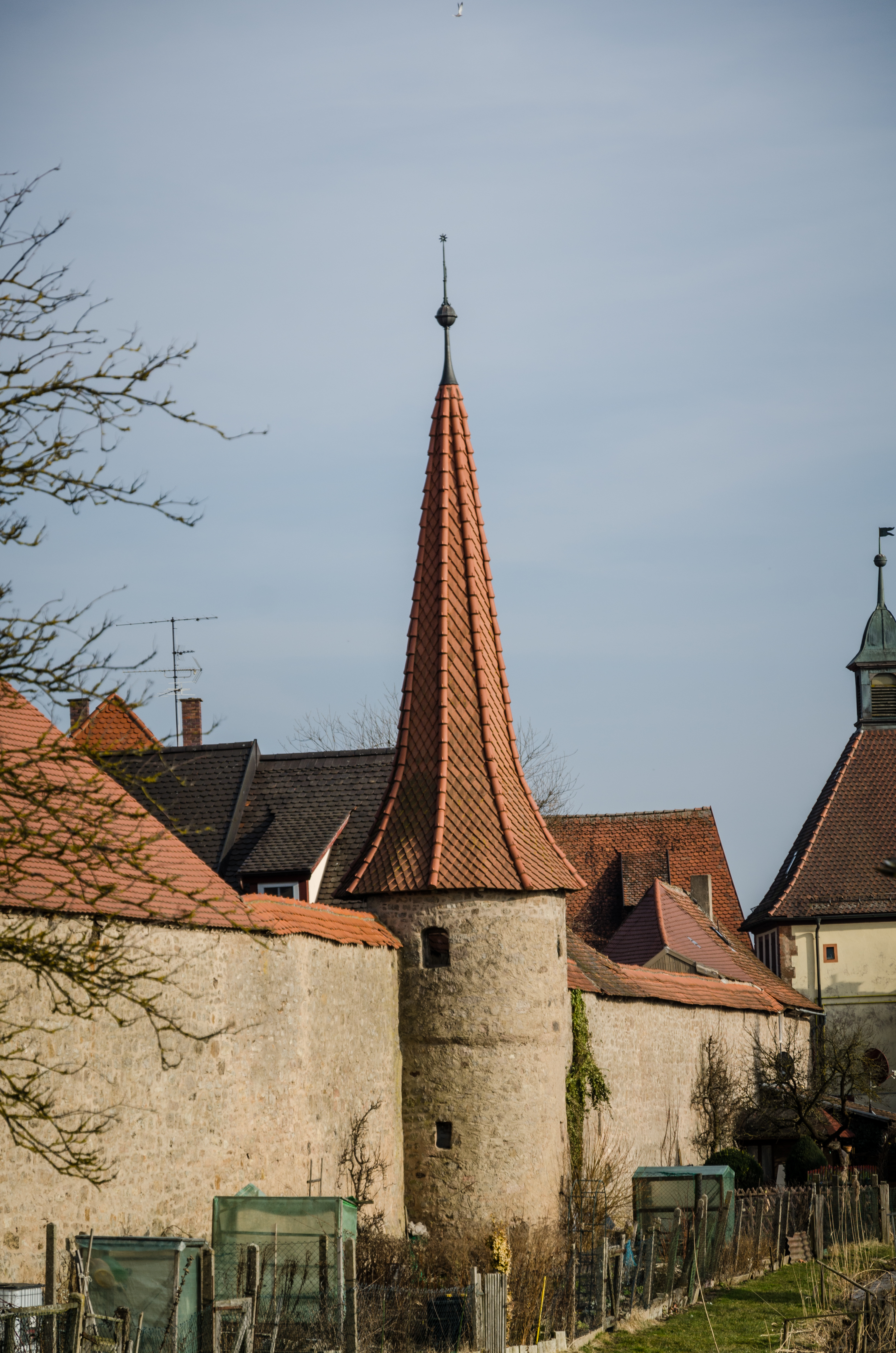
Befestigungsturm bei Schulstraße 24, Feldseite weitere Bilder
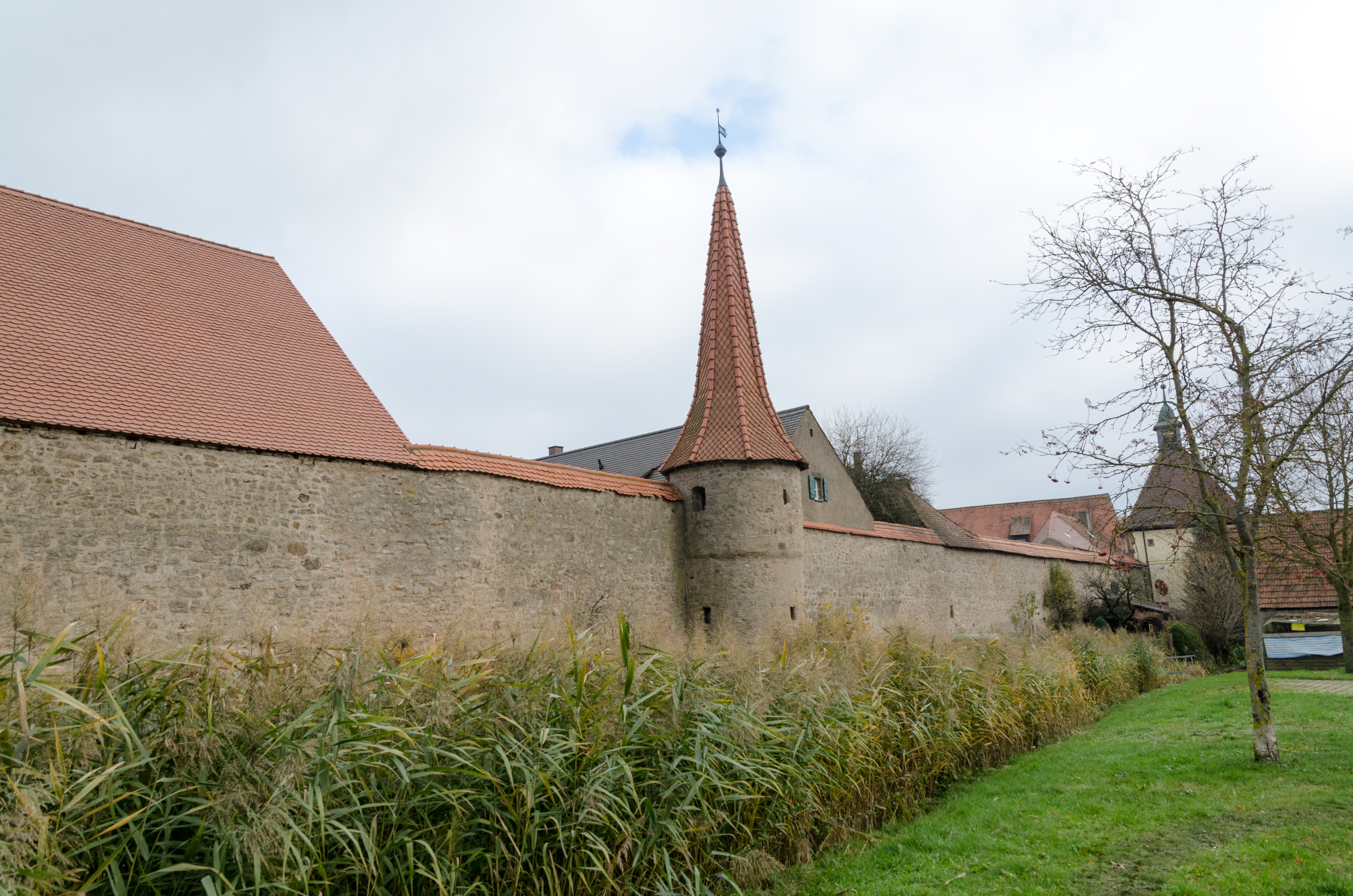
Stadtmauer Schulstraße 22, von Südwesten, Feldseite
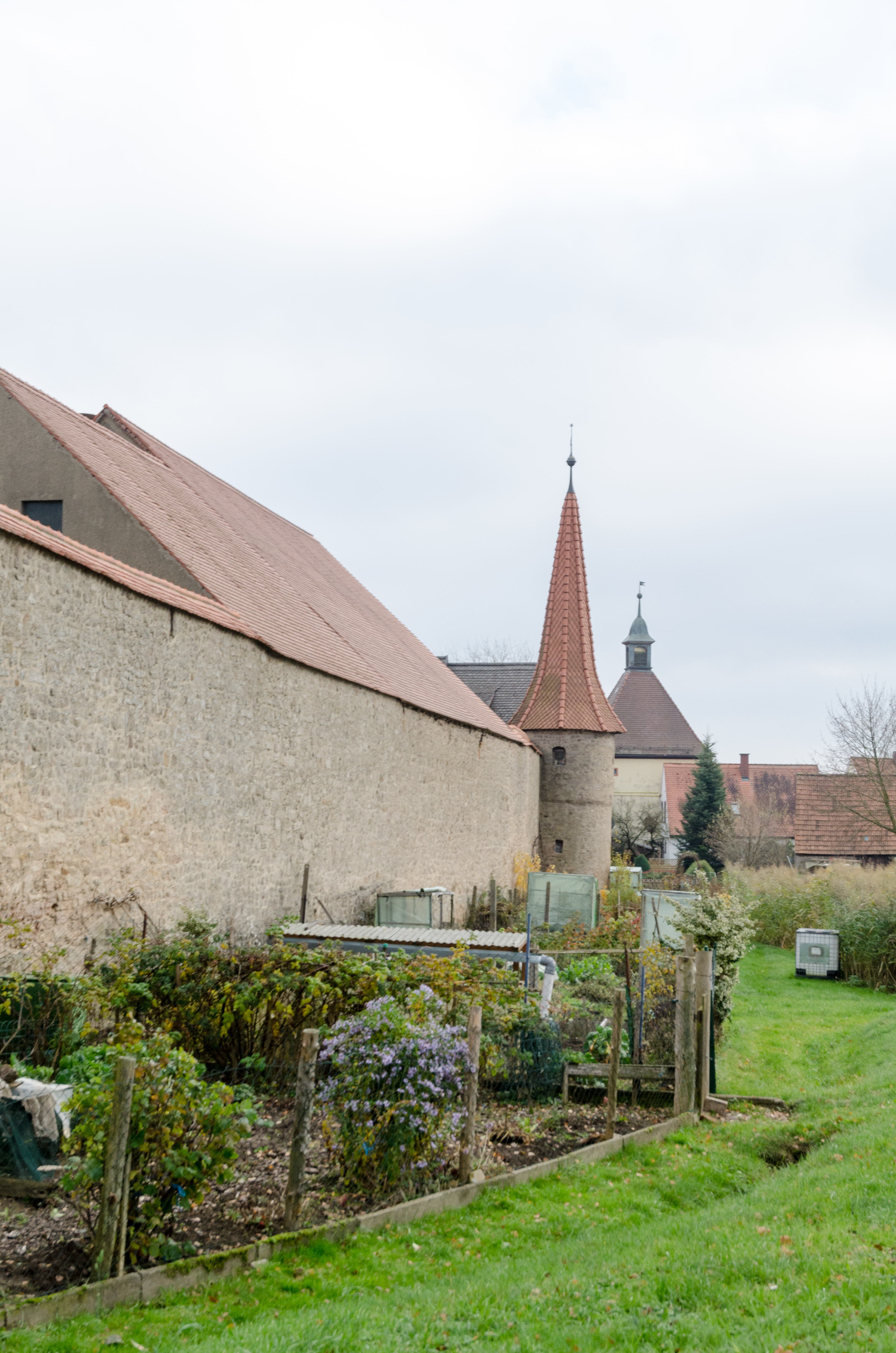
Stadtmauer Schulstraße 22, von Südwesten, Feldseite
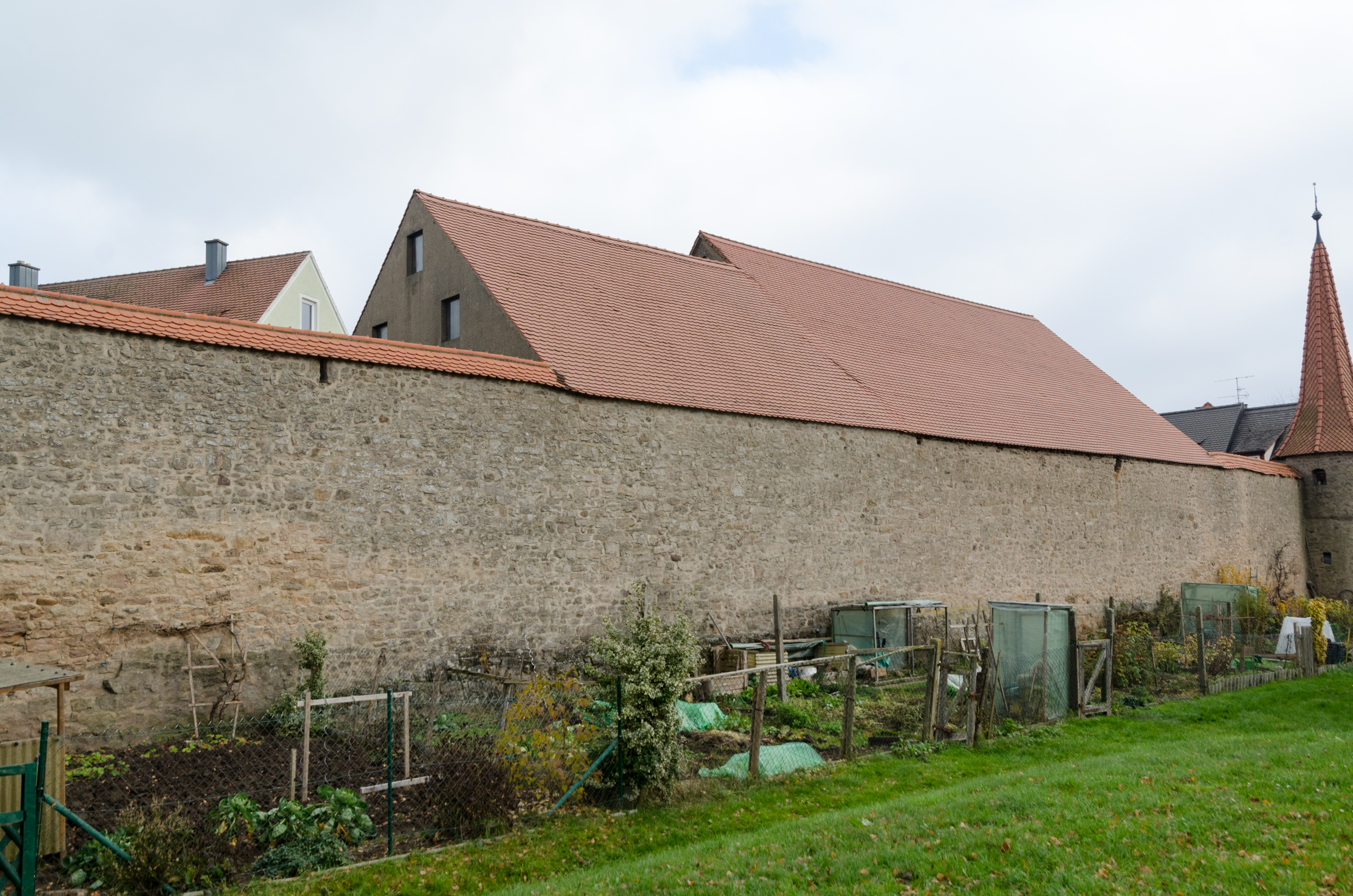
Stadtmauer Schulstraße 22, von Südwesten, Feldseite
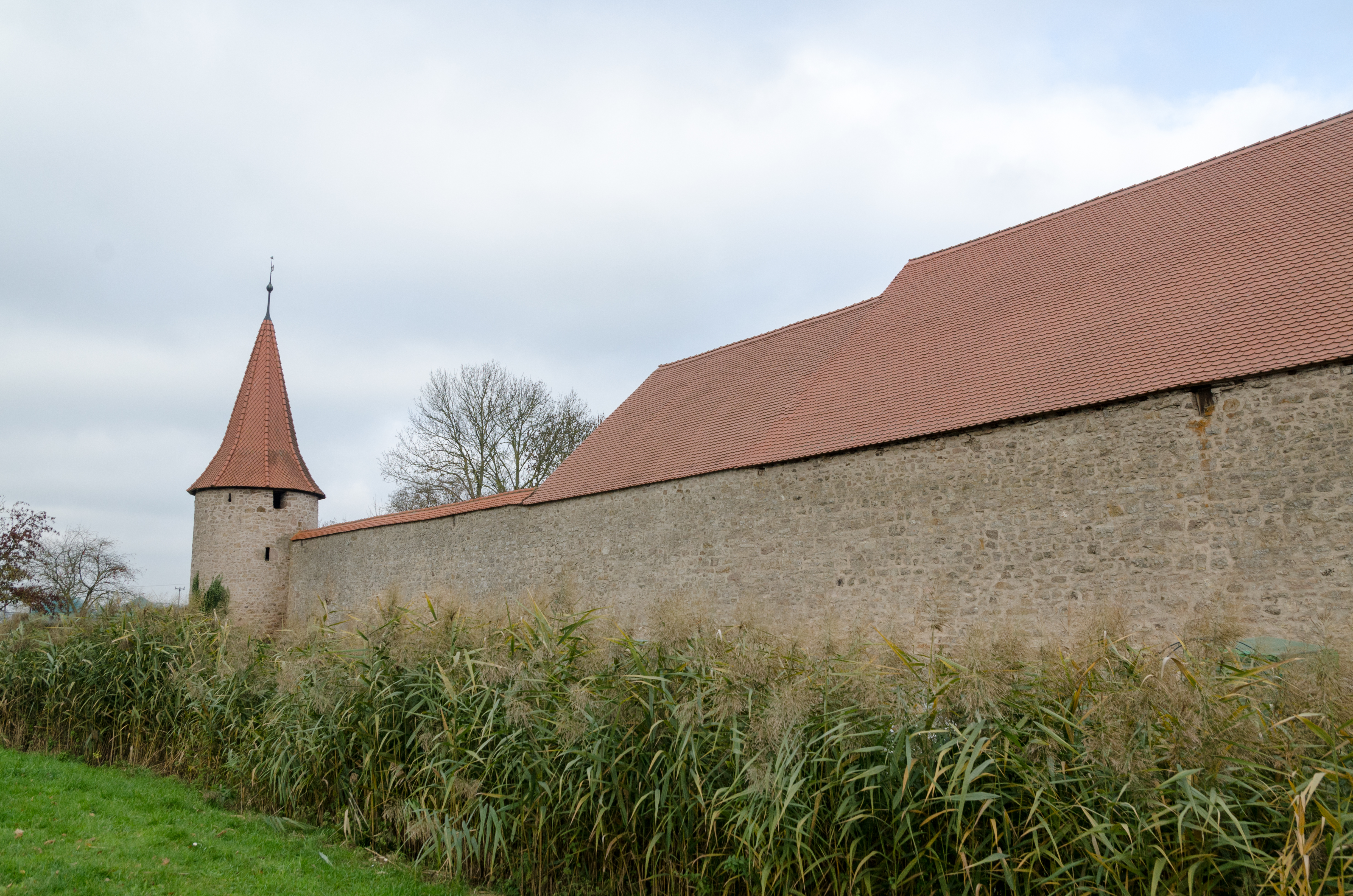
Stadtmauer Schulstraße 22, von Südosten, Feldseite
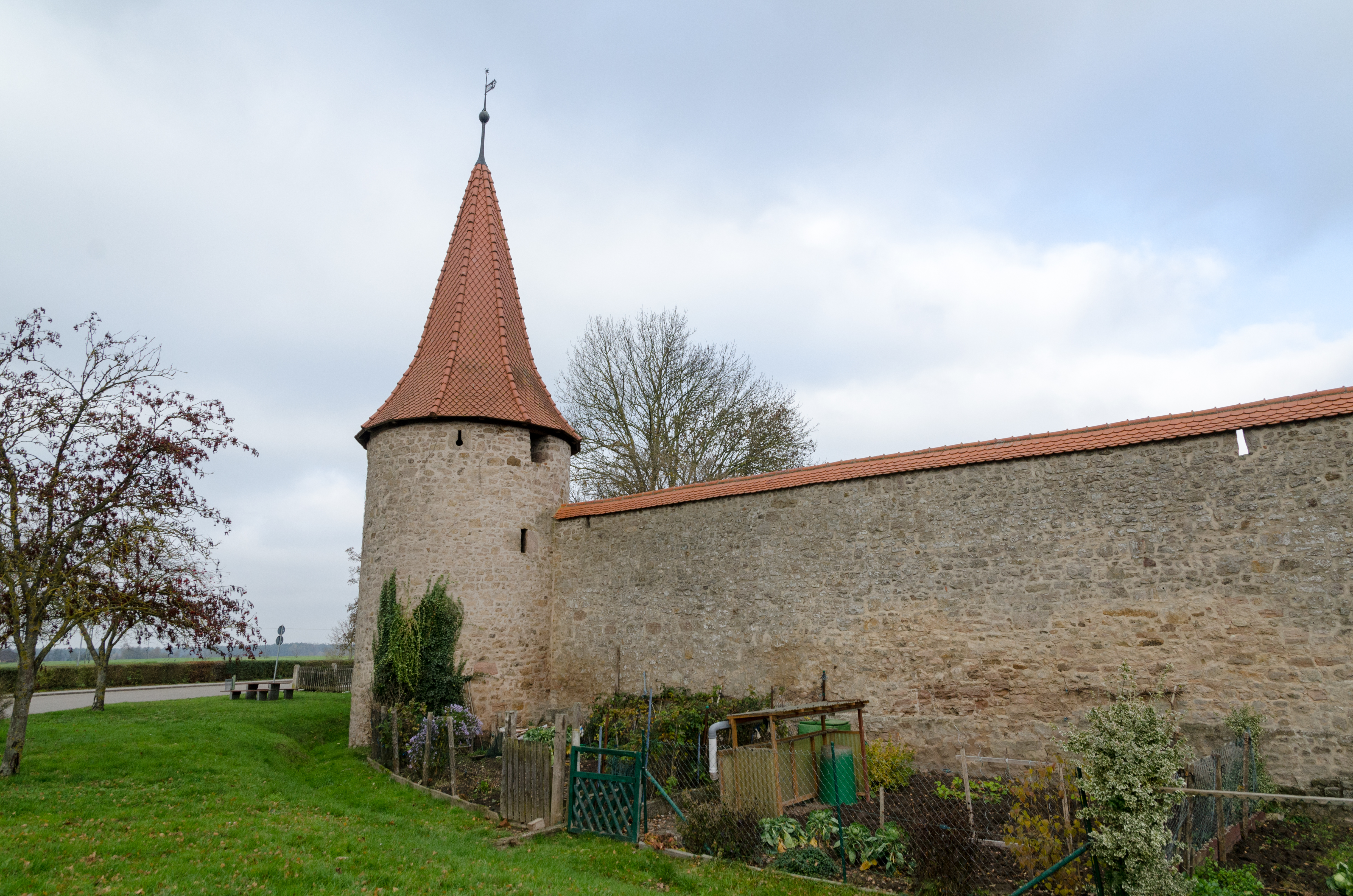
Befestigungsturm bei Schulstraße 22, von Südosten, Feldseite weitere Bilder
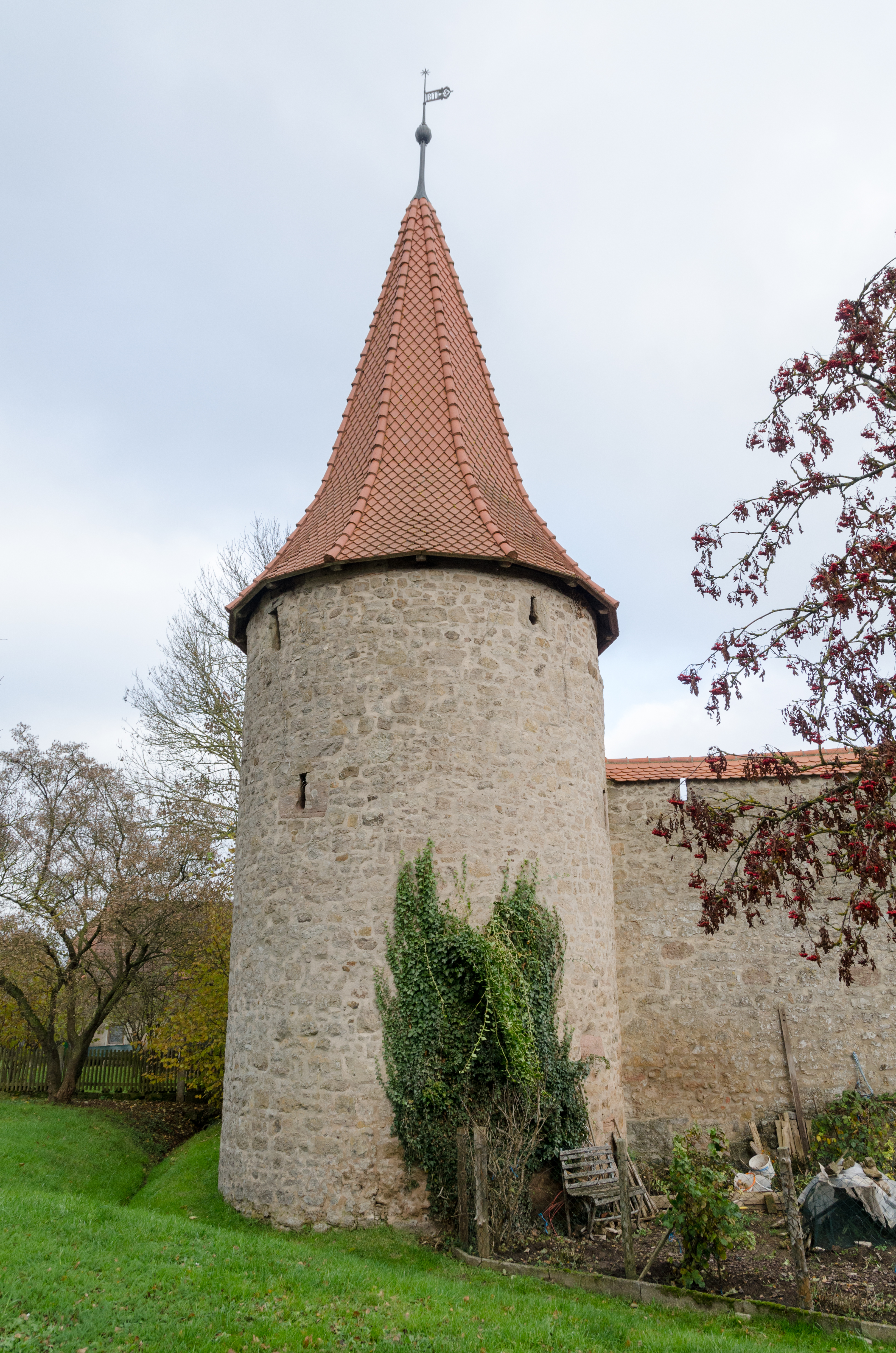
Befestigungsturm bei Schulstraße 22, von Südosten, Feldseite weitere Bilder
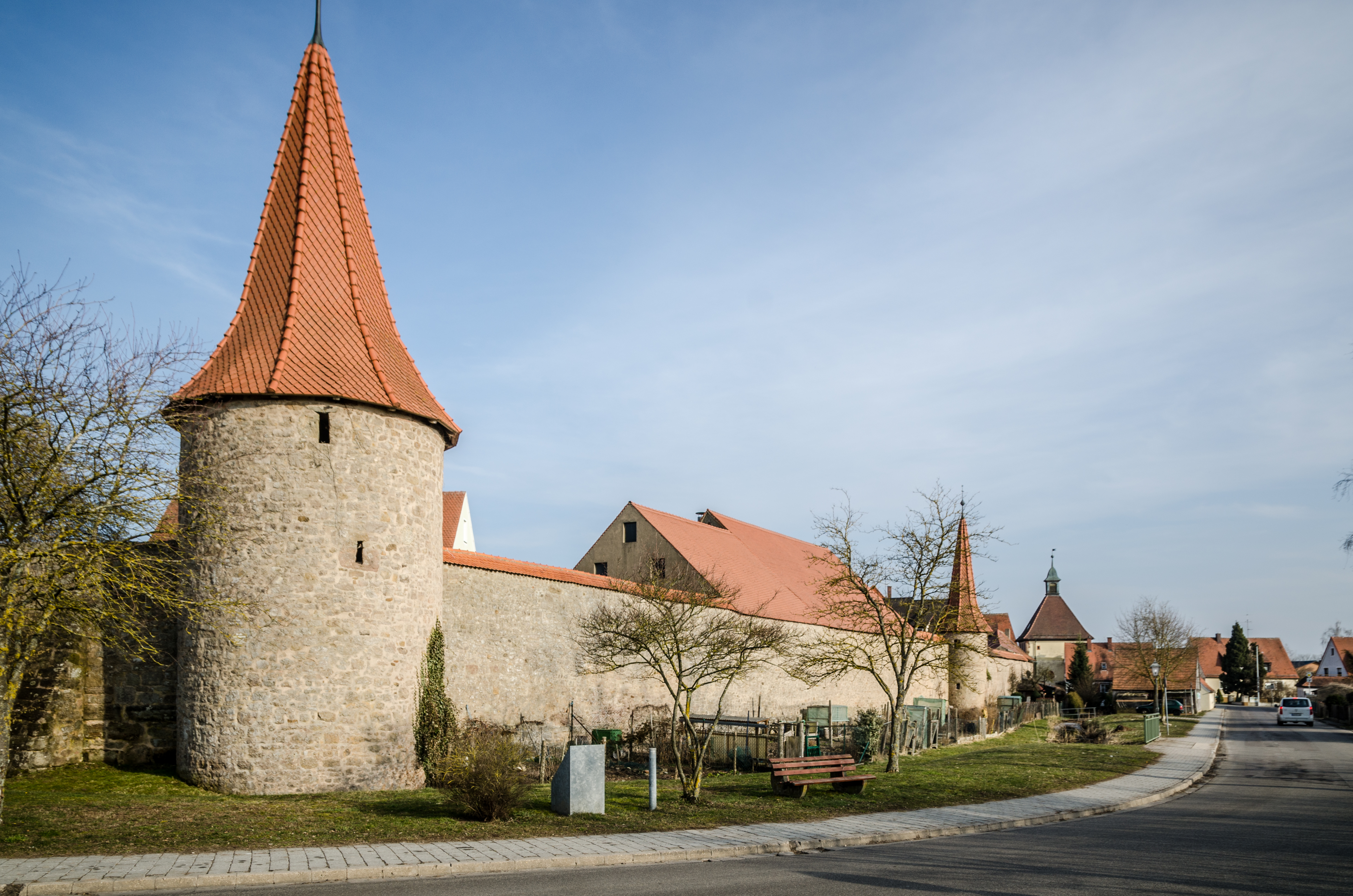
Befestigungsturm bei Schulstraße 22, von Westen, Feldseite weitere Bilder
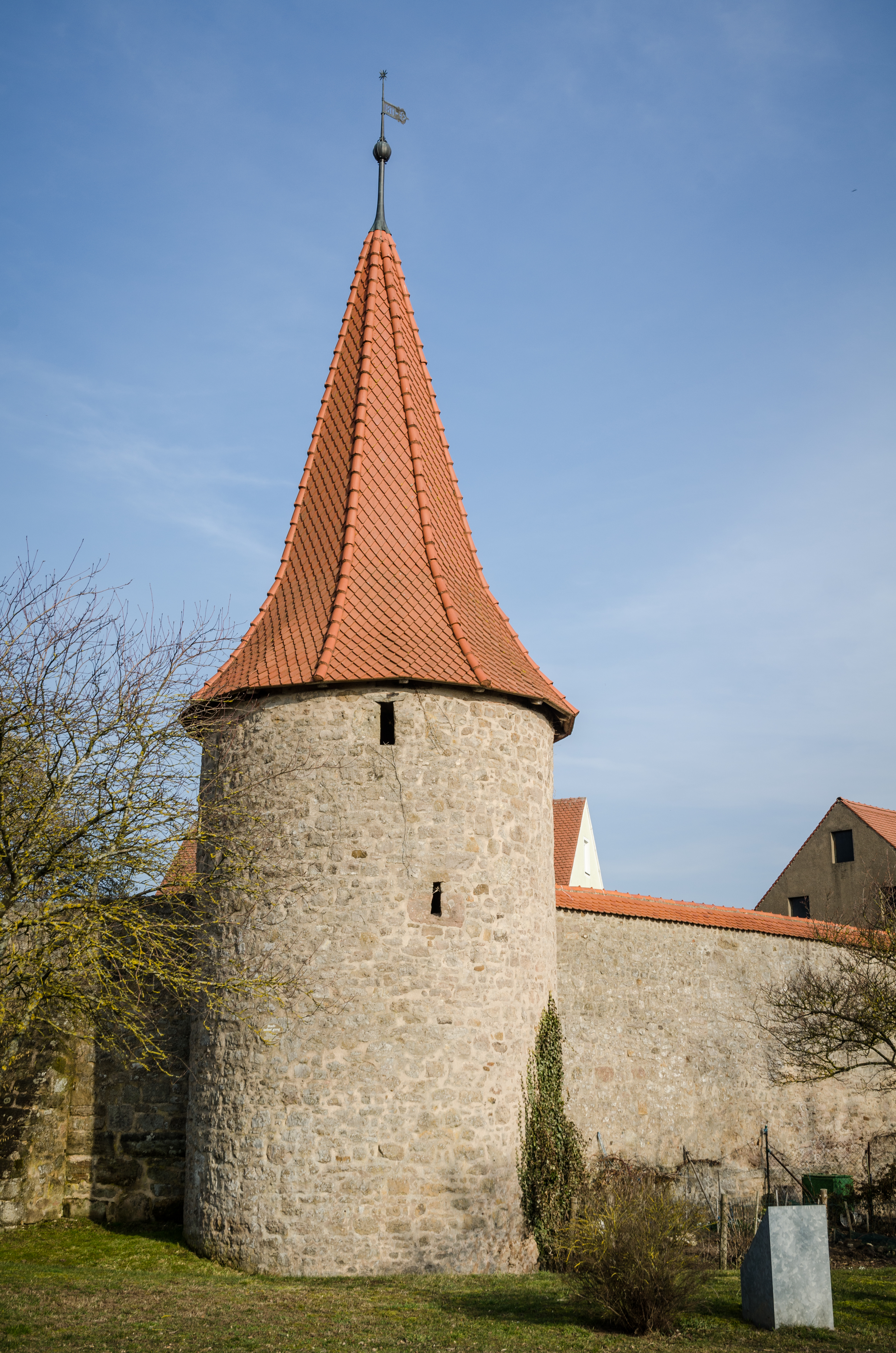
Befestigungsturm bei Schulstraße 22, von Westen, Feldseite weitere Bilder
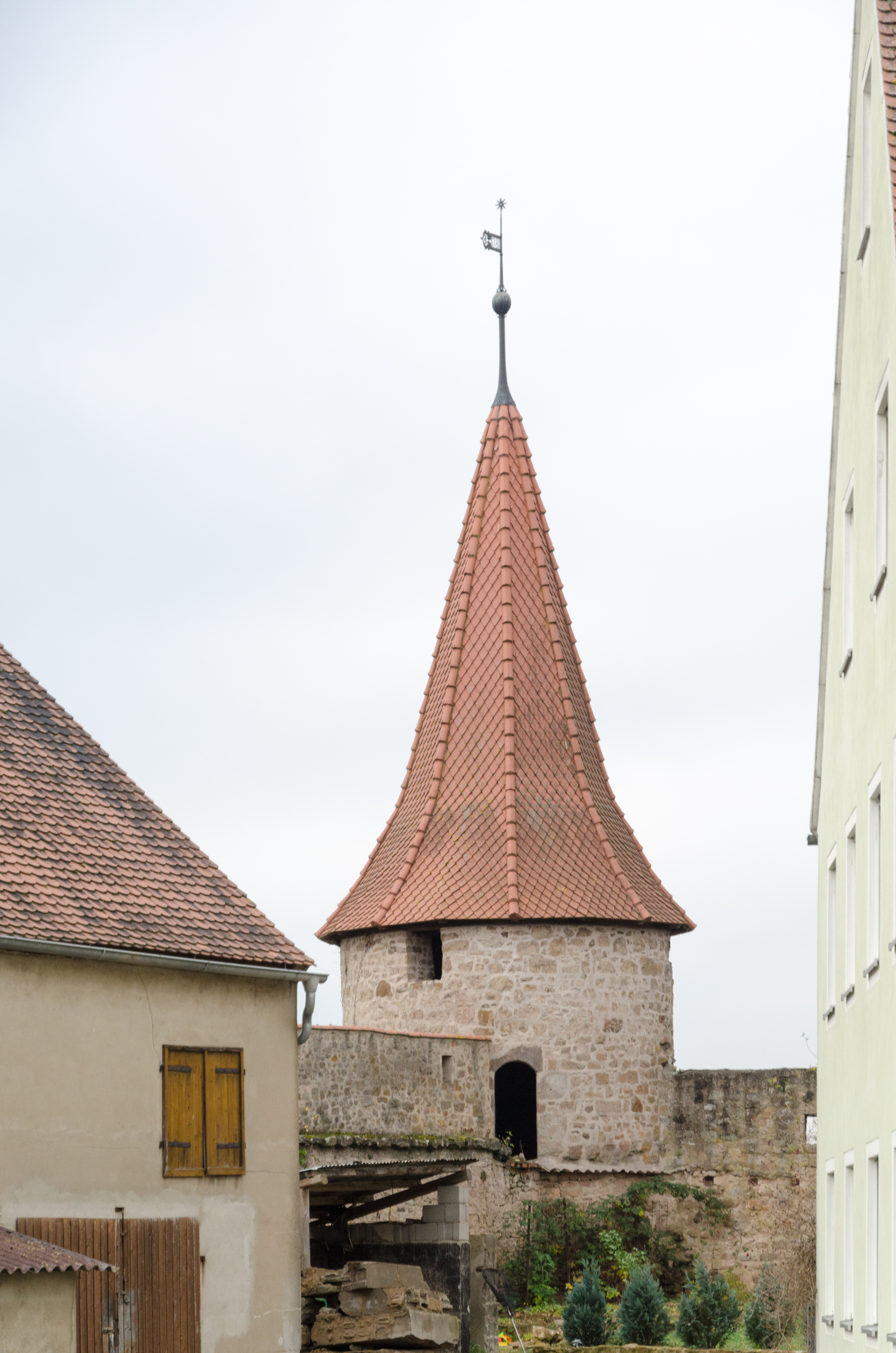
Befestigungsturm bei Schulstraße 22, von Nordosten, Stadtseite weitere Bilder
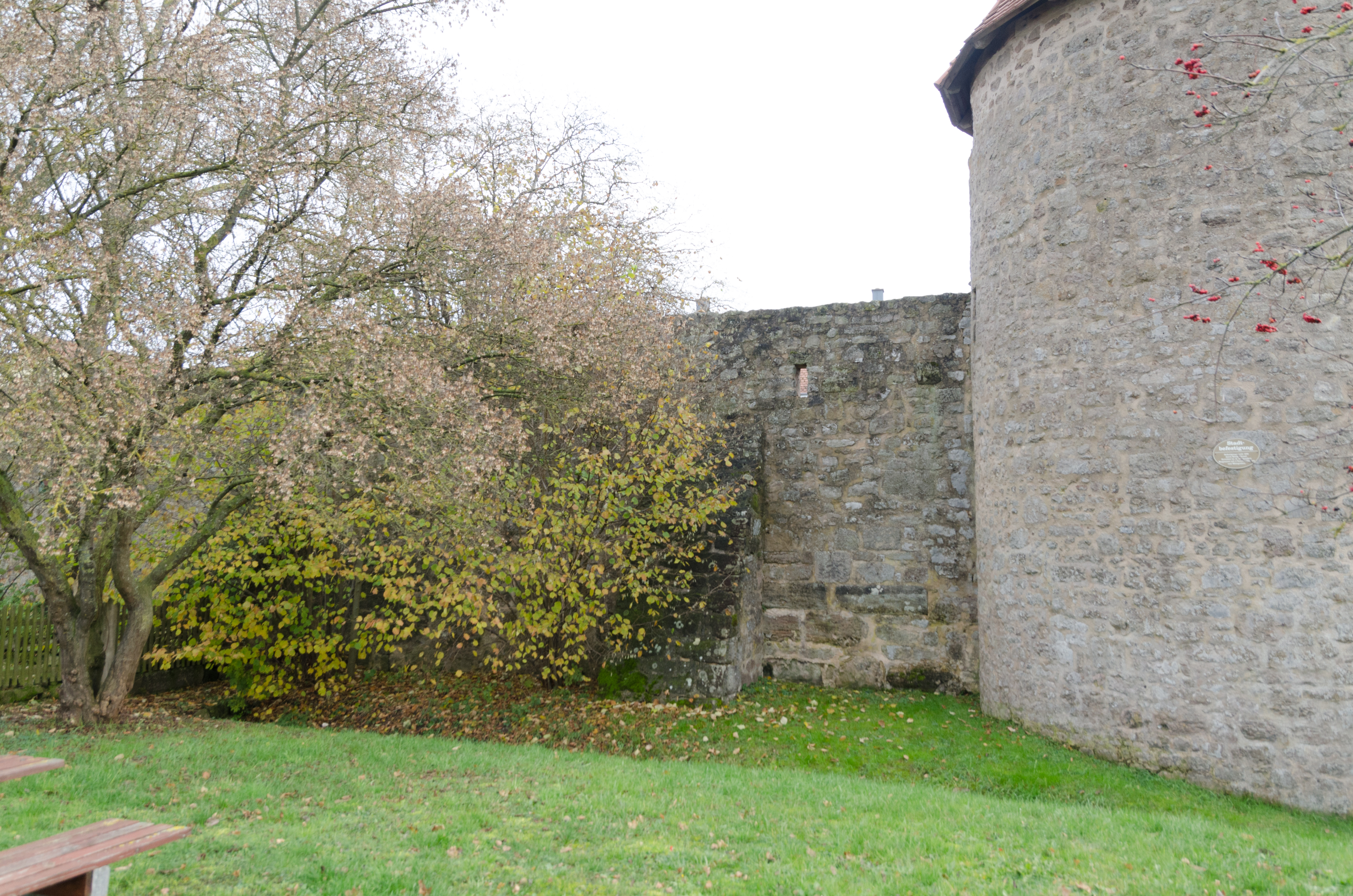
Stadtmauer Schulstraße 22, von Westen, Feldseite
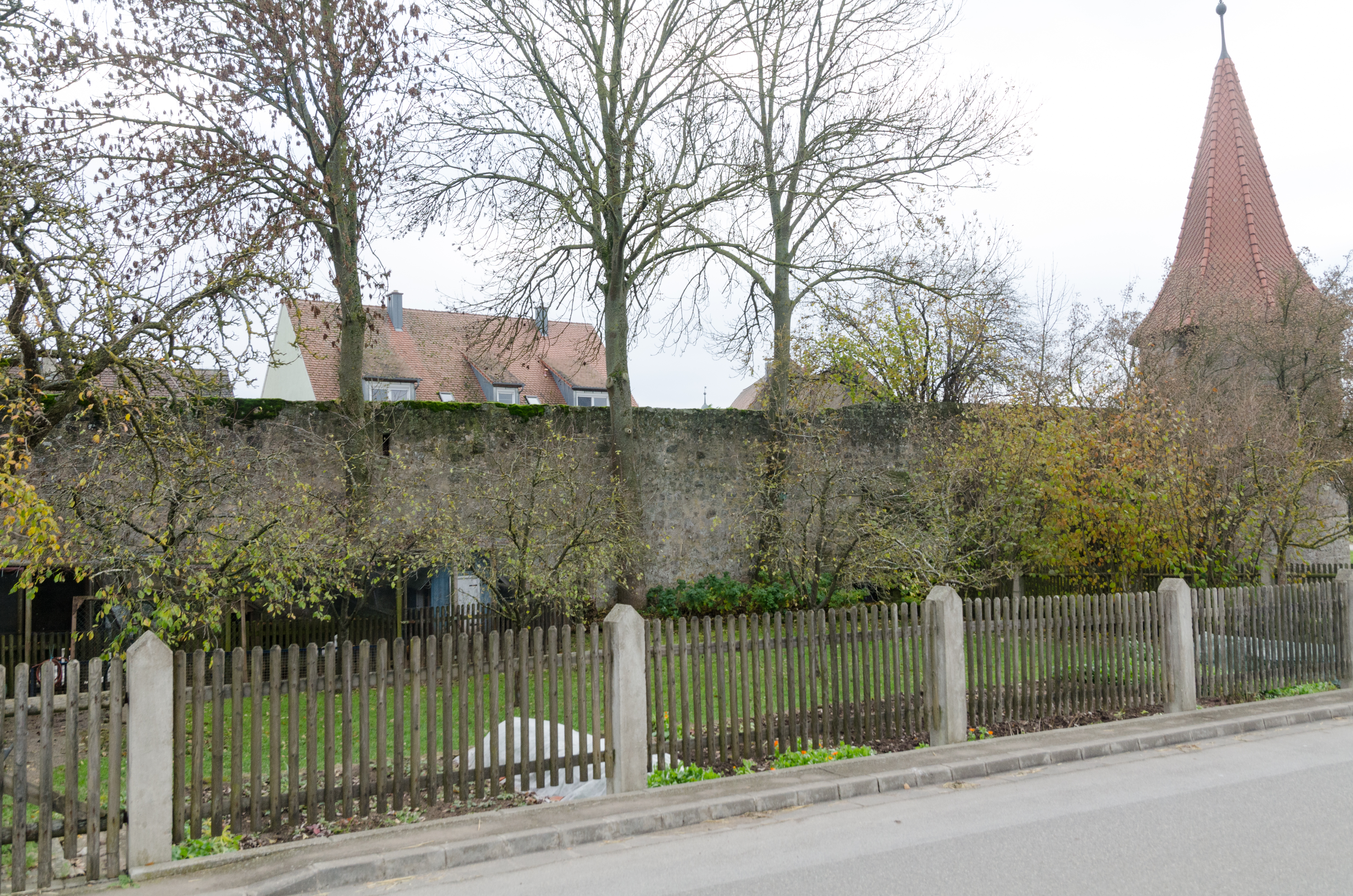
Stadtmauer Schulstraße 20, von Nordwesten, Feldseite
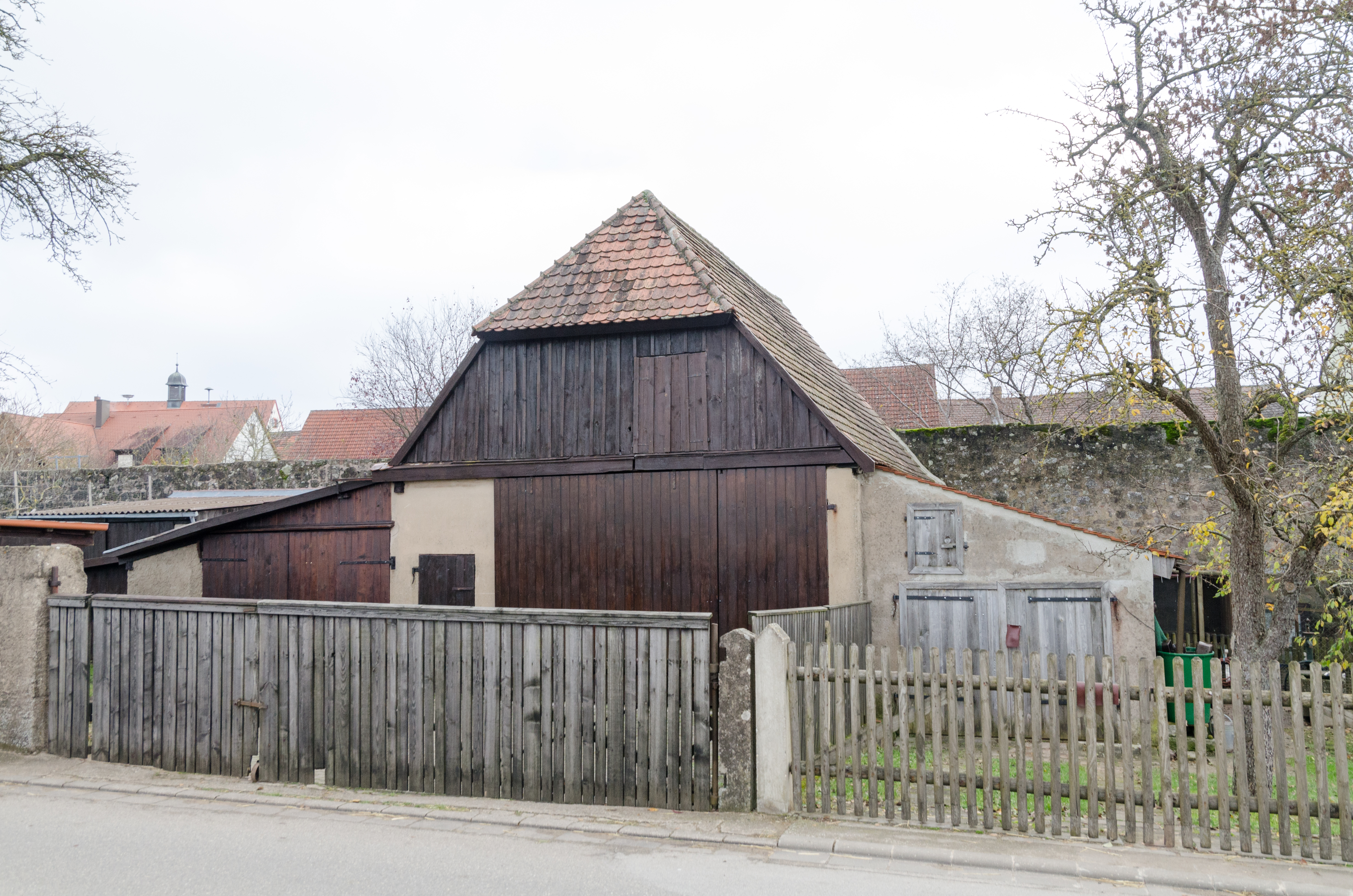
Stadtmauer Schulstraße 20, von Westen, Feldseite
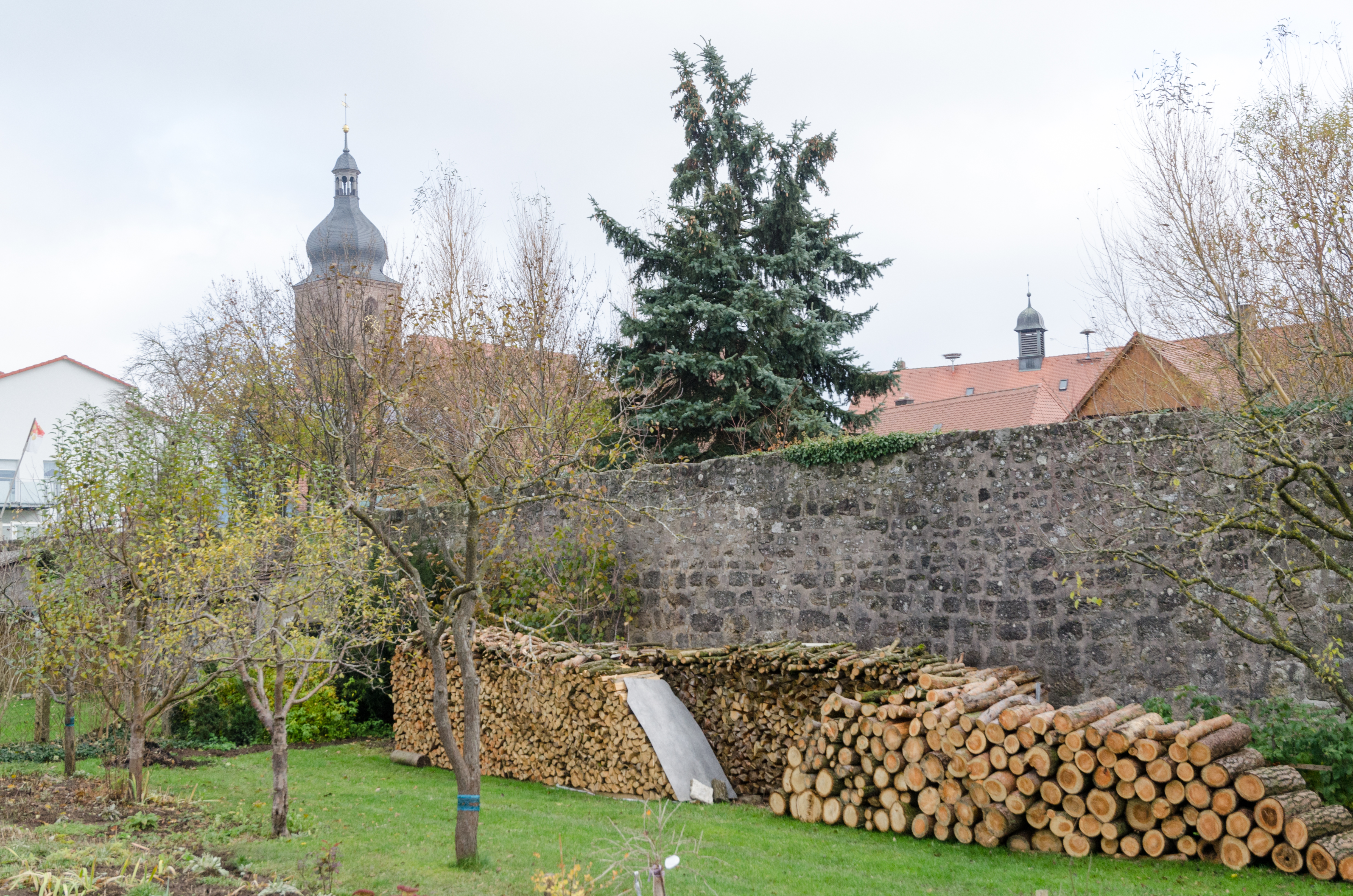
Stadtmauer Schulstraße 14a, von Westen, Feldseite
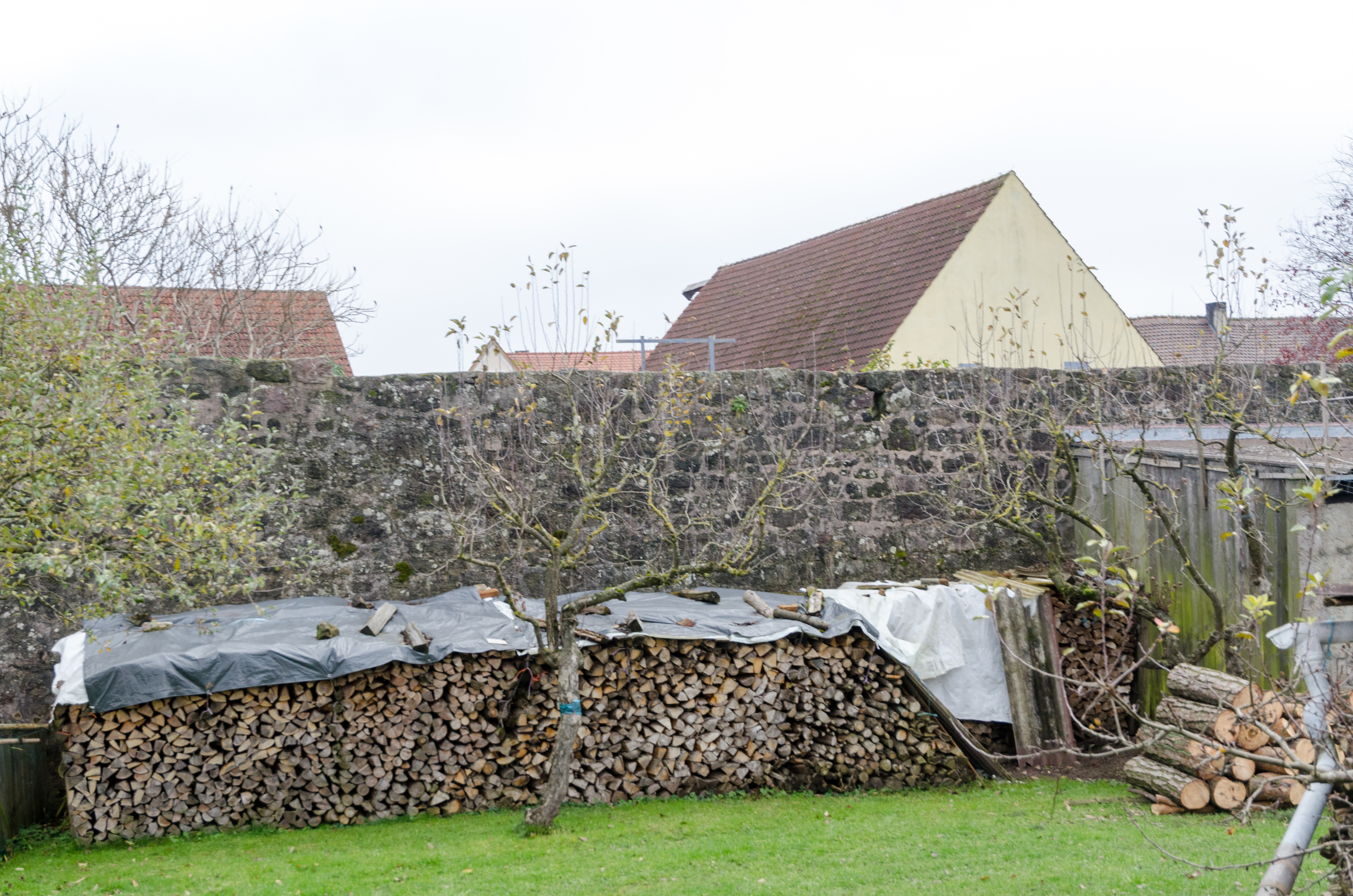
Stadtmauer Schulstraße 8a, von Westen, Feldseite
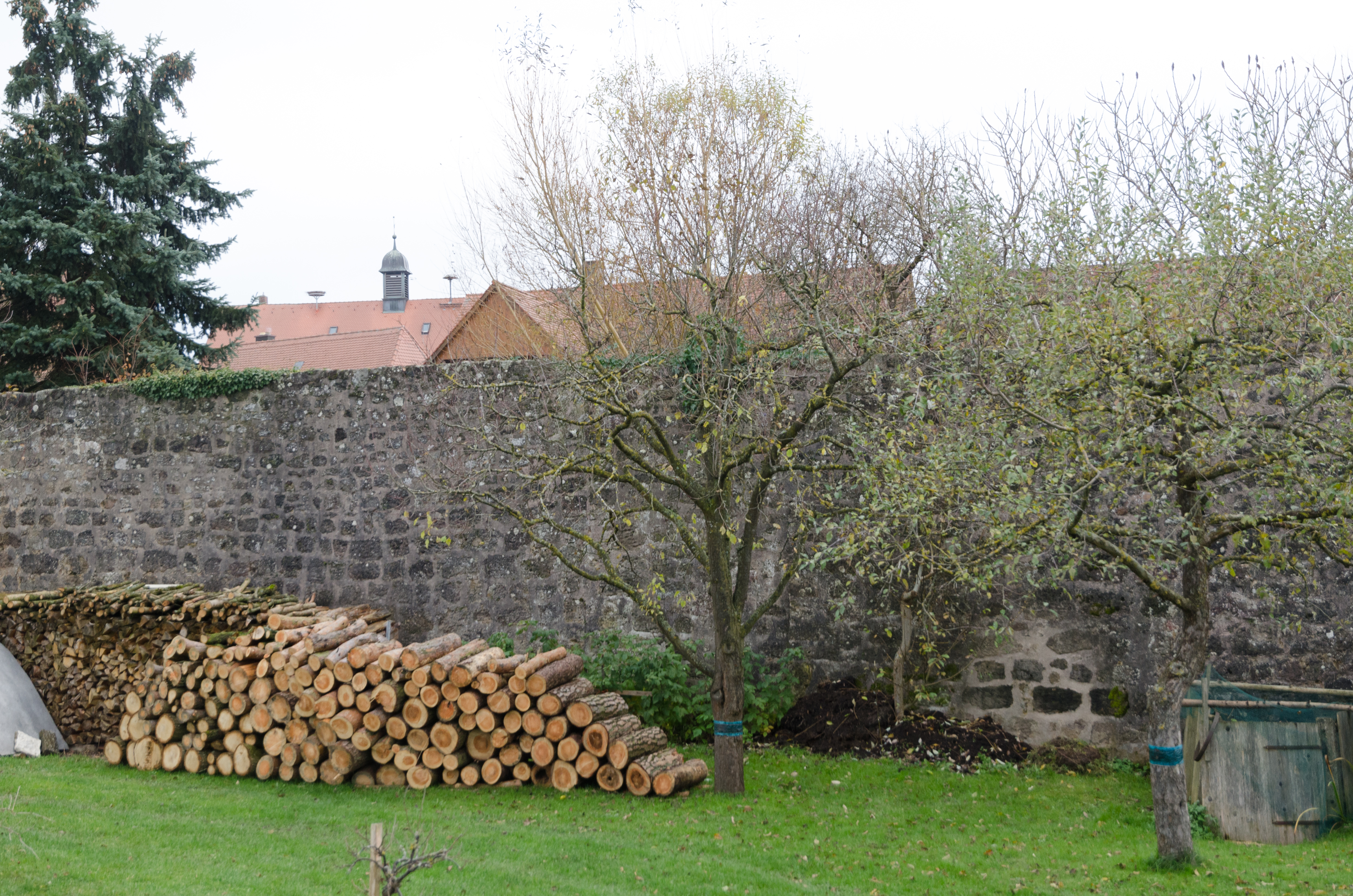
Stadtmauer Schulstraße 8a, von Westen, Feldseite
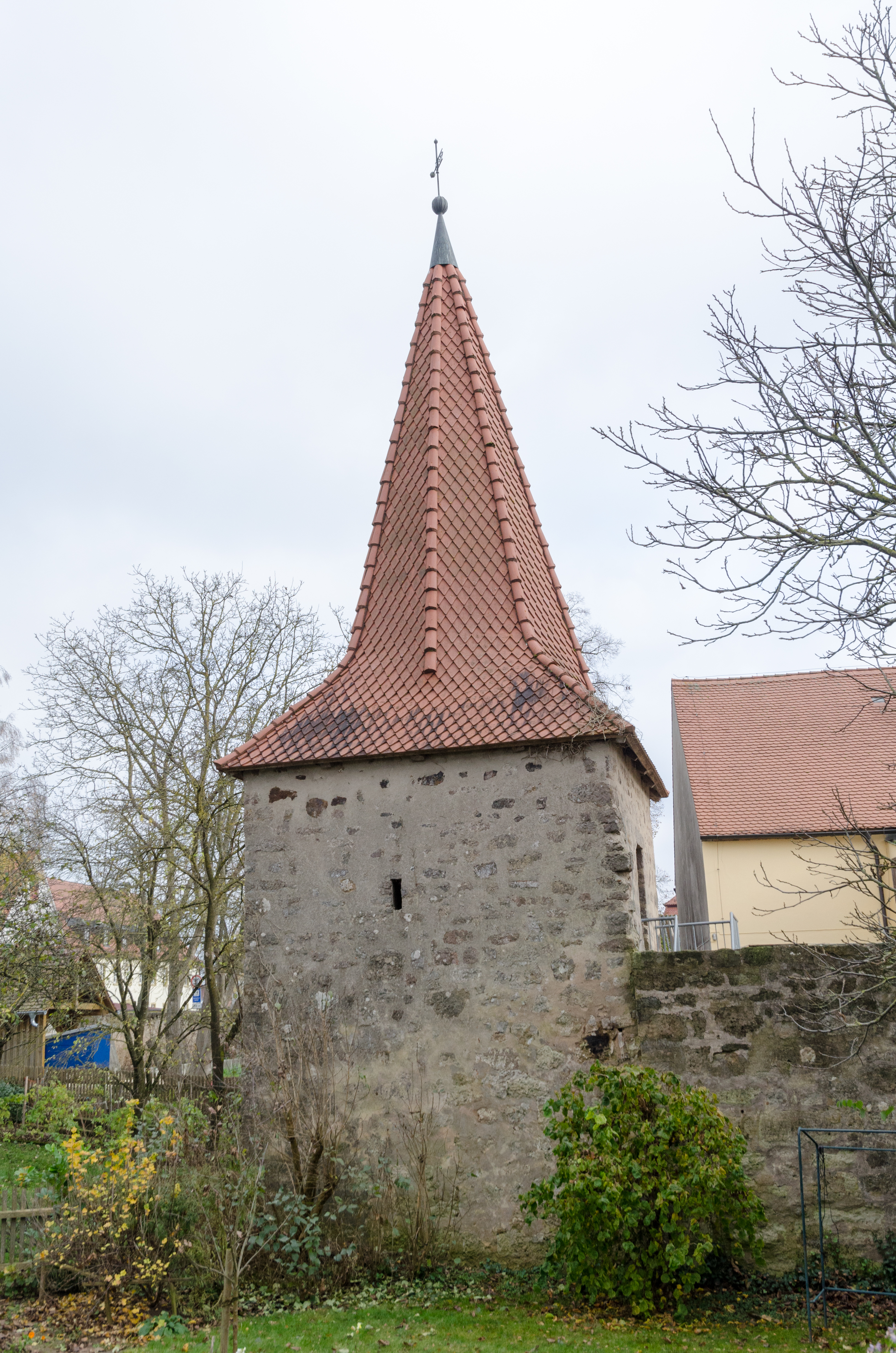
Befestigungsturm bei Schulstraße 4, von Westen, Feldseite weitere Bilder
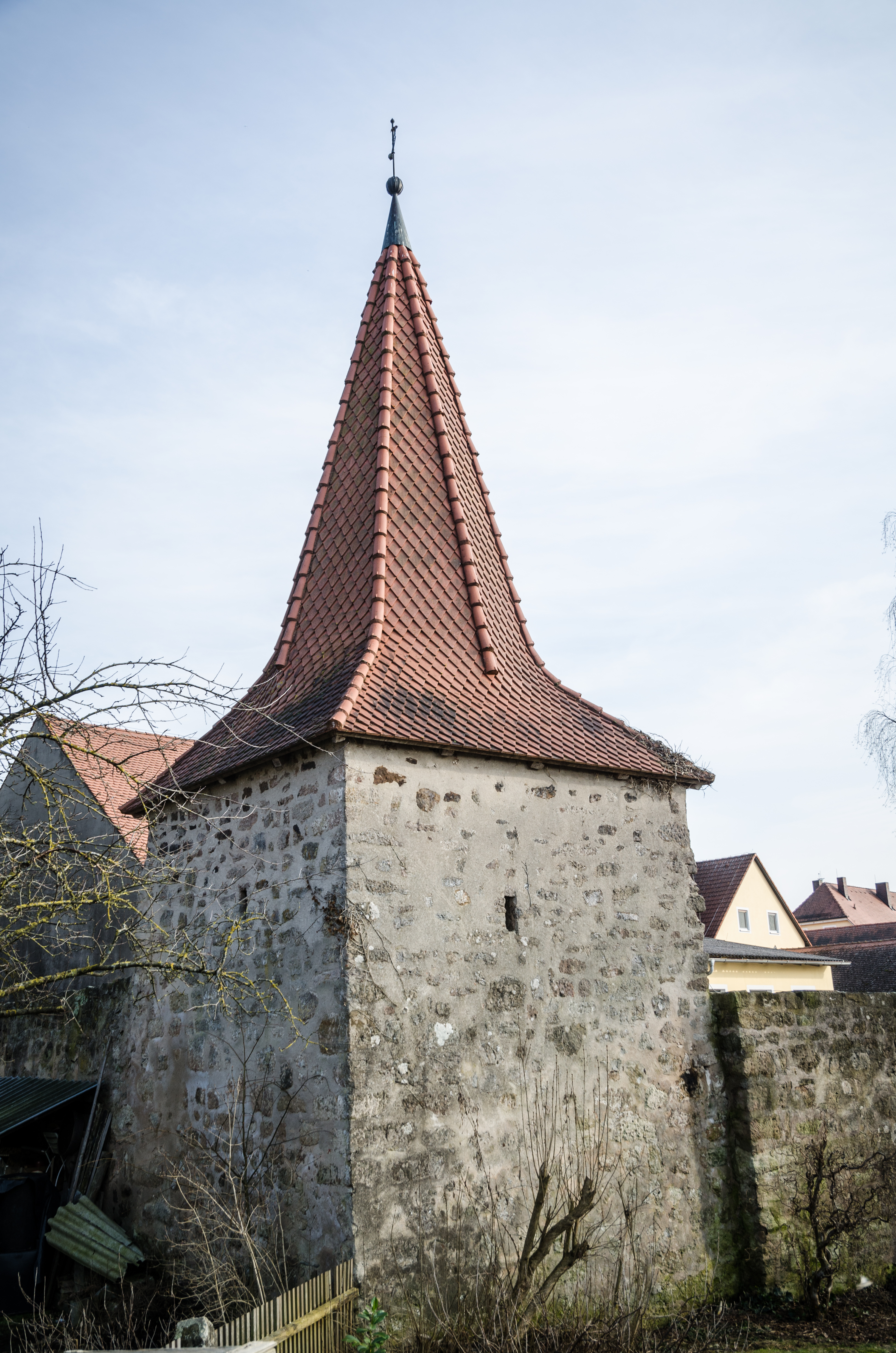
Befestigungsturm bei Schulstraße 4, von Nordwesten, Feldseite weitere Bilder
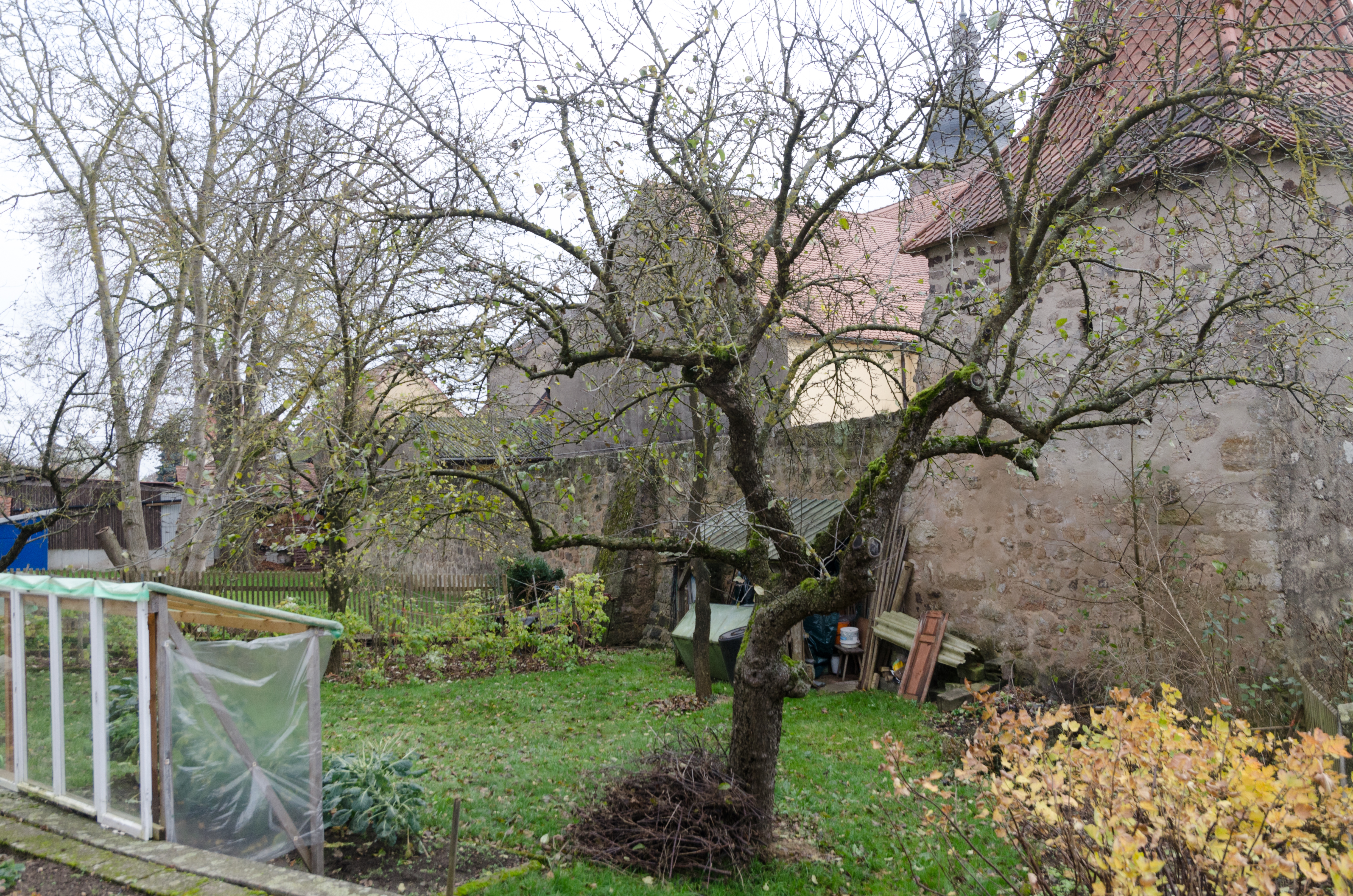
Stadtmauer Schulstraße 4, von Westen, Feldseite
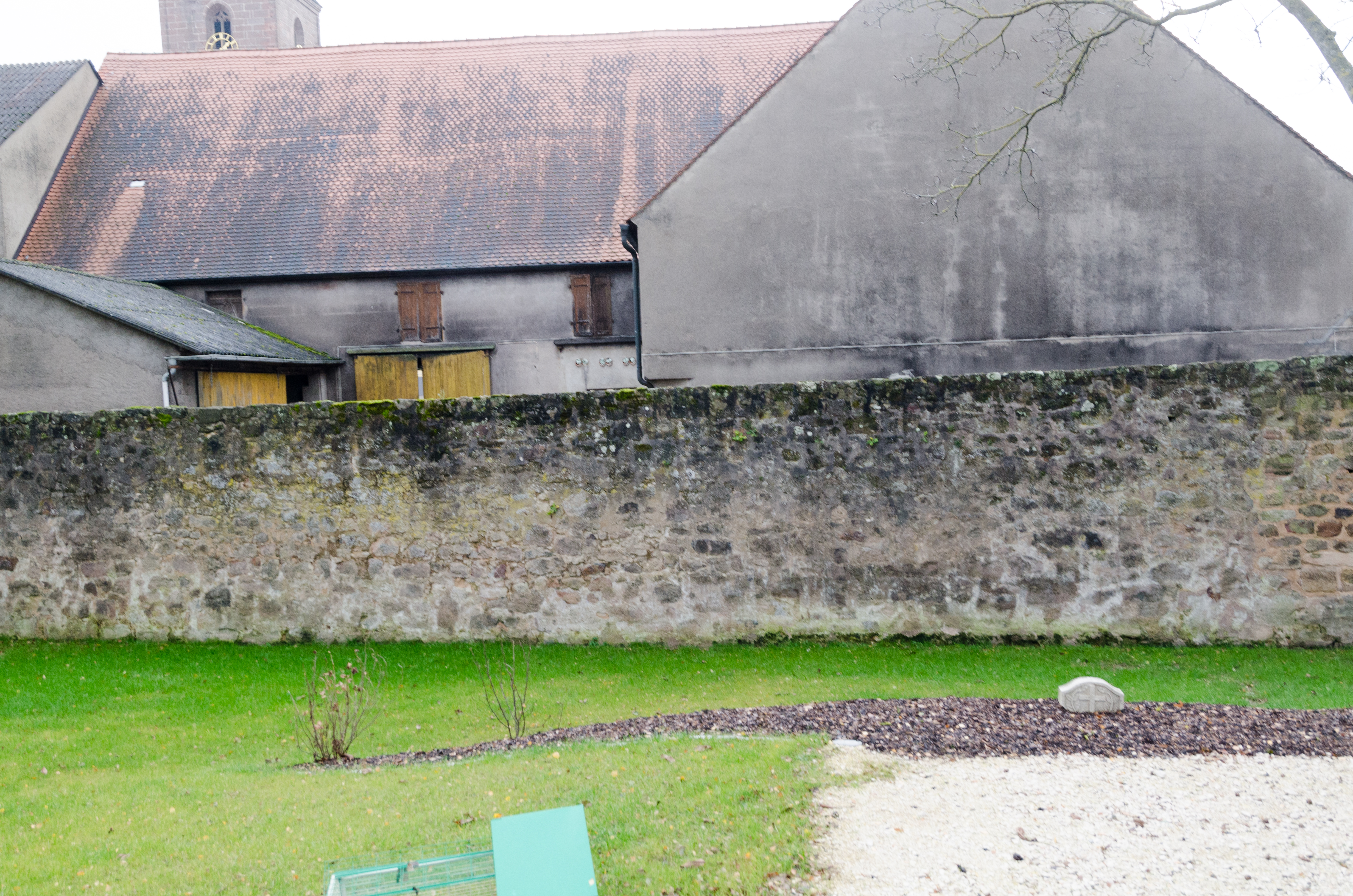
Stadtmauer Schulstraße 2, von Westen, Feldseite
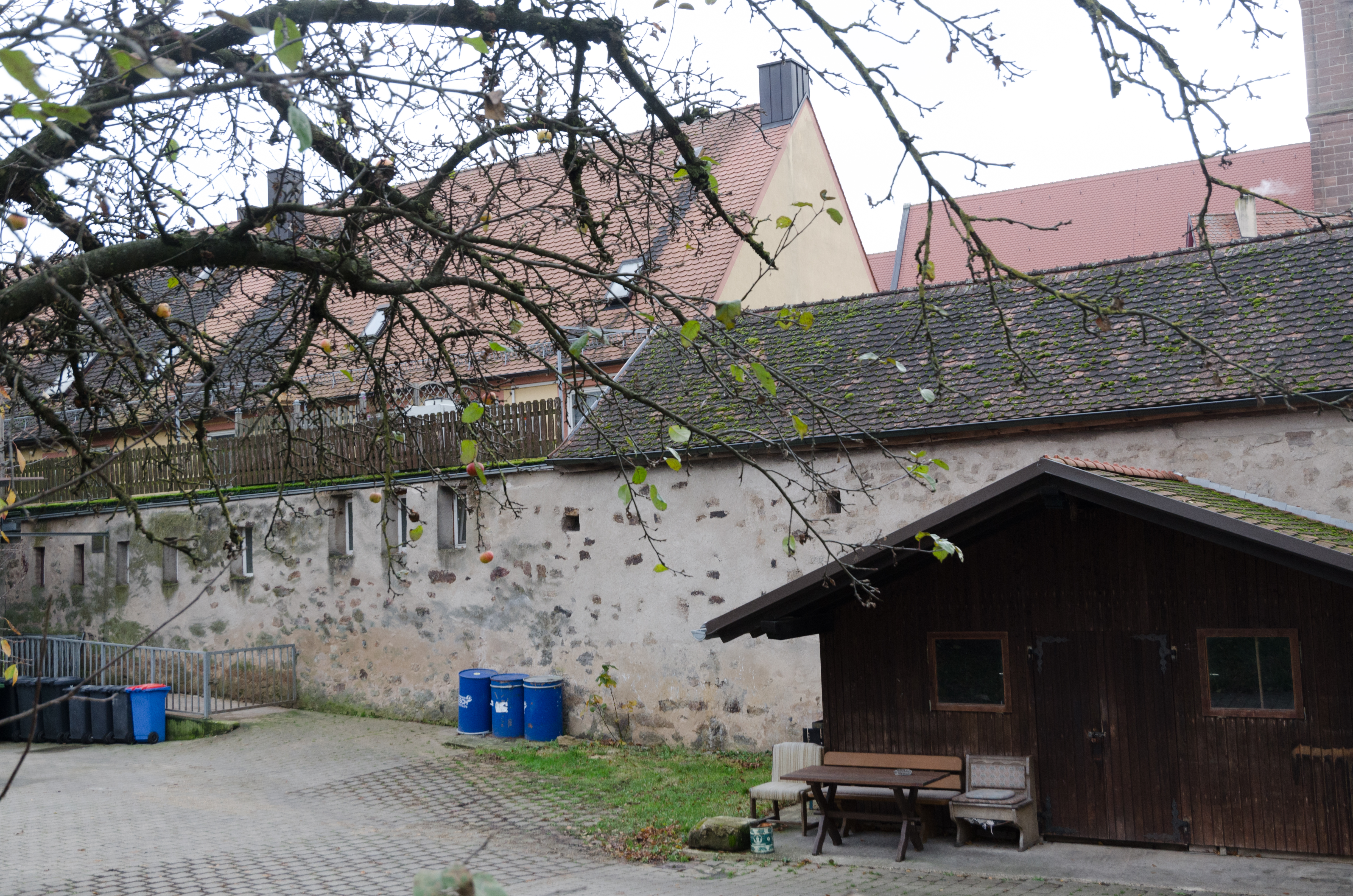
Stadtmauer Hauptstraße 2, von Westen, Feldseite

## Baudenkmäler nach Gemeindeteilen

### Merkendorf
| Lage                                                   | Objekt                                                               | Beschreibung | Akten-Nr.     | Bild           |
| ------------------------------------------------------ | -------------------------------------------------------------------- | --- | ------------- | -------------- |
| Hauptstraße 2 (Standort)                               | Ehemaliges Gasthaus Goldener Löwe                                    | Zweigeschossiger giebelständiger Satteldachbau in Ecklage, frühes 19. Jahrhundert | D-5-71-177-18 | weitere Bilder |
| Hauptstraße 3 (Standort)                               | Ehemalige Lateinschule, heute Wohnhaus                               | Zweigeschossiges traufständiges Gebäude mit Halbwalm, massiv, 1765 | D-5-71-177-19 | weitere Bilder |
| Hauptstraße 5 (Standort)                               | Wohn- und Geschäftshaus                                              | Zweigeschossiges Gebäude mit Walmdach, östlich Satteldach, Massivbau, 18. Jahrhundert | D-5-71-177-20 | weitere Bilder |
| Hauptstraße 6 (Standort)                               | Gasthaus Zur Sonne                                                   | Zweigeschossiger traufständiger Satteldachbau in Ecklage, Giebel und Obergeschoss Fachwerk, 18. Jahrhundert | D-5-71-177-21 | weitere Bilder |
| Hauptstraße 8 (Standort)                               | Ehemaliges Amthaus des markgräflichen Vogtes des Klosters Heilsbronn | Zweigeschossiger Eckbau mit Halbwalmdach und Ecklisenen, im Kern mittelalterlich, mehrfach umgebaut, Bauformen des 18./19. Jahrhunderts                                                                                              | D-5-71-177-22 | weitere Bilder |
| Hauptstraße 13 (Standort)                              | Wohn- und Geschäftshaus, „Zinkenbäckerhaus“                          | Zweigeschossiger traufständiger Satteldachbau, Sandsteinquader, erbaut von Adam Huber 1867 (Tafel über dem Türsturz), mit Backrecht (Bäckerzeichen am Nordgiebel, bezeichnet „1747“), früher Hausnummer 5 (Ziffer über dem Türsturz) | D-5-71-177-24 | weitere Bilder |
| Hauptstraße 20 (Standort)                              | Ehemaliges Handwerkerhaus                                            | Zweigeschossiger giebelständiger Satteldachbau, mit Ecklisenen, um 1800 | D-5-71-177-71 | weitere Bilder |
| Hauptstraße 21 (Standort)                              | Wohnhaus                                                             | Zweigeschossiger Satteldachbau in Ecklage, mit Putzgliederungen, 18./19. Jahrhundert | D-5-71-177-27 | weitere Bilder |
| Hauptstraße 22 (Standort)                              | Wohnhaus; „Beim Bergtold“                                            | Zweigeschossiger Walmdachbau, mit Fachwerkobergeschoss (eng verstrebt), 18. Jahrhundert | D-5-71-177-28 | weitere Bilder |
| Hauptstraße 23 (Standort)                              | Scheune                                                              | Eingeschossiges Gebäude mit Halbwalmdach, Massivbau mit Fachwerkgiebel, 18. Jahrhundert | D-5-71-177-72 | weitere Bilder |
| Hauptstraße 24 (Standort)                              | Wohnhaus                                                             | Zweigeschossiger Satteldachbau in Ecklage, in Teilen Fachwerk, 18./19. Jahrhundert | D-5-71-177-29 | weitere Bilder |
| Hauptstraße 26 (Standort)                              | Wohnhaus; „Engelhardtsanwesen“, auch „Baderhaus“                     | Zweigeschossiger Satteldachbau in Ecklage, rückwärtig Halbwalm, mit Fachwerkobergeschoss und Fachwerkgiebel, im 17./18. Jahrhundert errichtet mit Badstube für den Bader und Wundarzt; vor dem Haus Röhrenbrunnen                    | D-5-71-177-30 | weitere Bilder |
| Hauptstraße 27 (Standort)                              | Wohnhaus                                                             | Zweigeschossiger traufständiger Satteldachbau, Türsturz bezeichnet „18 Matthias Schütz 54“ | D-5-71-177-31 | weitere Bilder |
| Hauptstraße 28 (Standort)                              | Wohnhaus                                                             | Zweigeschossiger Satteldachbau, mit Fachwerkobergeschoss und Fachwerkgiebel, erste Hälfte 19. Jahrhundert | D-5-71-177-32 | weitere Bilder |
| Hauptstraße 30; Vorderer Stadtgrabenweiher (Standort)  | Steinbrücke                                                          | Brücke aus Natursteinquadern, wohl 18. Jahrhundert | D-5-71-177-34 | weitere Bilder |
| Hauptstraße 32 (Standort)                              | Stadtzollhaus, ehemaliges Zollhäuschen beim Unteren Tor              | Eingeschossiger Satteldachbau, mit fachwerksichtigem Giebel, 18. Jahrhundert (Nach der Wegzollgerechtigkeit von 1573 war bis 1935 Pflasterzoll zu bezahlen)                                                                          | D-5-71-177-35 | weitere Bilder |
| Hauptstraße 34 (Standort)                              | Wohnstallhaus                                                        | Ehemaliges Wohnstallhaus, eingeschossiges Gebäude mit Steildach, 18. Jahrhundert | D-5-71-177-36 | BW             |
| Marktplatz 1 (Standort)                                | Rathaus                                                              | Dreigeschossiger Satteldachbau in Ecklage, südlich mit Schopfwalm, Sandsteinmauerwerk, Obergeschoss und Giebel Fachwerk, im Kern 15. Jahrhundert, nach Brand Wiederaufbau 1660, Veränderungen 19. Jahrhundert                        | D-5-71-177-25 | weitere Bilder |
| Marktplatz 4 (Standort)                                | Ehemalige Zehntscheune, jetzt Heimatmuseum                           | Dreigeschossiger massiver Satteldachbau, mit Dachreiter, 16. bis 18. Jahrhundert | D-5-71-177-23 | weitere Bilder |
| Marktplatz, Hauptstraße, auf dem Marktplatz (Standort) | Kriegerdenkmal                                                       | Pfeiler mit bekrönender Reiterfigur auf breitem Podest, um 1920/30, nach dem Zweiten Weltkrieg ergänzt | D-5-71-177-37 | weitere Bilder |
| Marktplatz 10 (Standort)                               | Wohnhaus, sogenannte Hermannsschmiede                                | Zweigeschossiges massives Gebäude mit Steildach, in Ecklage, mit Ecklisenen, bezeichnet „1846“ | D-5-71-177-26 | weitere Bilder |
| Marktplatz 10 (Standort)                               | Sogenannte Schmidt-Scheune, ehemalige Schmiede                       | Eingeschossiger Satteldachbau, teilweise Fachwerk, zweite Hälfte 19. Jahrhundert | D-5-71-177-26 | weitere Bilder |
| Schulstraße 1 (Standort)                               | Zweites Pfarrhaus                                                    | Zweigeschossiger Satteldachbau mit Erker, östlich abgesetztes Walmdach, mit Gliederungen in Naturstein, in historisierenden Formen, nach Planung von Architekt M. Förtsch (München), 1896–1900                                       | D-5-71-177-70 | weitere Bilder |
| Schulstraße 1 (Standort)                               | Nebengebäude                                                         | Zweigeschossiger Pultdachbau mit vorspringendem Fachwerk-Obergeschoss, gleichzeitig | D-5-71-177-70 | weitere Bilder |
| Schulstraße 1 (Standort)                               | Einfriedung                                                          | Erhaltene Teile der Einfriedung, massiv, mit Pfeilern, um 1900 | D-5-71-177-70 | weitere Bilder |
| Schulstraße 3 (Standort)                               | Stadtkirche Unserer Lieben Frau, evangelisch-lutherische Pfarrkirche | Spätgotischer Saalbau mit eingezogenem Chor, 1478 bis ca. 1500, Turm 1528, nach Brand 1648 teilweise wiederhergestellt, 1709 und 1930 umfassend renoviert, nach Kriegszerstörung 1945–1953 wiederhergestellt                         | D-5-71-177-44 | weitere Bilder |
| Schulstraße 5 (Standort)                               | Erstes Pfarrhaus                                                     | Zweigeschossiger Walmdachbau in Ecklage, mit rustizierten Ecklisenen, 18. Jahrhundert | D-5-71-177-46 | weitere Bilder |
| Schulstraße 8 (Standort)                               | Steingruberhaus, ehemaliges markgräfliches Amtshaus                  | Zweigeschossiger Walmdachbau, mit rustizierten Ecklisenen und Putzgliederungen, nach Plänen von Johann David Steingruber, Mitte 18. Jahrhundert                                                                                      | D-5-71-177-48 | weitere Bilder |
| Schulstraße 12 (Standort)                              | Wohnstallhaus, ehemalige Schmiede                                    | Eingeschossiges giebelständiges Gebäude mit Steildach, massiv, 18./19. Jahrhundert | D-5-71-177-50 | weitere Bilder |
| Schulstraße 12 (Standort)                              | Scheune                                                              | Eingeschossiges Gebäude mit Halbwalmdach, Fachwerk, 18. Jahrhundert | D-5-71-177-50 | weitere Bilder |
| Schulstraße 14 (Standort)                              | Ehemaliges Handwerkerhaus                                            | Zweigeschossiger traufständiger Satteldachbau, Sandsteinquader, verputzt, um 1835 | D-5-71-177-73 | weitere Bilder |
| Schulstraße 22 (Standort)                              | Scheune                                                              | Massiver Satteldachbau, bezeichnet am Türsturz einer zugemauerten Tür mit „1848“ | D-5-71-177-54 | weitere Bilder |
| Schulstraße 24 (Standort)                              | Ehemaliges Wohnstallhaus „Linkengütl“                                | Eingeschossiges giebelständiges Gebäude mit Schopfwalmdach, mit Fachwerkgiebel, 17./18. Jahrhundert | D-5-71-177-55 | weitere Bilder |
| Schulstraße 24 (Standort)                              | Scheune                                                              | Eingeschossiger Satteldachbau mit Fachwerkgiebel, 19. Jahrhundert | D-5-71-177-55 | weitere Bilder |
| Brauhausstraße 4 (Standort)                            | Ackerbürgerhaus                                                      | Zweigeschossiger giebelständiger Satteldachbau, im Kern 17. Jahrhundert, Umgestaltung mit ornamentierter Fassade 1913; an Nordseite angebauter Stadel, traufständiger Satteldachbau                                                  | D-5-71-177-75 | weitere Bilder |
| Brauhausstraße 15 (Standort)                           | Wohngebäude „Fechtergütl“                                            | Zweigeschossiger giebelständiger Satteldachbau, Obergeschoss und Giebel Fachwerk, 18./19. Jahrhundert | D-5-71-177-13 | weitere Bilder |
| Brauhausstraße 17 (Standort)                           | Wohnhaus                                                             | Eingeschossiges giebelständiges Gebäude mit Steildach, massiv, 18. Jahrhundert | D-5-71-177-14 | weitere Bilder |
| Brauhausstraße 19 (Standort)                           | Wohnhaus                                                             | Eingeschossiger giebelständiger Satteldachbau, massiv, mit Zwerchhaus, 1847 | D-5-71-177-15 | weitere Bilder |
| Brauhausstraße 19 (Standort)                           | Scheune                                                              | Eingeschossiges Gebäude mit Krüppelwalm, mit Fachwerkgiebel, 1791 | D-5-71-177-15 | weitere Bilder |
| Weberstraße 2 (Standort)                               | Ehemaliges Handwerkerhaus                                            | Schmaler zweigeschossiger Satteldachbau in Ecklage, mit einfacher Putzgliederung, um 1800 | D-5-71-177-74 | weitere Bilder |
| Weberstraße 6 (Standort)                               | Ackerbürgerhaus, Handwerkerhaus                                      | Zweigeschossiger traufständiger Satteldachbau, südlich mit Walm, Obergeschoss und Giebel Fachwerk, 18./19. Jahrhundert | D-5-71-177-57 | weitere Bilder |
| Weberstraße 6 (Standort)                               | Scheune                                                              | Giebelständiger Satteldachbau, erste Hälfte 20. Jahrhundert | D-5-71-177-57 | weitere Bilder |
| Weberstraße 7 (Standort)                               | Wohnhaus; „Weberhaus“ oder „Schöffenhaus“                            | Zweigeschossiger giebelständiger Satteldachbau, rückwärtig Halbwalm, Fachwerk, teilweise massiv, 17. Jahrhundert, massive Fassade Mitte 19. Jahrhundert                                                                              | D-5-71-177-58 | weitere Bilder |
| Adlerstraße 4 (Standort)                               | Gasthaus Goldener Adler                                              | Eingeschossiger Satteldachbau, Anbau mit Fachwerkobergeschoss und -Giebel zur Stadtmauer, 18. Jahrhundert | D-5-71-177-4  | weitere Bilder |
| Adlerstraße 4 (Standort)                               | Scheune                                                              | Eingeschossiger Satteldachbau, massiv mit Fachwerkgiebel, 17./18. Jahrhundert | D-5-71-177-4  | weitere Bilder |
| Adlerstraße 5 (Standort)                               | Wohnhaus                                                             | Eingeschossiger massiver Satteldachbau, Eckhaus, Anbau aufgestockt, 18. Jahrhundert | D-5-71-177-5  | weitere Bilder |
| Adlerstraße 5 (Standort)                               | Scheune                                                              | Fachwerkbau mit Halbwalmdach, 18. Jahrhundert | D-5-71-177-6  | weitere Bilder |
| Adlerstraße 7 (Standort)                               | Wohnhaus                                                             | Zweigeschossiger giebelständiger Satteldachbau, Fachwerk, spätes 18. Jahrhundert | D-5-71-177-6  | BW             |
| Adlerstraße 10 (Standort)                              | Landwirtschaftliches Anwesen: Wohngebäude                            | zweigeschossiger giebelständiger Satteldachbau, mit Putzgliederung, um 1900, mit Giebelfigur (Adler mit ausgebreiteten Schwingen) | D-5-71-177-8  | weitere Bilder |
| Adlerstraße 12 (Standort)                              | Landwirtschaftliches Anwesen                                         | Wohnhaus, zweigeschossiger giebelständiger Satteldachbau, Portal bezeichnet „17 J G B 38“ | D-5-71-177-9  | weitere Bilder |
| Ringstraße 1 (Standort)                                | Ehemaliges Ackerbürgerwohnhaus                                       | Zweigeschossiger massiver Satteldachbau in Ecklage, mit Putzgliederung, frühes 19. Jahrhundert, vor dem Taschentor | D-5-71-177-40 | weitere Bilder |
| Ringstraße 20 (Standort)                               | Evangelisch-lutherische Friedhofskirche St. Johannis                 | Saalkirche, 1582–84, 1718 wiederhergestellt; mit Kanzelaltar von 1718 | D-5-71-177-42 | weitere Bilder |
| Ringstraße 20 (Standort)                               | Friedhof                                                             | Anlage des späteren 19. Jahrhunderts, Grabsteine, 18.–20. Jahrhundert | D-5-71-177-42 | weitere Bilder |
| Ringstraße 20 (Standort)                               | Leichenhalle                                                         | Errichtet 1902 | D-5-71-177-42 | weitere Bilder |
| Ringstraße 20 (Standort)                               | Friedhofsmauer                                                       | Ummauerung mit romanisierenden Pfeilern mit Schmiedeeisentoren, spätes 19. Jahrhundert | D-5-71-177-42 | weitere Bilder |
| Hirschlacher Straße 2 (Standort)                       | Wohnhaus eines Bauerngehöftes                                        | Zweigeschossiger massiver Satteldachbau, erste Hälfte 19. Jahrhundert | D-5-71-177-38 | weitere Bilder |
| Hirschlacher Straße 2 (Standort)                       | Scheune                                                              | Eingeschossiges Gebäude, einseitig mit Krüppelwalm, Fachwerk, 18. Jahrhundert, im 19. Jahrhundert erweitert | D-5-71-177-38 | weitere Bilder |
| Hirschlacher Straße 2 (Standort)                       | Nebengebäude und Stall                                               | Zweigeschossiger Satteldachbau mit Fachwerkobergeschoss, 18./19. Jahrhundert | D-5-71-177-38 | weitere Bilder |
| Hirschlacher Straße 2 (Standort)                       | Brunnen und Pferdetränke                                             | 19. Jahrhundert | D-5-71-177-38 | BW             |
| Hirschlacher Straße 4 (Standort)                       | Wohnstallhaus                                                        | Wohnstallhaus eines Bauerngehöftes, zweigeschossiger Satteldachbau, mit Fachwerkobergeschoss und Fachwerkgiebel, 18. Jahrhundert | D-5-71-177-39 | weitere Bilder |
| Hirschlacher Straße 4 (Standort)                       | Scheune                                                              | Eingeschossiges Gebäude mit Halbwalm, teilweise Fachwerk, 18. Jahrhundert | D-5-71-177-39 | BW             |
| Hirschlacher Straße 4 (Standort)                       | Nebengebäude                                                         | Eingeschossiger Satteldachbau, in Teilen Fachwerk, 19. Jahrhundert | D-5-71-177-39 | weitere Bilder |
| Hirschlacher Straße 4 (Standort)                       | Hoftor                                                               | Schmiedeeisen, erste Hälfte 19. Jahrhundert | D-5-71-177-39 | BW             |

### Dürrnhof
| Lage                                                           | Objekt                                                            | Beschreibung                                                                                    | Akten-Nr.     | Bild           |
| -------------------------------------------------------------- | ----------------------------------------------------------------- | ----------------------------------------------------------------------------------------------- | ------------- | -------------- |
| Dürrnhof 2, Dürrnhof 3, Dürrnhof 4, nähe Mühlstemme (Standort) | Mühlweiher                                                        |                                                                                                 | D-5-71-177-59 | BW             |
| Dürrnhof 4 (Standort)                                          | Ehemalige Wassermühle des Klosters Heilsbronn, Wohn- und Mühlhaus | Zweigeschossiger Satteldachbau, massiv, giebelseitig Portal, 18. Jahrhundert, wohl älterer Kern | D-5-71-177-59 | weitere Bilder |
| Dürrnhof 4 (Standort)                                          | Mühlkanal                                                         | 18./19. Jahrhundert                                                                             | D-5-71-177-59 | BW             |

### Gerbersdorf
| Lage                       | Objekt          | Beschreibung | Akten-Nr.     | Bild           |
| -------------------------- | --------------- | --- | ------------- | -------------- |
| Gerbersdorf 1 (Standort)   | Wohnhaus        | Zweigeschossiger Satteldachbau, 1865, 1922 aufgestockt, Teil einer 1790 über den Grundmauern eines Heilsbronner Klosterhofs errichteten Hofanlage | D-5-71-177-60 | weitere Bilder |
| Gerbersdorf 1 a (Standort) | Fachwerkscheune | Bezeichnet „1790“ | D-5-71-177-60 | BW             |
| Gerbersdorf 1 a (Standort) | Nebengebäude    | 1865 | D-5-71-177-60 | BW             |
| Gerbersdorf 1 a (Standort) | Nebengebäude    | 1880 | D-5-71-177-60 | BW             |

### Großbreitenbronn
| Lage                                   | Objekt                                                                 | Beschreibung                                                  | Akten-Nr.     | Bild           |
| -------------------------------------- | ---------------------------------------------------------------------- | ------------------------------------------------------------- | ------------- | -------------- |
| Großbreitenbronn 28 (Standort)         | Schulhaus                                                              | Zweigeschossiger Walmdachbau, mit Putzgliederung, 1899 erbaut | D-5-71-177-61 | weitere Bilder |
| Großbreitenbronn 28 (Standort)         | Kirchenruine, Turmruine der ehemaligen Briccius-Kapelle (St. Briccius) | Erhaltenes Fragment einer kleinen Chorturmkirche, 1473        | D-5-71-177-62 | weitere Bilder |
| Lachfeld, an der Flurgrenze (Standort) | Grenzstein, Fraischstein                                               | Wohl 18. Jahrhundert                                          | D-5-71-175-57 | BW             |

### Hirschlach
| Lage                     | Objekt                                           | Beschreibung | Akten-Nr.     | Bild           |
| ------------------------ | ------------------------------------------------ | --- | ------------- | -------------- |
| Hirschlach 6 (Standort)  | Ehemaliges Gasthaus Adler                        | Wohnstallhaus, zweigeschossiger giebelständiger Satteldachbau, massiv, 1837                                                                           | D-5-71-177-64 | BW             |
| Hirschlach 6 (Standort)  | Fachwerkscheune                                  | Satteldachbau, erste Hälfte 19. Jahrhundert | D-5-71-177-64 | BW             |
| Hirschlach 6 (Standort)  | Nebengebäude                                     | Satteldachbau, erste Hälfte 19. Jahrhundert | D-5-71-177-64 | BW             |
| Hirschlach 29 (Standort) | Evangelisch-lutherische Pfarrkirche St. Johannis | Chorturmkirche, Saalbau mit eingezogenem Chor, bezeichnet „1447“, Langhaus 1730 umgebaut, Turmobergeschoss, teilweise Fachwerk, 1832; mit Ausstattung | D-5-71-177-63 | weitere Bilder |
| Hirschlach 29 (Standort) | Friedhof                                         | | D-5-71-177-63 | BW             |
| Hirschlach 29 (Standort) | Friedhofsmauer                                   | Erhaltenes Teilstück am Nordrand des Friedhofs, im Kern wohl mittelalterlich                                                                          | D-5-71-177-63 | BW             |

### Kleinbreitenbronn
| Lage                            | Objekt        | Beschreibung                                                                        | Akten-Nr.     | Bild |
| ------------------------------- | ------------- | ----------------------------------------------------------------------------------- | ------------- | ---- |
| Kleinbreitenbronn 11 (Standort) | Wohnstallhaus | Eingeschossiges Gebäude mit Steildach, Fachwerkgiebel, frühes 19. Jahrhundert       | D-5-71-177-66 | BW   |
| Kleinbreitenbronn 13 (Standort) | Wohnstallhaus | Einschossiges Gebäude mit Steildach, massiv, 18. Jahrhundert                        | D-5-71-177-65 | BW   |
| Kleinbreitenbronn 13 (Standort) | Nebengebäude  | An Wohnstallhaus anschließend, eingeschossige Satteldachbauten, 18./19. Jahrhundert | D-5-71-177-65 | BW   |

### Neuses
| Lage                | Objekt          | Beschreibung    | Akten-Nr.     | Bild |
| ------------------- | --------------- | --------------- | ------------- | ---- |
| Neuses 1 (Standort) | Massive Scheune | 19. Jahrhundert | D-5-71-177-67 | BW   |

## Ehemalige Baudenkmäler
In diesem Abschnitt sind Objekte aufgeführt, die früher einmal in der Denkmalliste eingetragen waren, jetzt aber nicht mehr. Objekte, die in anderem Zusammenhang also z. B. als Teil eines Baudenkmals weiter eingetragen sind, sollen hier nicht aufgeführt werden. Aktennummern in diesem Abschnitt sind ehemalige, jetzt nicht mehr gültige Aktennummern.

| Lage                                   | Objekt                           | Beschreibung                                            | Akten-Nr.     | Bild           |
| -------------------------------------- | -------------------------------- | ------------------------------------------------------- | ------------- | -------------- |
| Merkendorf Brauhausstraße 3 (Standort) | Türsturz                         | bezeichnet mit „Renovirt anno (renoviert im Jahr) 1784“ | D-5-71-177-11 | weitere Bilder |
| Merkendorf Schulstraße 6 (Standort)    | Alter evangelischer Kindergarten |                                                         | D-5-71-177-47 | weitere Bilder |
| Willendorf (Standort)                  | Wohnstallhaus                    | Eingeschossiges, massives Gebäude, 1764                 | D-5-71-177-68 | BW             |